# Plouénan
Plouénan [pluenɑ̃] est une commune du département du Finistère, dans la région Bretagne, en France.

## Géographie

### Description

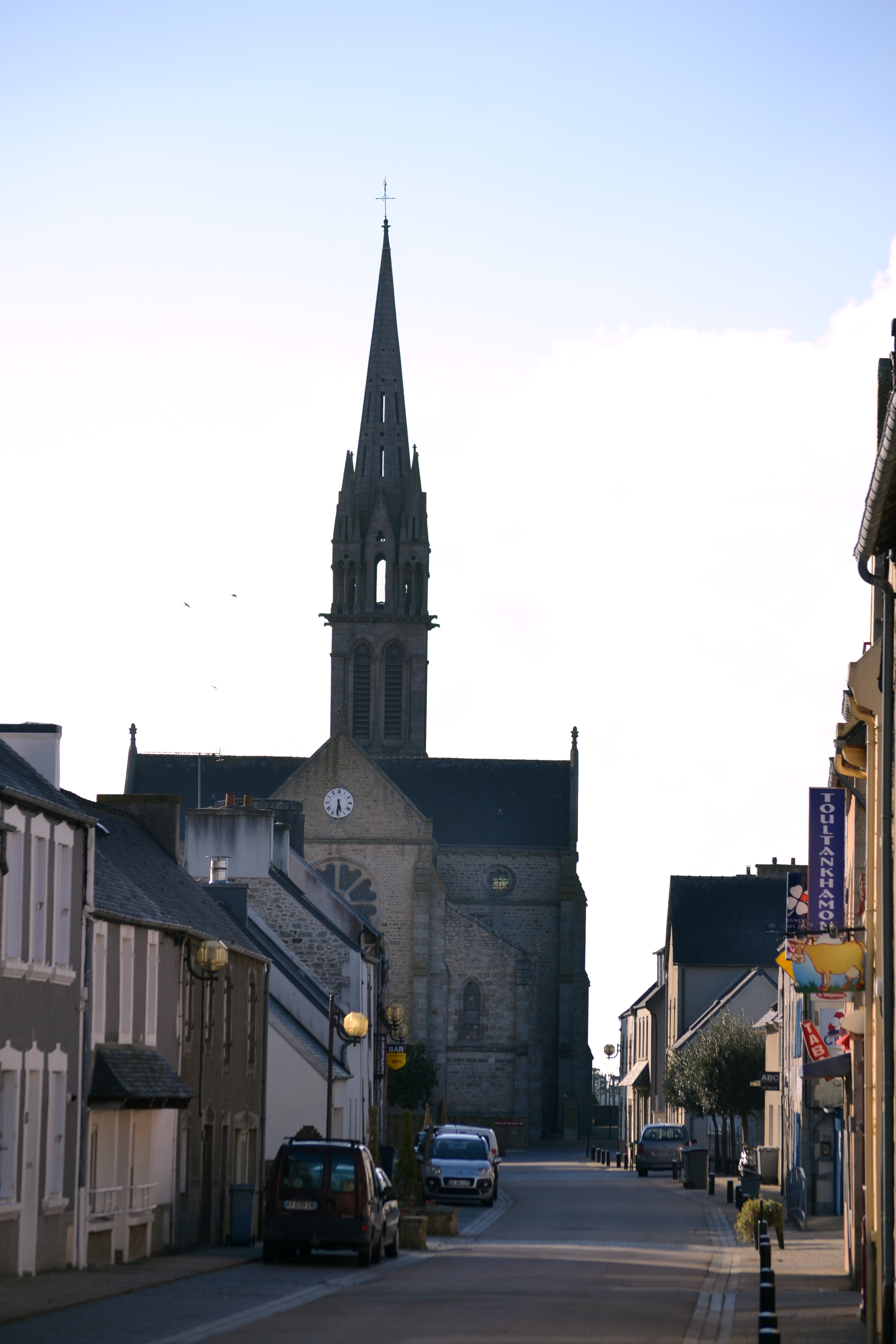
Le bourg de Plouénan.

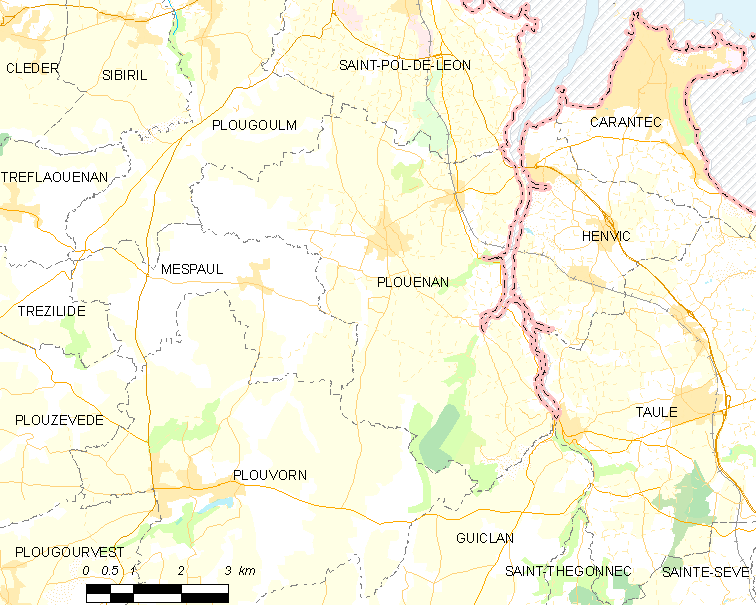
Carte de la commune de Plouénan.

La commune de Plouénan est située à 7 km environ au sud de Saint-Pol-de-Léon, et à l'ouest du fleuve côtier, la Penzé, dont la ria et celles de ses affluents, l'Éon et le ruisseau de Milinou, limitent la commune au sud et à l'est, et plus au-delà de la commune voisine, Henvic. À l'ouest le finage de Plouénan est limité par un autre petit fleuve côtier, l'Horn, qui sépare la commune de sa voisine, Mespaul.
| Plougoulm | Saint-Pol-de-Léon | Henvic |
| Mespaul   | Plouénan          |        |
| Plouvorn  | Guiclan           | Taulé  |

Plouénan fait partie du Pays de Léon ou ancien évêché de Léon, dans la partie orientale appelée Haut-Léon. Plouénan fait également partie de la Ceinture dorée, zone côtière très propice à la culture des légumes.
Au sud de la commune se trouve la forêt de Lannuzouarn, située pour l'essentiel sur la rive droite de l'Éon. Cette forêt privée a une superficie d'environ 200 hectares et atteint 87 mètres d'altitude.
Le bourg est ainsi décrit par Louis Le Guennec en 1913 : « Situé sur un plateau élevé, au milieu d'une campagne bien cultivée et fertile, mais d'un aspect monotone, le bourg de Plouénan ne compte que quelques maisons groupées autour d'une très vaste église moderne dont le clocher a été construit ces dernières années ». Cette description n'est plus valable désormais, le bourg ayant beaucoup grossi en raison de la création de plusieurs lotissements depuis les Trente Glorieuses.
Plouénan présente un habitat rural très dispersé formé de nombreux écarts. Plusieurs hameaux assez importants existent à Plouénan, dont :
- Kerlaudy, à 1,5 km au nord-est, en direction de Carantec
- Pont-Éon et Lopreden, au sud-est, en direction du petit port de Penzé, relevant lui de trois communes de Taulé, Guiclan et Plouénan pour la rive ouest. Ces deux zones d'habitat sont implantées à la limite nord de la forêt de Lannuzouarn.
- Penzé, à cheval sur le communes de Plouénan, Taulé et Guiclan.

Le paysage traditionnel de bocage de Plouénan a évolué depuis 40 ans avec la disparition des talus qui entouraient jusqu'en 1960 les parcelles de terre. Les talus ont disparu mais la culture des artichauts s'est maintenue bien qu'en diminution.[réf. nécessaire]. Mais la commune a su se préserver de l'urbanisation diffuse et ne connaît pas de mitage périurbain ou balnéaire (il est vrai que la commune, bien que proche de la Manche, n'est pas une commune littorale).

### Relief et hydrographie

#### Relief
Le relief de Plouénan est asse accidenté, les altitudes variant entre 87 mètres (au sud du finage communal, en forêt de Lannuzouarn et à la limite de la commune de Guiclan) et le niveau de la mer. Le bourg est vers 65 mètres d'altitude sur le plateau du Léon.
Les vallées de la Penzé (en aval du bourg de Penzé), du Milinou et de l'Éon (pour cette dernière en aval de Pont Éon) forment des rias soumises aux variations des marées et leur estran vaseux découvre largement à marée basse. Les versants en sont encaissés d'une trentaine ou par endroits d'une quarantaine de mètres, de même que celle de l'Horn dont la partie ria est située largement plus en aval et ne concerne pas la commune de Plouénan.

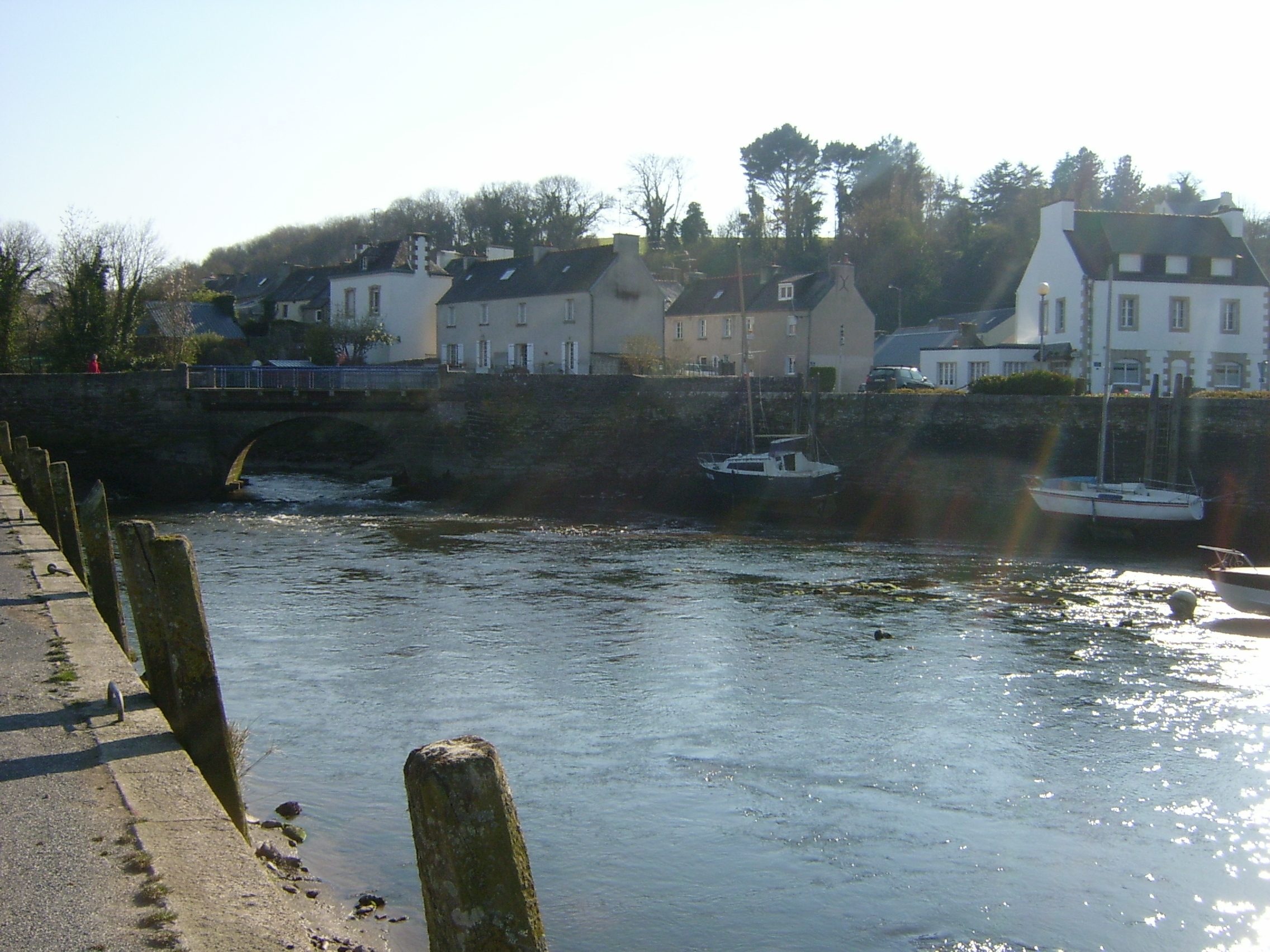
Le petit port de Penzé.
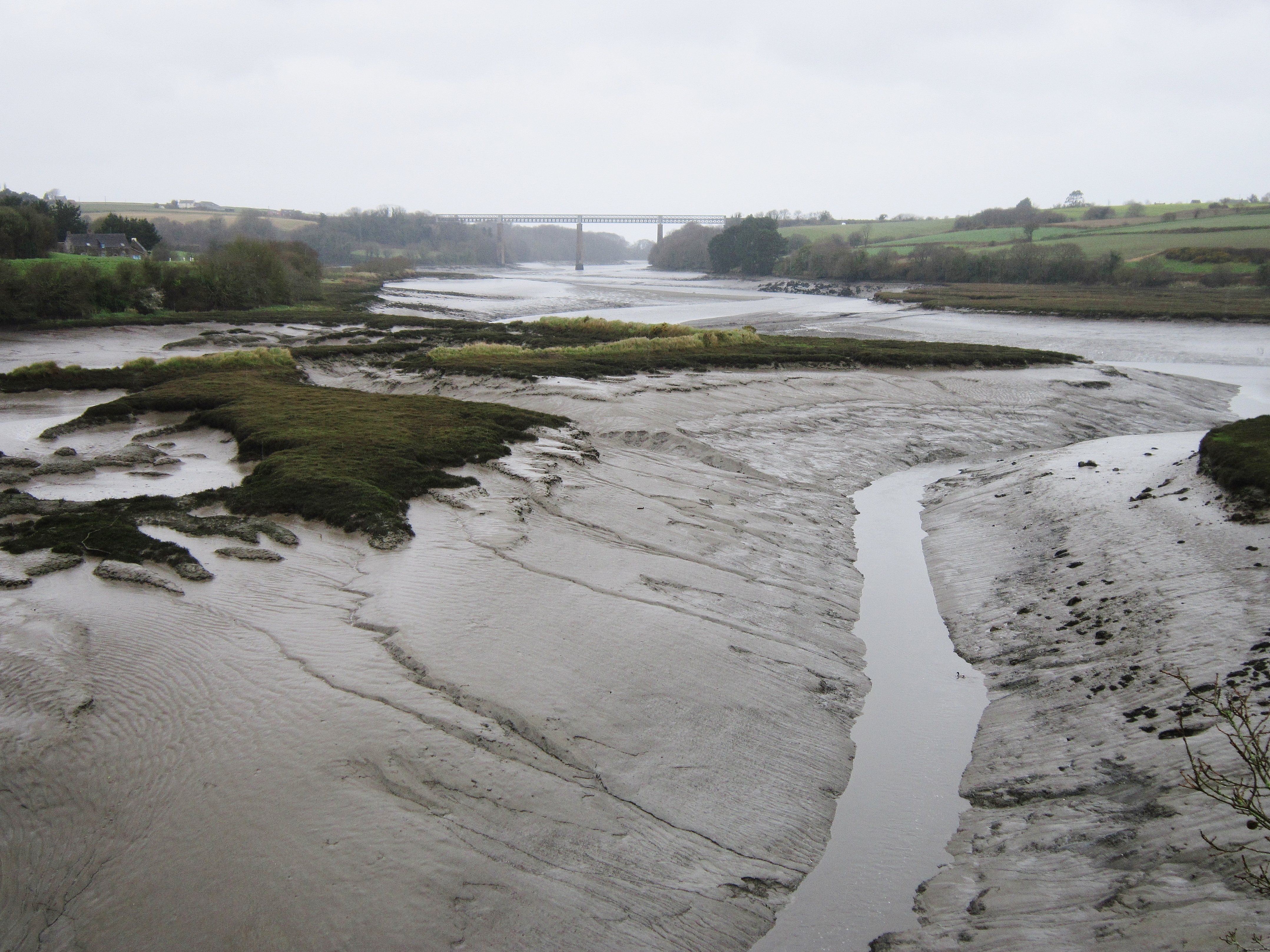
La ria de la Penzé vue depuis la presqu'île de confluence avec celle de l'Éon.
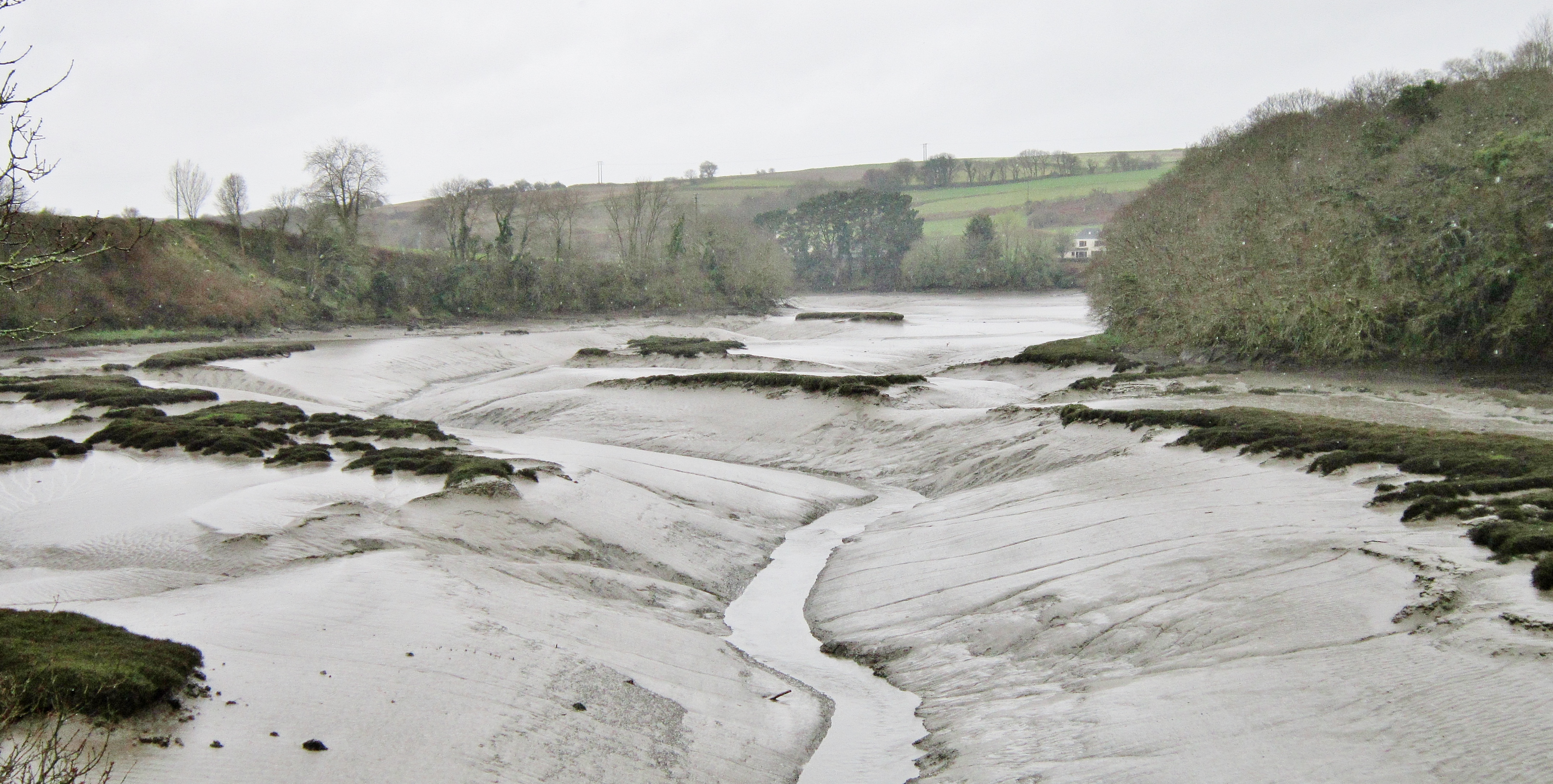
L'Éon, ria affluente de rive gauche de celle de la Penzé, à marée basse.
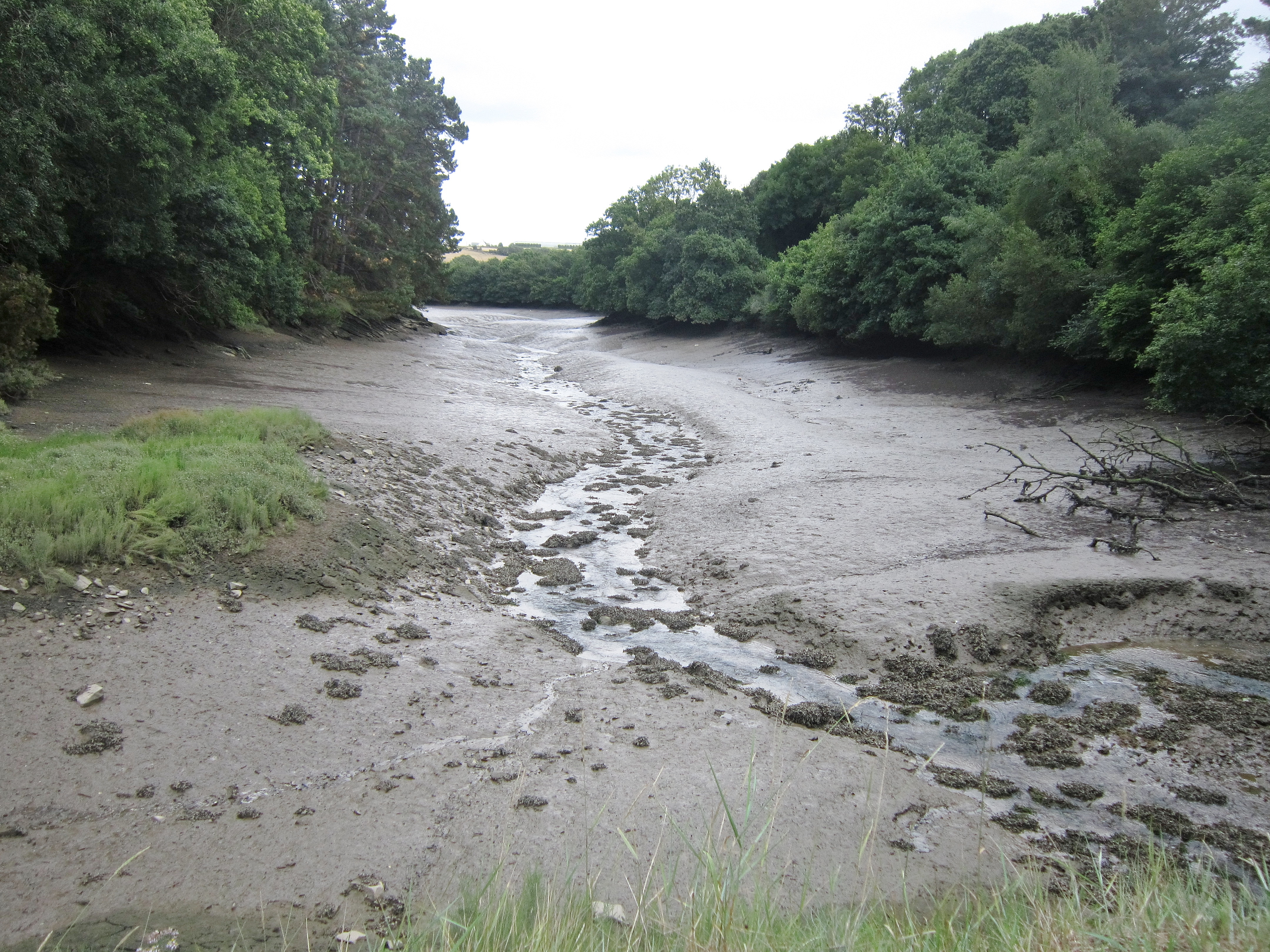
La ria du Milinou, ria affluente de celle de la Penzé, à marée basse.
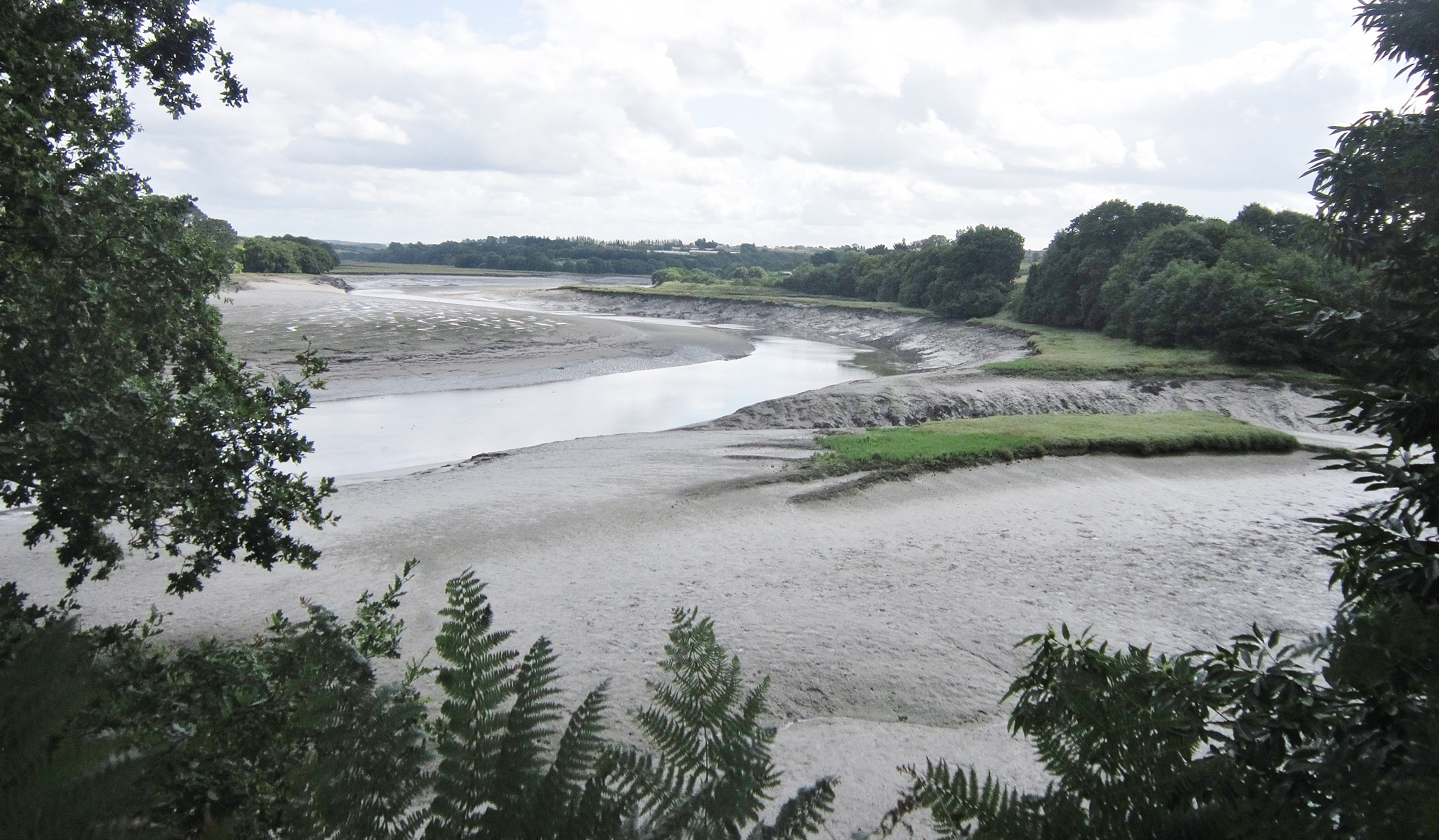
La ria de la Penzé à marée basse (vue vers l'amont prise en amont du Pont de la Corde).

#### Réseau hydrographique
Pour un article plus général, voir Réseau hydrographique du Finistère.
La commune est située dans le bassin Loire-Bretagne. Elle est drainée par la Penzé, l'Horn, l'Éon et divers autres petits cours d'eau,.
La Penzé, d'une longueur de 40 km, prend sa source dans la commune de Plounéour-Ménez et se jette  dans la baie de Morlaix entre les communes de Saint-Pol-de-Léon et de Carantec, après avoir traversé neuf communes.  Les caractéristiques hydrologiques de la Penzé sont données par la station hydrologique située sur la commune de Taulé. Le débit moyen mensuel est de 2,85 m3/s. Le débit moyen journalier maximum est de 46,4 m3/s, atteint lors de la crue du 26 janvier 1995. Le débit instantané maximal est quant à lui de 71 m3/s, atteint le 1er février 1974.

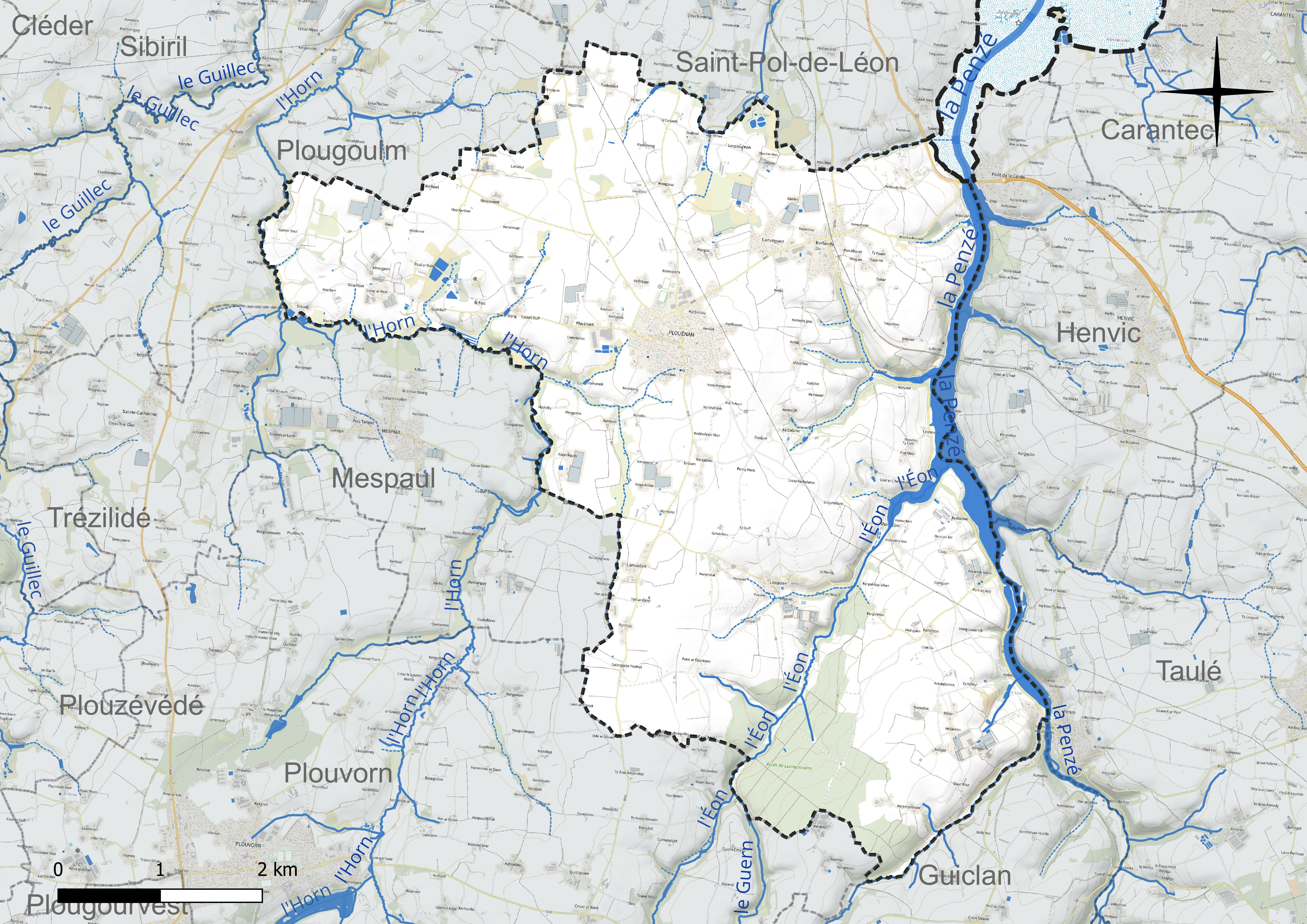
Réseau hydrographique de Plouénan.

L'Horn, d'une longueur de 27 km, prend sa source dans la commune de Plouvorn et se jette  dans la Manche à Plougoulm, après avoir traversé sept communes.  Les caractéristiques hydrologiques de l'Horn sont données par la station hydrologique située sur la commune de Mespaul. Le débit moyen mensuel est de 0,66 m3/s. Le débit moyen journalier maximum est de 6,02 m3/s, atteint lors de la crue du 6 février 2014. Le débit instantané maximal est quant à lui de 10,3 m3/s, atteint le même jour.
L'Éon, d'une longueur de 10 km, prend sa source dans la commune de Guiclan et se jette  dans la Penzé sur la commune. 

### Climat
Pour des articles plus généraux, voir Climat de la Bretagne et Climat du Finistère.
En 2010, le climat de la commune est de type climat océanique franc, selon une étude du CNRS s'appuyant sur une série de données couvrant la période 1971-2000. En 2020, Météo-France publie une typologie des climats de la France métropolitaine dans laquelle la commune est exposée à un climat océanique et est dans la région climatique  Finistère nord, caractérisée par une pluviométrie élevée, des températures douces en hiver (6 °C), fraîches en été et des vents forts. Parallèlement l'observatoire de l'environnement en Bretagne publie en 2020 un zonage climatique de la région Bretagne, s'appuyant sur des données de Météo-France de 2009. La commune est, selon ce zonage, dans la zone « Littoral », exposée à un climat venté, avec des étés frais mais doux en hiver et des pluies moyennes.  
Pour la période 1971-2000, la température annuelle moyenne est de 11,3 °C, avec  une amplitude thermique annuelle de 9,8 °C. Le cumul annuel moyen de précipitations est de 945 mm, avec 15,5 jours de précipitations en janvier et 7,8 jours en juillet. Pour la période 1991-2020, la température moyenne annuelle observée sur la station météorologique la plus proche, située sur la commune de Pleyber-Christ à 17 km à vol d'oiseau, est de 11,7 °C et le cumul annuel moyen de précipitations est de 1 101,6 mm,. Pour l'avenir, les paramètres climatiques de la commune estimés pour 2050 selon différents scénarios d'émission de gaz à effet de serre sont consultables sur un site dédié publié par Météo-France en novembre 2022.

### Transports
La commune n'était plus desservie par le train depuis 1981, les trains TER qui y circulent chaque jour, ne desservent plus que Saint-Pol-de-Léon et Roscoff. Cependant la commune est desservie par les transports scolaires, mais également par les cars TER qui desservent le hameau de Kerlaudy en empruntant la route départementale D 769 (ancien tracé longeant la rive gauche de la ria de la Penzé de la RN 169 avant la construction du Pont de la Corde), désormais déclassée depuis la construction de la voie expresse venant de Morlaix qui passe nettement plus à l'est, sur la rive droite de la Penzé et ne traverse donc pas la commune. Le bourg de Plouénan n'est desservi que par des routes secondaires, la principale étant la départementale 75 venant de Saint-Thégonnec et se dirigeant vers Saint-Pol-de-Léon.
L'exploitation de la ligne ferroviaire de Morlaix à Roscoff est suspendue depuis le glissement de terrain ayant endommagé la voie lors des intempéries du 3 juin 2018.

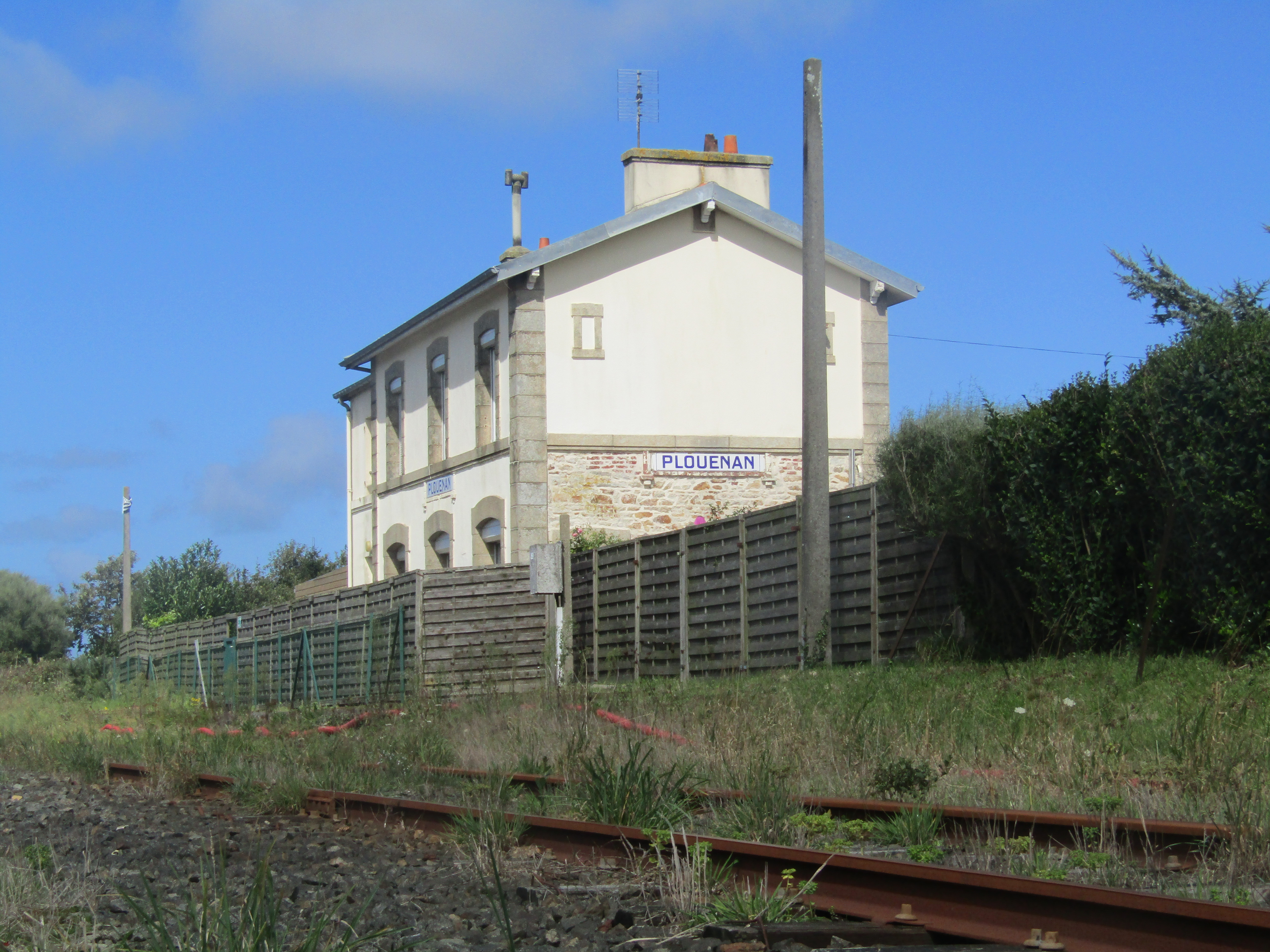
Le bâtiment voyageurs de la gare de Plouénan en 2017.
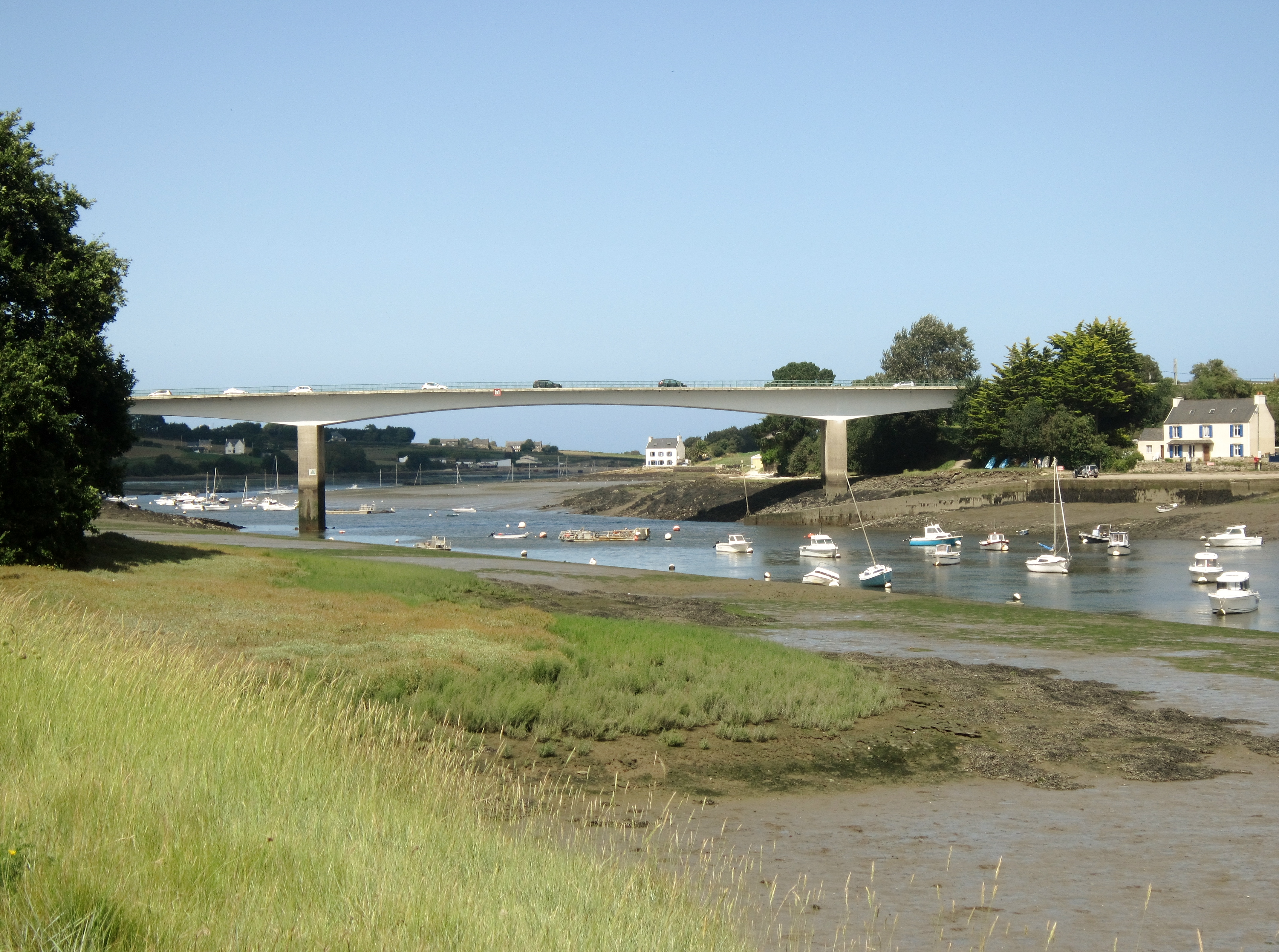
Le "pont de la Corde" sur l'estuaire de la Penzé vu depuis "Milin vor" en Plouénan.
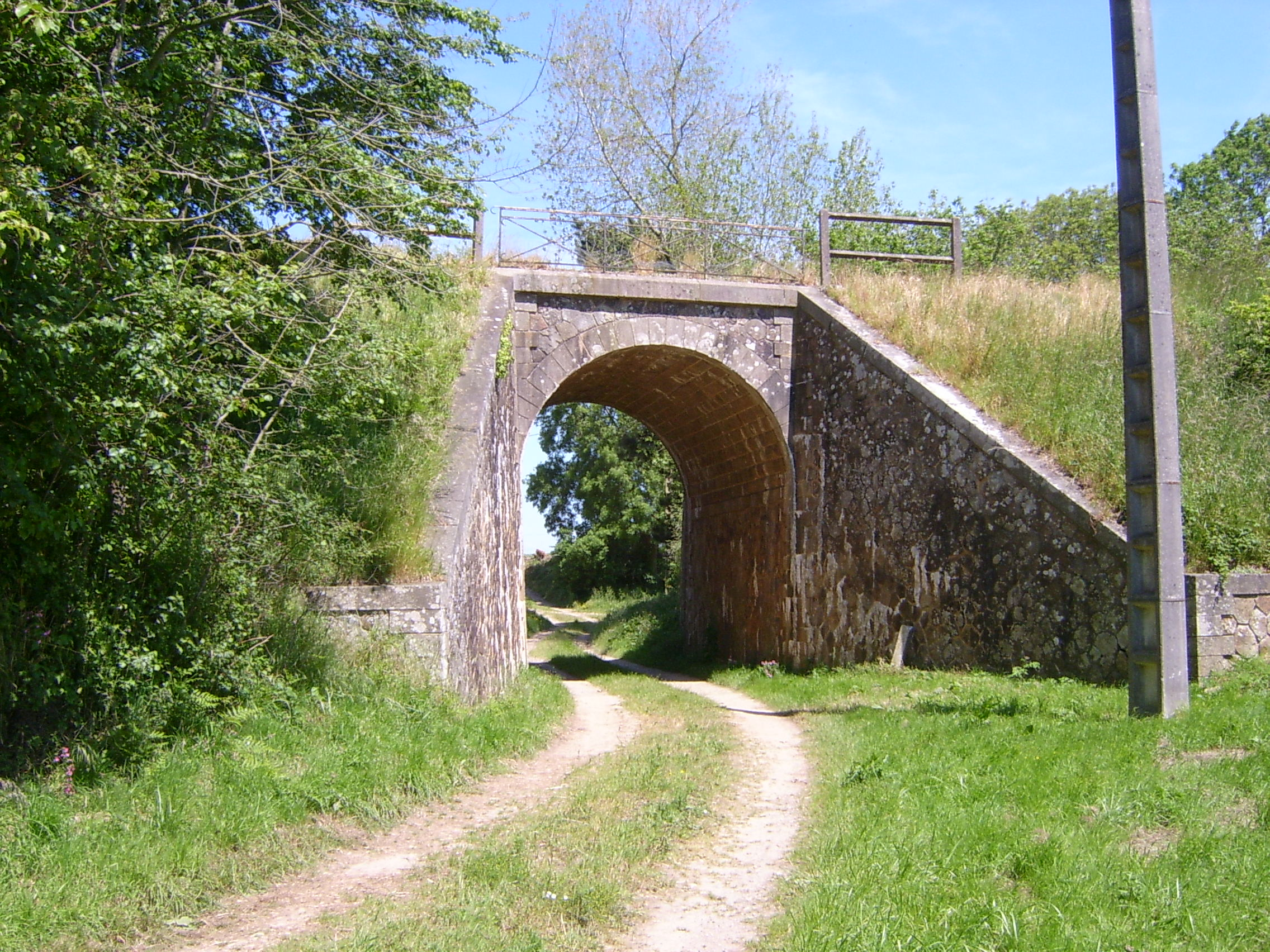
Le pont du Mouster sur la ligne ferroviaire Morlaix-Rscoff.

## Urbanisme

### Typologie
Au 1er janvier 2024, Plouénan est catégorisée bourg rural, selon la nouvelle grille communale de densité à 7 niveaux définie par l'Insee en 2022.
Elle est située hors unité urbaine. Par ailleurs la commune fait partie de l'aire d'attraction de Roscoff - Saint-Pol-de-Léon, dont elle est une commune de la couronne,. Cette aire, qui regroupe 9 communes, est catégorisée dans les aires de moins de 50 000 habitants,.
La commune, bordée par la Manche, est également une commune littorale au sens de la loi du 3 janvier 1986, dite loi littoral. Des dispositions spécifiques d'urbanisme s'y appliquent dès lors afin de préserver les espaces naturels, les sites, les paysages et l'équilibre écologique du littoral, tel le principe d'inconstructibilité, en dehors des espaces urbanisés, sur la bande littorale des 100 mètres, ou plus si le plan local d'urbanisme le prévoit.

### Occupation des sols
L'occupation des sols de la commune, telle qu'elle ressort de la base de données européenne d'occupation biophysique des sols Corine Land Cover (CLC), est marquée par l'importance des territoires agricoles (86,6 % en 2018), une proportion sensiblement équivalente à celle de 1990 (87,3 %). La répartition détaillée en 2018 est la suivante : 
terres arables (62,9 %), zones agricoles hétérogènes (16,7 %), prairies (7 %), forêts (5,5 %), milieux à végétation arbustive et/ou herbacée (4,3 %), zones urbanisées (3,5 %), zones humides côtières (0,2 %). L'évolution de l'occupation des sols de la commune et de ses infrastructures peut être observée sur les différentes représentations cartographiques du territoire : la carte de Cassini (XVIIIe siècle), la carte d'état-major (1820-1866) et les cartes ou photos aériennes de l'IGN pour la période actuelle (1950 à aujourd'hui).

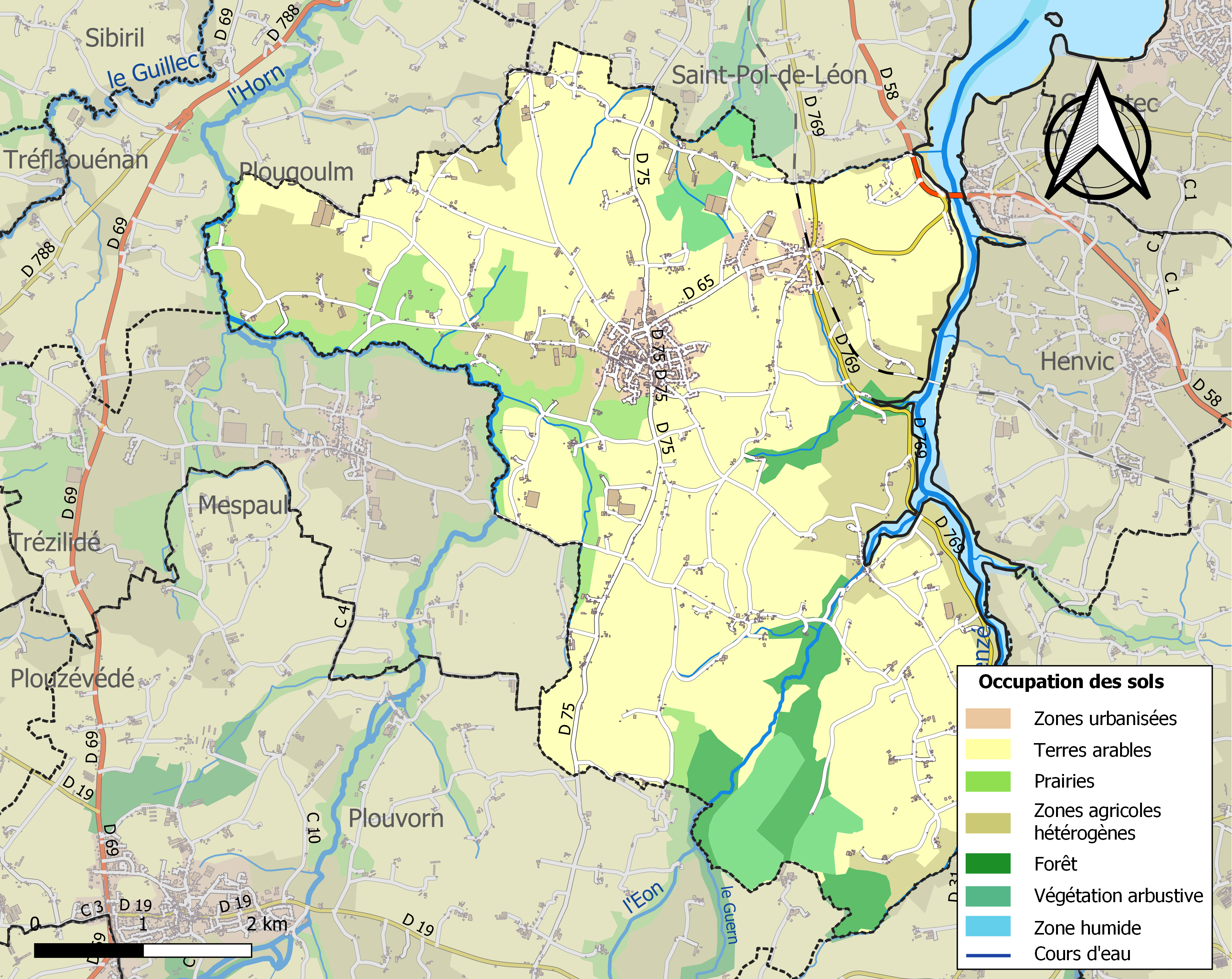
Carte des infrastructures et de l'occupation des sols de la commune en 2018 (CLC).

## Toponymie
Le nom de la localité est attesté sous les formes Plebs Lapidea en 884, Plebs Menoen vers 1150, Ploebenon en 1277, Plouenouven en 1279, Plebenoen en 1306, Ploe Benoan vers 1330, Plebevenan en 1405, Ploebenan en 1467, Ploemenan en 1453, Ploemenan en 1481.
Plouénan vient du breton « ploe » (paroisse) et de Menoen (ou Benoen), saint breton par ailleurs inconnu.
Plouénan fait partie du "pays chikolodenn", nommé ainsi en raison de la coiffe dénommée "chikolodenn" en coton non brodé (parfois en filet brodé) porté par les femmes à partir du XIXe siècle.

## Histoire

### Préhistoire
Un dolmen se trouve entre le manoir de Kerlaudy et le passage de la Corde et un menhir existait à Lanvaden, surmonté d'une croix pattée enlevée pendant la Révolution française.
Un oppidum a été localisé en forêt de Lannuzouarn, dominant la rive droite de l'Éon.

### Antiquité
Deux voies romaines traversaient l'actuelle commune de Plouénan : l'une venant de Vorgium et aboutissant à Saint-Pol-de-Léon passait par Pont Éon, l'autre venant du Faou via Commana et Kersaintgily en Guiclan, passait par Lanvaden et le bourg actuel, en direction également de Saint-Pol-de-Léon. Selon Albert Le Grand, cette dernière était encore un chemin connu au XVIe siècle sous le nom de Bali Castel.

### Moyen-Âge
Selon l'abbé Le Guen, Tévédec et Laouenan, deux disciples de Paul Aurélien, évangélisèrent les tribus dont se sont formées les paroisses de Plouzévédé, de Plouénan et de Tréflaouénan. Plouénan est une paroisse de l'Armorique primitive, qui aurait été fondée par saint Menoen (ou Benoen) et aurait englobé initialement les futures paroisses de Saint-Pol-de-Léon, Santec et Roscoff.
Les traces de deux mottes féodales ont été identifiées près de Keraffel et de Keramoal et deux tumuli au sud de la chapelle de Kerellon.
Selon Jean-Baptiste Ogée, en 1400 on trouvait à Plouénan les manoirs « de Penhoët, au sire de Penhoët ; Penmarch, chevalerie ancienne, au sire de Penhoët ; Pennanech, ancienne chevalerie, au sire de Kermorvan ; Peuftang, à Yvon Paul ; Trefbry, au sieur de Kerouféré [Kerouzéré] ; Meftrunon, à Derien Aufray ; Keranguen, à Jean de Keranguen ; Kerver, à Hervé de Méazgoez ; Méafgaezel, à Guillaume Kernient ; Keranguen, à Yvon Guilen ; Keramprovost, au sire de Kermarvan ; Measbellen, à Guyon de Kermelleuc ; Lannuzouarne, à Hervé de Lannuzouarne ; Kerprovost, à Hervé de Kerguez ; Kermellec, au sire de Kermellec ; Kerguiziou, au sieur de Penhoët ; Penantuoucher, à Hervé de Kermelleuc ; et le prieuré de Locpreden, au couvent de Saint-Mahé ».
Louis Le Guennec a décrit la noblesse de Plouénan en 1481 : il indique notamment que lors de la montre de 1481 de l'évêché de Léon tenue à Lesneven comparurent 24 nobles de Plouénan, les deux plus riches étant les seigneur de Kerbic et du Carpont, nantis l'un et l'autre de 200 livres de rente (le seigneur de Kerbic était alors Derrien Auffroy, qui avait été bailli et juge à Morlaix, mais qui, trop vieux, était représenté à cette montre par son fils Jean Auffroy ; le seigneur du Carpont était Jacques Penchoadic dont le manoir ancestral se trouve dans la commune de Guiclan). Ensuite venaient les seigneurs de Mezhellou et de Keranguen, riches chacun de 92 livres de rentes (Guillaume Kermellec de Mezhellou, encore mineur, était représenté à la montre par Salomon Odern ; le seigneur de Kéranguen était alors Tanguy de Keranguen) ; deux gentilshommes, Jean Le Gare, seigneur de Kerlaudy, et Bernard Guellou, avaient un revenu de 60 livres et le seigneur de Lanneuret, Jean Kersauson 40 livres ; Jean de Lannuzouarn, seigneur du manoir éponyme, ne disposait que d'un revenu de 30 livres ; etc.. D'autres terres nobles de Plouénan appartenaient à des seigneurs qui habitaient et faisaient montre ailleurs, par exemple Pennanech appartenait au sire de Kermavan, Trévély au sire de Kérouzéré, Kermellec au seigneur de Rosampoul et Tromanoir au seigneur de Kergroadez.

### Époque moderne
Au XVIIe siècle, la châtellenie de Daoudour est subdivisée en deux juridictions : celle de "Daoudour-Landivisiau", dite aussi "Daoudour-Coëtmeur", qui avait son siège à Landivisiau et comprenait Plouvorn et ses trèves de Mespaul et Sainte-Catherine, Plougourvest et sa trève de Landivisiau, Guiclan, Saint-Thégonnec, Guimiliau, Lampaul-Bodénès, Pleyber-Christ, Commana et sa trève de Saint-Sauveur, Plounéour-Ménez et pour partie Plouénan ; et celle de "Daoudour-Penzé", qui avait son siège à Penzé et comprenait Taulé et ses trèves de Callot, Carantec, Henvic et Penzé, Locquénolé, Saint-Martin-des-Champs et sa trève de Sainte-Sève.
Le manoir de Lannuzouarn était une maison-forte, « protégée par des boulevards [murailles] en forme de casemate » ; la famille de Lannuzouarn se fondit (par le mariage d'Isabeau de Lannuzouarn en 1576 avec Jérôme Rivoalen, sieur du Froutguen (en Plougourvest) et de Lannennet), dans celle des Rivoalen de Mezléan (après la mort en 1569 d'Yves de Lannuzouarn, bailli de Morlaix, époux de Jeanne de Gouzillon). En 1571 le sieur de Kerbalanec convoya à Rennes trois demoiselles de Lannuzouarn, devenues orphelines, à Rennes, pour qu'elles y fassent leur éducation dans le couvent de Saint-Sulpice ; la caravane se composait des trois jeunes filles puînées, de leurs conducteurs, de leurs quatre chevaux de selle, d'un cinquième cheval chargé des bagages et de quatre piétons ; le voyage dura quatre jours. En 1590, dès le début des guerres de la Ligue, un conseil de famille du jeune Jérôme Rivoalen fit raser ces murailles, afin d'éviter que le manoir ne soit occupé par une garnison de pillards (mais cela n'empêcha pas les Ligueurs d'y tenir garnison). De nos jours ce manoir a totalement disparu ; en 1913 il n'en subsistait que le colombier (construit peu avant 1570 par Jeanne de Gouzillon, douairière de Lannuzouarn) et un pan de muraille dominant la route entre Penzé et Pont-Éon, ce que confirme Henri Pérennès en 1940.
Le baron Vincent de Penmarc'h (1611-1666), chevalier, qui possédait le manoir de Pennaneac'h, disposait d'un droit d'enfeu dans l'église de Plouénan.
En 1670 le manoir de Kerlaudy, qui appartenait à la famille de La Haye, passe aux mains de la famille du Dresnay en raison du mariage d'Anne de La Haye avec Jean du Dresnay.
En 1759, une ordonnance de Louis XV ordonne à la paroisse de Plouësnan [Plouénan] de fournir 40 hommes et de payer 262 livres pour « la dépense annuelle de la garde-côte de Bretagne ».
Télémaque, un jeune Noir âgé d'environ 20 ans, originaire de la Côte de Guinée, donné à Pierre François Melissant, sieur de Beauregard, capitaine du navire corsaire La Sauterelle, de Brest, par le capitaine d'un navire irlandais dont il s'était emparé, fut confié en 1757 au recteur de Plouénan, qui lui enseigna la religion catholique ; il fut baptisé à Plouénan en janvier 1760, recevant les prénoms de Paul Gabriel. L'arrivée de ce jeune Noir dans la paroisse bouleversa les habitants, qui n'avaient jamais vu d'homme noir.
Jean-Baptiste Ogée décrit ainsi Plouénan en 1778 :

« Plouénan ; à 2 lieues au Sud de Saint-Pol-de-Léon, son évêché et sa subdélégation ; à 40 lieues de Rennes. Cette paroisse relève du Roi et ressortit à Lesneven. On y compte 1 600 communiants. La Cure est présentée par l'Évêque. Ce territoire, coupé de vallons et de ruisseaux, offre à la vue des terres très exactement cultivées et fertiles, des prairies et quelques petites landes. C'est un pays couvert.(...). »

### Révolution française
Le cahier de doléances de Plouénan accuse notamment les meuniers de mêler aux farines « les chaux, sables et autres ingrédiants [ingrédients] ».
Le 15 mars 1793 le citoyen Le Bihan, commissaire du district dans la commune de Plouénan voulut procéder au recrutement par tirage au sort de soldats garde-côtes, mais les hommes concernés refusèrent de s'y soumettre et tinrent des propos séditieux. Le maire et le procureur de la commune refusèrent de les dénoncer. Le lendemain 16 mars 1793 une troupe de cultivateurs de différents communes partirent de Plouénan en direction de Saint-Pol-de-Léon. Le général Canclaux, à la tête de 300 hommes du 7ème bataillon du Calvados, appuyés par des canonniers de Morlaix, leur barrèrent la route et 53 soldats de ce bataillon parvinrent à Plouénan vers midi, s'assurèrent de l'absence d'agitation dans le bourg et repartirent vers Saint-Pol-de-Léon.
Le juge de paix de Saint-Pol, le 21 mars 1793, « considérant (...) que les soulèvements et attroupements continuels (...) ne se font dans les campagnes qu'au son du tocsin qui se fait entendre d'une paroisse à l'autre (...), prions (...) les citoyens commandant les volontaires nationaux, (...) faire descendre toutes les cloches des paroisses de Plougoulm, Sibiril, Cléder, Tréflaouénan, Plouzévédé, Berven et Plouénan, afin d'éviter les rassemblements qui se forment journellement et qui occasionnent une insurrection dans ces paroisses ». Décidée avant même la bataille de Kerguidu, cette mesure fut appliquée seulement après celle-ci.
Claude Bolloré de Kerbalanec, qui commanda les insurgés de Kerguidu, habitait en Plouénan le manoir de Kerbalanec, situé dans le vallon d'un ruisseau qui se jette dans la Penzé. Son fils Jean Bolloré de Kerbalanec, fit aussi partie des insurgés.
Sur les cinq prêtres qui vivaient dans la paroisse de Plouénan (un recteur, deux vicaires et deux autres prêtres), quatre refusèrent de prêter le serment de fidélité à la Constitution civile du clergé. Trois personnes, dénoncées par un prêtre jureur de la paroisse, Touboulic, furent arrêtées à Plouénan pendant la Terreur dans la nuit du 7 au 8 septembre 1794 : François Le Gall, recteur de la paroisse de Plouénan, prêtre réfractaire, François Corrigou, et Anne Le Saint, dite "Anna Pennannéac'h" (du nom de la ferme d'où elle était originaire), qui les avait cachés ; tous les trois furent guillotinés le 15 septembre 1794 à Quimper. Une gwerz fut écrite en mémoire de cette dernière. Paul-Gabriel Le Saint et Paul Mingant, deux des prêtres réfractaires de la paroisse, continuèrent à vivre cachés à Plouénan et à y exercer clandestinement leur ministère pendant la Terreur.
Le marquis Louis du Dresnay, fils de Michel Joseph du Dresnay (lequel avait fait construire le château de Kerlaudy en remplacement du manoir préexistant), maître de camp de cavalerie, guidon des chevau-légers de la Garde du roi, fut colonel d'un régiment d'émigrés qui portait son nom lors de l'expédition de Quiberon. Il mourut en exil à Londres en 1798.
Jacques Cambry écrit vers 1795 que « les chemins de traverses sont affreux ici (...) ; celui de Plouénan ne peut être fréquenté l'hiver ». Il indique aussi que le château de Kerlaudy, qui venait d'être reconstruit par le marquis du Dresnay, a été saccagé pendant la Révolution. Julien du Dresnay (fils de Louis du Dresnay de Lezonnet et de Marie de Coetlosquet), né le 2 février 1773 au château de Kerlaudy, sous-lieutenant, fut tué dans un combat le 16 juillet 1795 lors de l'expédition de Quiberon.

### LeXIXesiècle
Aux débuts de la monarchie de Juillet des réfractaires, lors de la Chouannerie de 1832, se cachèrent dans la forêt de Lannuzouarn.
L'ouverture de la station de haras de Langonnet entraîne dans l'arrondissement de Morlaix la fermeture en 1838 des stations de Lannéanou, Plouénan et Lanmeur. Selon la même source, on recensait à Plouénan 573 chevaux (en 1825), 1 216 bovins, 140 porcs (en 1836)
Le journal Océan , reprenant un article de l'Écho de Morlaix, écrit le 21 avril 1847 :

« Conséquences de la misère. De nombreuses maladies, telles que dyseneries, fièvres putride, etc.. sévissent en ce moment dans plusieurs communes rurales du Léonais : une affreuse misère et la mauvaise alimentation qui en est la conséquence, en favorisent le développement et en multiplient les cas. Ainsi les communes du nord du canton de Landivisiau ont déjà enregistré plusieurs décès de ce genre : dans les communes de Plouzévédé, Guiclan, Sibiril ; à Plouénan, particulièrement, où les indigents ne se nourrissent guère que de légumes crus, la classe pauvre a été cruellement décimée. »

En 1849, pour un total de terres arables de 546 hectares, la commune de Plouénan en a 376 cultivés en froment, 217 en orge, 217 en avoine, 87 en sarrasin, 114 en pommes de terre, 72 en panais, 72 en autres plantes sarclées, 217 en trèfle et luzerne, 72 en lin et chanvre et aucun en jachère ; les prairies naturelles y couvrent 188 ha, les bois 278 ha, les landes (ajonc) et le seigle 923 ha.
A. Marteville et P. Varin, continuateurs d'Ogée, décrivent ainsi Plouénan en 1853 :

« Plouénan ; commune formée par l'ancienne paroisse de ce nom, ; aujourd'hui succursale, chef-lieu de perception. (...) Principaux villages : Keranguen, Pen-Ar-Stanc, Carpont, Lesplouénan, Prad-Allouet, Kerber, Keranton, Penfrat. Superficie totale : 3 128 hectares dont (...) terres labourables 1 147 ha, prés et pâturages 188 ha, bois 249 ha, vergers et jardins 38 ha, landes et incultes 923 ha (...). Moulins : 12 (de Pontéon, de Tromanoir, du Rest, du Gamer, du Kerbic, de Kerlandy, à eau. Les manoirs cités [pour l'année 1400 par Jean-Baptiste Ogée] ont tous disparu ou sont devenus de simples métairies : aujourd'hui on ne remarque en cette commune que les habitations de Kerlandy, du Rest, du Gamer et de Kerguidec. Cette commune renferme le bois dit la Forêt, qui est d'une étendue assez considérable ; elle est traversée du nord au sud par la route de Saint-Pol-de-Léon à Morlaix. Géologie : constitution granitique ; micaschiste à l'est du bourg. On parle le breton. »

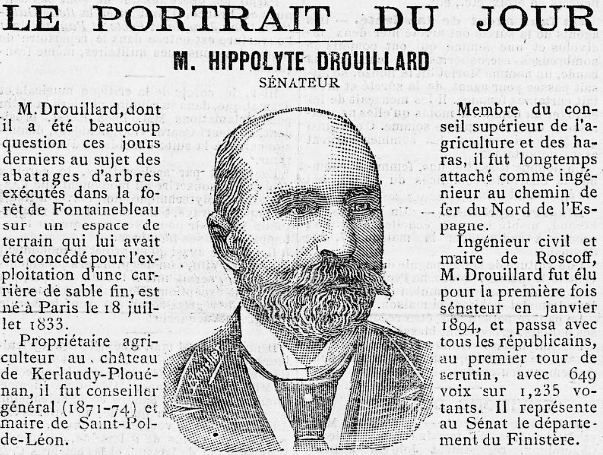
Portrait de Pierre Drouillard, dit aussi Hippolyte Drouillard, maire de Saint-Pol-de-Léon entre 1880 et 1888, puis de Roscoff entre 1892 et 1895, sénateur en 1894, qui habitait le château de Kerlaudy en Plouénan.

En 1854 Drouillard expérimenta dans son domaine de Kerlaudy une variété de blé, dite "blé Drouillard", dont les semences originelles (5 grains de blé) auraient été trouvées en 1849 dans un tombeau de l'Égypte antique. Mais cette provenance fut par la suite mise en doute et cette variété de blé s'avéra moins intéressante qu'annoncé initialement.
En 1856 le curé de Plouénan écrit que le pèlerinage à Notre-Dame-de-Kerellon a perdu de son importance en raison « de l'affaiblissement de cette foi simple et naïve qui distinguait jadis nos bons Léonards et qui a malheureusement tendance à disparaître vu l'esprit du siècle ».
Le pourcentage de conscrits illettrés à Plouénan entre 1858 et 1867 est de 57 %.
En 1860 un jeune cultivateur de Plouénan, Quéré, fut volontaire pour partir défendre le pape, qui défendait alors ses États de l'Église, à Rome.
Un décret présidentiel en date du 6 février 1875 autorise la fabrique de Plouénan à accepter le legs de cinq mille francs fait par le sieur Cocaigne pour la reconstruction de l'église paroissiale et l'exercice du culte dans la chapelle Notre-Dame-de-Kerellon utilisée comme chapelle de secours le temps des travaux.
En 1880 le maire Hippolyte Le Rouge de Rusunan est frappé de deux mois de suspension de ses fonctions pour avoir fait ouvrir les bulletins des électeurs de sa commune (d'où une forte suspicion de fraude), conservant ainsi « les plus pures traditions des maires de l'Empire ».
La ligne ferroviaire de Morlaix à Roscoff ouvre à l'exploitation le 10 juin 1883 ; outre les deux stations terminus, elle compte trois stations à Taulé-Henvic, Plouénan et Saint-Pol-de-Léon. Plouénan peut alors exporter ses productions agricoles, ce qui entraîne un essor économique.
L'église paroissiale Saint-Pierre actuelle est construite en 1884 ; elle remplaçait une église édifiée en 1770 (qui menaçait ruine) qui remplaçait elle-même une église antérieure remontant à la fin du XVe siècle.
Vers 1860 Plouénan disposait d'une école privée catholique dirigée par les Filles du Saint-Esprit, qui recevait alors environ 105 élèves. En 1887 la commune de Plouénan fut dans l'obligation de construire une école publique de filles afin de respecter la loi du 30 octobre 1886 sur les constructions d'office qui oblige les communes dépourvues d'école publique à en construire une.
Le 28 juillet 1888 le conseil de préfecture annula les résultats des élections municipales du 6 mai 1888 qui avaient vu la victoire, à une très faible majorité, des candidats monarchistes (liste menée par Tugdual de Kermoysan), en raison notamment « qu'une pression d'une extraordinaire avait été pratiquée sur de nombreux électeurs par les candidats élus et leurs partisans », « menacés (...) de se voir l'objet de représailles s'ils ne votaient pas pour cette liste ».
Benjamin Girard indique qu'en 1889 le bourg de Plouénan a une population agglomérée de 305 habitants pour une population communale totale de 2 827 habitants.
Henri Pérennès a recensé 60 prêtres, dont il fournit la liste, originaires de Plouénan, pendant le XIXe siècle et les quatre premières décennies du XXe siècle.

### LeXXesiècle

#### La Belle Époque

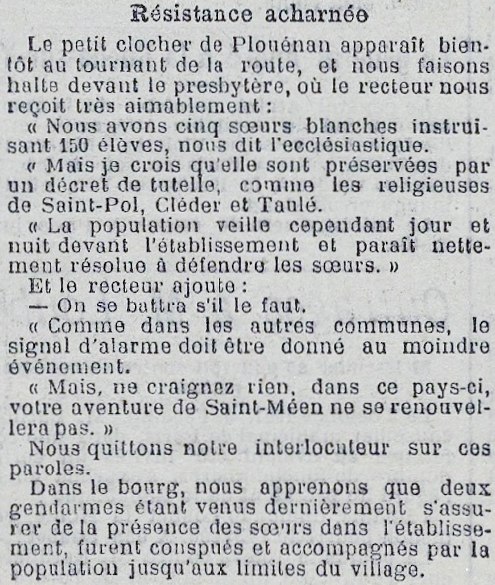
La vive opposition des Plouénanais à la fermeture de l'école congréganiste (journal La Dépêche de Brest et de l'Ouest du 27 juillet 1902).

Des courses hippiques étaient organisées à Plouénan : par exemple celles de septembre 1901, favorisées par un temps splendide, attirèrent environ 12 000 spectateurs.
En 1903 la commune de Plouénan, qui comptait lors moins de 2 800 habitants, enregistra 44 décès et 101 naissances.
Entre 1902 et 1904 la population de Plouénan s'opposa vivement à la fermeture de l'école privée congréganiste tenue par les Filles du Saint-Esprit en vertu de la loi de 1901 ; en 1908 cinq religieuses de cette communauté résidant à Plouénan furent inculpées de reconstitution de congrégations dissoutes, ainsi que Jean-Marie Ollivier, le propriétaire du local occupé par les Sœurs. En janvier 1913 ces mêmes Sœurs furent condamnées à 25 francs d'amende par le tribunal correctionnel de Morlaix pour avoir tenu un établissement congréganiste à Plouénan.
Les inventaires des biens d'église ont lieu à Plouénan le 23 novembre 1906 : les paroissiens montent la garde autour de l'église et le recteur Livinec refuse de laisser le commissaire de police et les gendarmes entrer dans l'église et, après les sommations d'usage, toutes les portes étant barricadées et les chaises entassées devant elles, la porte latérale nord est forcée par les sapeurs et les serruriers pendant que les fidèles, y compris le maire, Caër, et le premier adjoint, Plantec, récitent le chapelet et chantent le Parce Domine ; une fois parvenus à l'intérieur de l'église, l'inventaire commence, mais les portes donnant accès aux sacristies et quelques tiroirs doivent aussi être forcés. Arrivés vers 2 heures 30 de l'après-midi, les autorités terminent l'inventaire vers 4 heures et se rendent à la chapelle de Kerellon, forcée à son tour, pour y procéder à l'inventaire.
Le 19 décembre 1906 la gendarmerie de Saint-Pol-de-Léon notifie aux ecclésiastiques et aux membres du conseil de fabrique l'arrêté préfectoral de mise sous séquestre des biens des établissements servant au culte. Le même jour une pétition est déposée en mairie par des laïques en vue de maintenir à Plouénan le libre exercice du culte. Cela entraîna des polémiques à Plouénan dont se fait l'écho le journal La Dépêche de Brest et de l'Ouest du 21 janvier 1907.
Le journal La Dépêche de Brest et de l'Ouest écrit le 8 mai 1907 que Plouénan « est peut-être la commune du Finistère qui livre annuellement la plus de chevaux à la remonte. Tandis que Roscoff, Saint-Pol-de-Léon et toutes les communes limitrophes de la mer font les primeurs à outrance, Plouénan, à cause de son climat moins clément, fait le cheval ». L'hippodrome de Lanvérec, situé à proximité de la gare de Plouénan, fut inauguré en août 1907.
En 1910 est jouée une représentation à Plouénan de la pièce de théâtre en breton Têtes dures relatant les événements survenus pendant la Révolution Française en s'inspirant en partie de Emgann Kergidu (La bataille de Kerguidu). Cette bataille entre Républicains et Chouans s'était déroulée en limite de Plouénan en 1793.
Au début du XXe siècle, Plouénan était renommé pour ses vanniers à Pont-Éon et ses sabotiers au bourg.
Un pardon était alors organisé chaque année à Kerlaudy le Mardi de Pâques. Le journal La Dépêche de Brest et de l'Ouest écrit que celui de 1913 fut « exceptionnellement favorisé par le soleil. Aussi est-ce devant une foule nombreuse et joyeuse quese sont courues les courses de bicyclettes organisées en cette occasion »

#### La Première Guerre mondiale

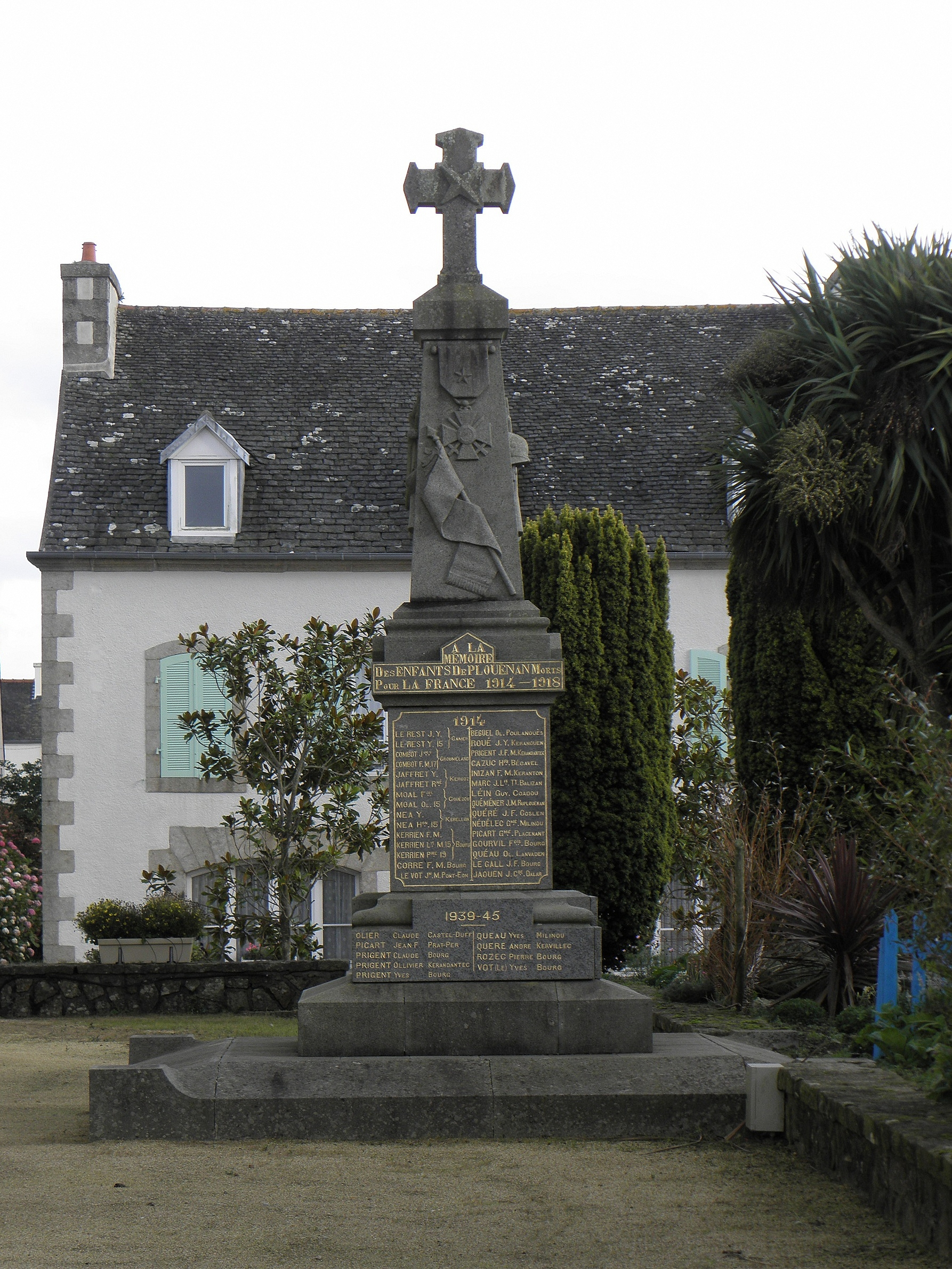
Le monument aux morts de Plouénan.

Le monument aux morts de Plouénan porte les noms de 120 soldats et marins morts pour la France pendant la Première Guerre mondiale ; parmi eux 3 sont morts en mer (Toussaint Abautret le 26 novembre 1916 lors du naufrage du cuirassé Suffren, Louis Olivier lors du naufrage du cuirassé Bouvet le 18 mars 1915 et Jean Kerrien tombé accidentellement en mer le 10 juin 1915 alors qu'il se trouvait à bord du Duguay-Trouin qui servait alors de navire-hôpital ; 9 sur le front belge (dont 5 dès le 22 août 1914 à Maissin, Rossignol ou Arsimont) ; 2 dans les Balkans dans le cadre de l'expédition de Salonique (François Le Vot à Salonique (Grèce) le 15 novembre 1916 et Jean Cabioch à Monastir dans l'actuelle Macédoine du Nord  le 24 septembre 1918) ; Jacques Guilloux est mort des suites de ses blessures le 10 février 1918 à Pagnano (Italie) ; 3 sont morts alors qu'ils étaient prisonniers en Allemagne ; la plupart des autres sont décédés sur le sol français, dont par exemple Jean Picart, cultivateur, soldat au 43e régiment d'infanterie, mort des suites de ses blessures le 4 mars 1915 à Hénu (Pas-de-Calais), décoré de la Médaille militaire et de la Croix de guerre ou encore les trois frères Abalea dont deux, François Marie et Jean Marie, sont morts le même jour au même endroit (le 9 mai 1915 à Bailleul-Sir-Berthoult (Pas-de-Calais) alors que le troisième, Guillaume Marie, est mort le 22 février 1919, donc après l'armistice, à Huy en Belgique.

#### L'Entre-deux-guerres
Le monument aux morts de Plouénan est inauguré le 23 juillet 1922.

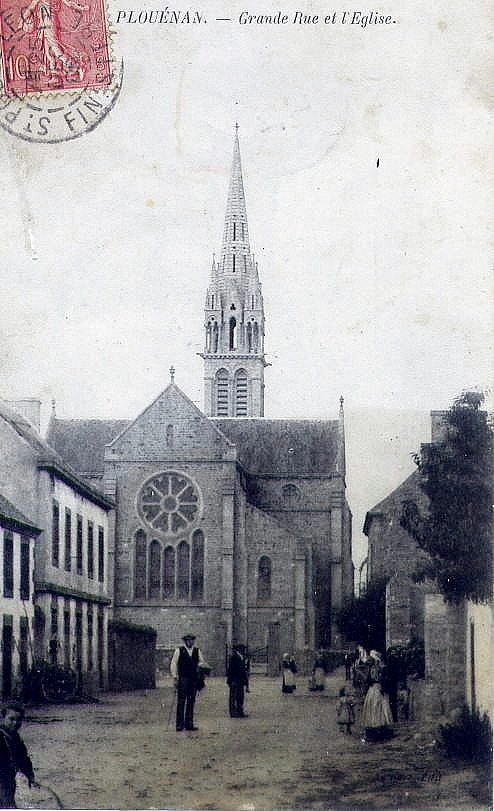
L'église paroissiale et la Grande Rue de Plouénan vers 1920 (carte postale).

Un vélodrome existait à Plouénan : des courses cyclistes y étaient régulièrement organisées, par exemple le 5 avril 1926. Un club sportif, l'"Union sportive plouénanaise", qui y organisait des courses et des spectacles, possédait aussi une section football.

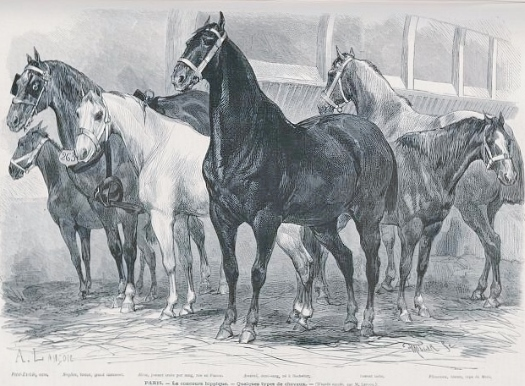
Dessin représentant des chevaux de Plouénan (Le Monde illustré du 19 avril 1873).

Plouénan était un centre important d'élevage bovin et chevalin, comme le montre par exemple le concours du syndicat d'élevage du canton de Saint-Pol-de-Léon organisé dans la commune le 17 septembre 1931 (« preuve éloquente du progrès constant de l'élevage dans notre région où les cultivateurs, malgré la prédominance de l'élevage chevalin et de la culture des primeurs, ne délaissent pas pour autant l'élevage des bovins », notamment de la race armoricaine, écrit le journal La Dépêche de Brest et de l'Ouest ou encore comme le rappelle le maire, Hamon Moal, à l'occasion du concours agricole de bovins et de chevaux (des traits bretons principalement) organisé à Plouénan le 17 septembre 1936. Les éleveurs plouénanais de chevaux remportèrent de nombreux prix aux différents concours agricoles organisés dans la région, mais aussi à Paris.
L'inauguration de l'arrivée de l'électricité à Plouénan donne lieu à une grande fête organisée le 27 septembre 1931. Antérieurement deux minotiers avaient installé dès 1921 de petites usines électriques, l'une au moulin de Tromanoir qui permettait d'alimenter le bourg en électricité, l'autre au moulin de Ponthéon qui desservait ce hameau « qu'habitent surtout des vanniers ».
En 1931 également, « étant donné l'importance qu'acquiert la gare de Plouénan, notamment au point de vue de l'exportation des primeurs », d'importants travaux d'aménagement sont décidés concernant le bâtiment (notamment installation de l'électricité et du téléphone) et le prolongement d'une voie de débord.
Une société coopérative agricole, dénommée "La Fermière" est constituée le 11 décembre 1933 ; son objet est « la manipulation et la vente de tous produit agricoles » : son siège est fixé à Kerlaudy en Plouénan.

#### La Seconde Guerre mondiale
En 1942 une rafle des Juifs se déroula à Plouénan : Benjamin Ségaller et sa femme Ella durent quitter leur petite maison de Kerléverien, au sud-est du bourg, emmenés vers le camp de concentration d'Auschwitz via le camp de Drancy par les gendarmes locaux en abandonnant tout derrière eux. Ils auraient pu passer en Angleterre grâce à des amitiés léonardes, mais ils refusèrent pour ne pas abandonner leur chien. La même année vit l'arrestation et la déportation du locataire du château qui avait hébergé des aviateurs.
Le monument aux morts de Plouénan porte les noms de 5 personnes mortes pour la France pendant la Seconde Guerre mondiale.
Roger Bothuan, né le 14 août 1910 à Plouénan, directeur de l'école du Tréas, fut membre sous le pseudonyme de "Nestor" du réseau de résistance "Alliance" dans le secteur de Guissény-Plouescat entre juillet 1942 et septembre 1943 ; il fut fusillé par les nazis le 7 août 1944 à Brest. Marcel Rochemulet, résistant FFI, fut tué par des officiers allemands qui s'étaient déguisés en soldats américains le 8 août 1944 et deux autres résistants de Plouénan, Jean Le Gall (né en 1914) et Alain Bécam (né en 1921), furent tués dans les combats qui s'ensuivirent et qui firent une vingtaine de morts parmi les soldats allemands le même jour.

#### L'après Seconde Guerre mondiale
Deux soldats originaires de Plouénan sont morts pour la France pendant la Guerre d'Indochine et deux pendant la Guerre d'Algérie.

### LeXXIesiècle

#### L'incendie du 12 août 2021
Le soir du 12 août 2021 un incendie ravage l'entreprise de fournitures agricoles Le Gall-Corre à Plouénan : l'effondrement de la toiture en amiante a libéré des fibres qui se sont mêlées au panache toxique qui s'est élevé dans les airs pendant plusieurs heures ; parmi les marchandises parties en fumée, cent tonnes d'engrais soluble (composés d'azote, de phosphore et de potassium) , du nitrate de chaux , des bâches agricoles en polyéthylène, etc.. La préfecture du Finistère a interdit la consommation des produits agricoles provenant d'un rayon de 3 km autour de l'entreprise.

### Liste des maires

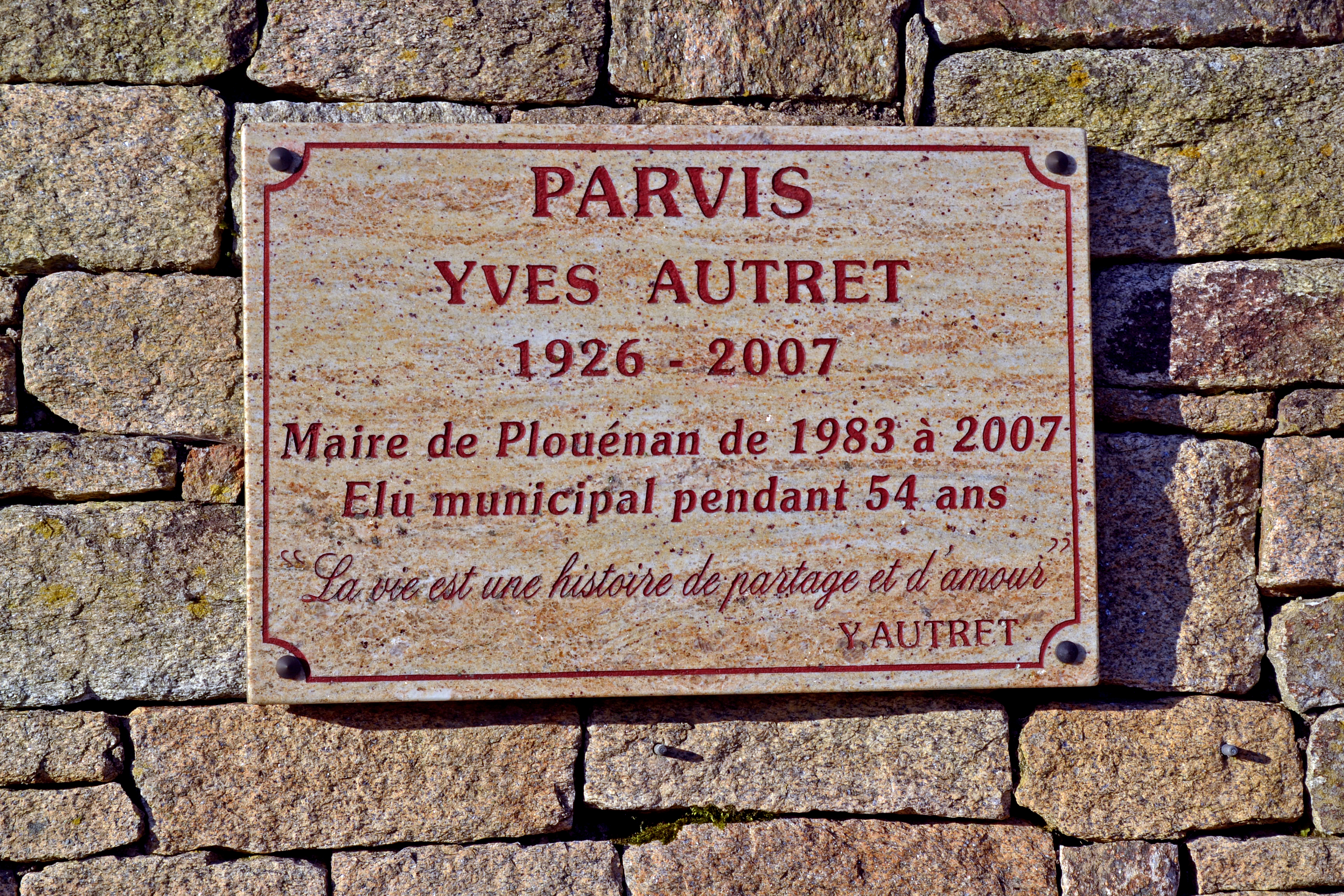
Parvis de l'église dédié au maire Yves Autret (1983-2007) à Plouénan.

## Monuments
Un inventaire du patrimoine immobilier a été réalisé en 1985 par le service régional.

### Château et manoirs
- Château de Kerlaudy (XVe siècle, reconstruit entre 1750 et 1770 par le comte Michel Joseph du Dresnay[Note 22], gouverneur du Minihy de Léon. À une époque, résidence de François Julien du Dresnay des Roches, qui fut gouverneur des Mascareignes (ensemble d'îles de l'océan Indien), il fut vendu par le pouvoir révolutionnaire à un Drouillard, ancêtre de Pierre Drouillard, sénateur en 1894 après avoir été maire de Saint-Pol-de-Léon, puis de Roscoff (la famille Drouilllard prit à partir de 1864 le nom "Drouillard de La Marre", du nom d'une terre qu'elle possédait à Saint-Domingue, à la demande de Suzanne Drouillard, veuve de Nicolas Drouillard, élu député en 1846, mais invalidé, qui étaient les parents de Pierre Drouillard). Les murs, les souches de cheminées et l'escalier sont d'époque, malgré la disparition d'une bonne partie de la toiture car le château a longtemps été laissé à l'abandon. Durant la Seconde Guerre mondiale, le château fut occupé par les Allemands. Les bois qui entouraient l'édifice ont disparu. Seule reste ar vali, c'est-à-dire l'allée qui elle aussi était bordée de grands arbres et ayant donné son nom à « Pen ar vali » ancien nom de l'emplacement appelé aujourd'hui Kerlaudy. Kerlaudy ne désignait autrefois que le château. Le nom de Pen ar Vali n'est plus utilisé aujourd'hui. Les dernières boiseries ont été vendues pour restaurer le château de Hautefort en Dordogne, endommagé par l'incendie du 30 août 1968. Racheté en 2014 par un propriétaire privé, le château est en voie de restauration ; il a été retenu par Stéphane Bern dans le cadre de la Mission Patrimoine 2021 (Loto du patrimoine).
- Imposantes écuries et communs du château de Kerlaudy (XVIIIe avec les restes du jardin exotique.
- Manoirs[35]. :
  - Manoir du Carpont (XVe siècle).
  - Manoir de Gamer (XVe siècle) fut détruit par un incendie. La chapelle et le colombier ont disparu.
  - Manoir de Keranguen (XIVe-XVe siècle)
  - Manoir de Kerbic (XVe siècle), dont le beau porche est toujours visible de la route.
  - Manoir de Kerellon ou ancien presbytère
  - Manoir de Kerever (XVe siècle)
  - Manoir de Kerfaven (XVIIe siècle)
  - Manoir de Kerouchen démoli dans les années 1960
  - Manoir de Kervellec (XIVe siècle)
  - Manoir de Koat-ar-c'housket (1516), qui dépendait du château de Kerlaudy. Converti en deux fermes, démoli dans les années 1980 et reconstruit en habitation avec réutilisation des pierres.
  - Manoir de Lanneunet, qui dépendait également du château de Kerlaudy.
  - Manoir de Lannuzouarn (XIVe siècle).

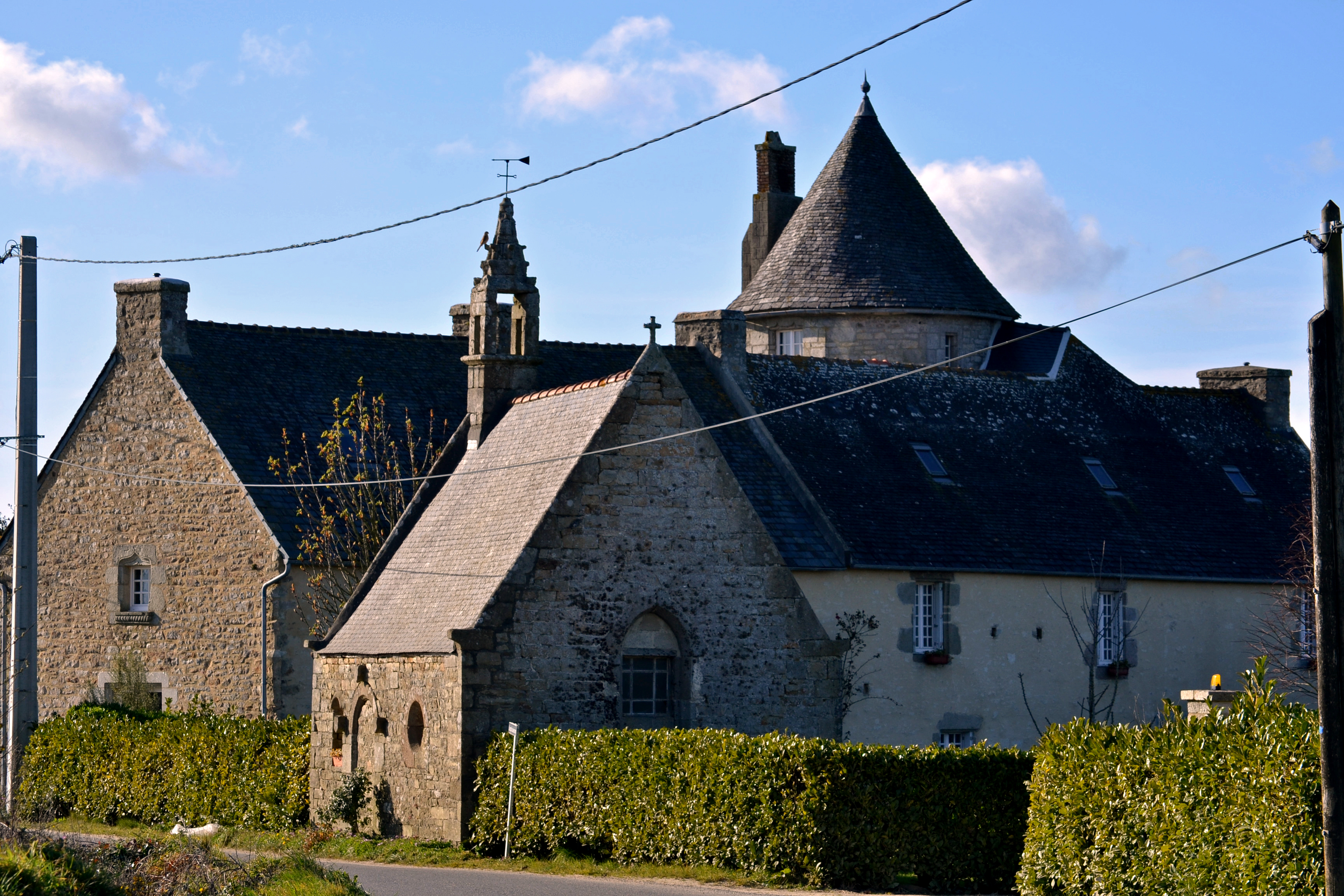
Le manoir de Lesplouénan et sa chapelle.

- - Manoir de Lesplouénan (XVe-XVIe siècle) : Berceau de la famille de Lesplouênan, blasonnant "d'argent à un arbre de sinople", possédé par mariage par la famille de Pontantoull, dont Jean, Sieur de Lesplouénan en 1444, ce manoir construit au 1er quart du XVIe sur un plan originel en "T", se compose de deux corps de logis en équerre, avec à l'angle des bâtiments une large tourelle d'escaliers gothique à 6 pans coupés, au plafond à dalles rayonnantes tournant sur noyau.
  - Manoir de Meskouezel, avec un corps de logis du XVIIe siècle.
  - Manoir de Messelou avec un corps de logis du XVIe siècle.
  - Manoir de Mestiniou (XVIe siècle),
  - Manoir du Mouster (XVe siècle), avec sa chapelle Saint-Grégoire disparue
  - Manoir de Pennaneac'h : C'était dès le XVe siècle le plus riche manoir de la paroisse. Il est situé entre Pont-Éon et Lopreden. En 1780, il était déjà devenu une ferme tenue par Anne le Saint. (voir ci-dessus "Histoire" et ci-dessous "Célébrités locales"). L'ensemble des bâtiments en très mauvais état a été restauré pour devenir une maison d'habitation dans les années 1990 et suivantes. Il restait des murs d'un mètre d'épaisseur et plus, un puits et les restes d'un vieux four à pain…
  - Manoir du Rest (XVIe-XVIIe siècle) avec sa fontaine.
  - Manoir de Traonglezon (XVe siècle) dans la vallée du Glézon ancien nom de la rivière l'Horn (selon l'abbé Feutren)
  - Manoir de Tréveil (XVe siècle).
  - Manoir de Tromanoir (XVIIe siècle) récemment restauré, avec ajout d'une annexe contemporaine.
  - Manoir de Traonruvilly (XVe siècle), la chapelle se trouvait dans le champ appelé "Park-ar-Chapel".

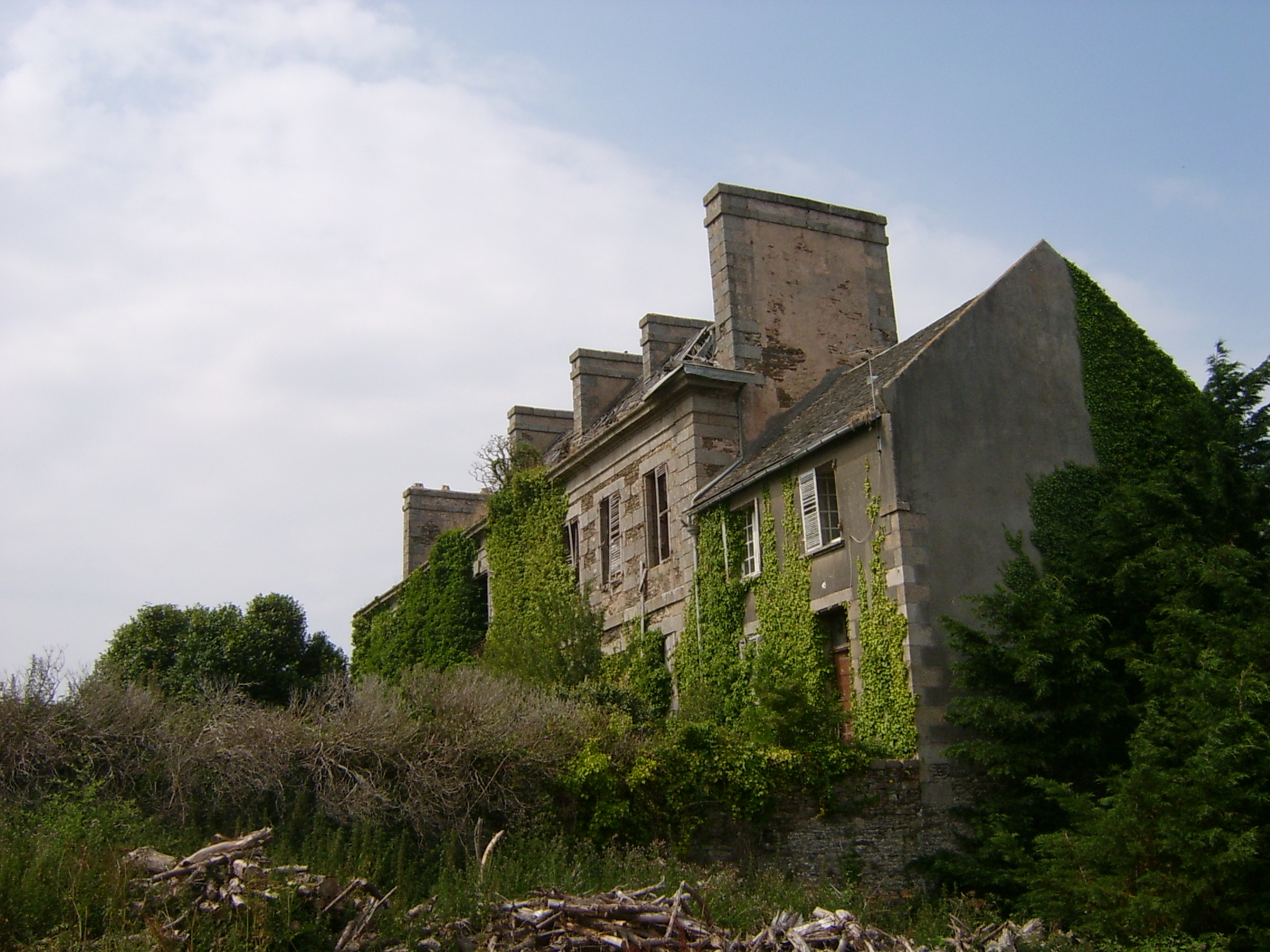
Le château de Kerlaudy
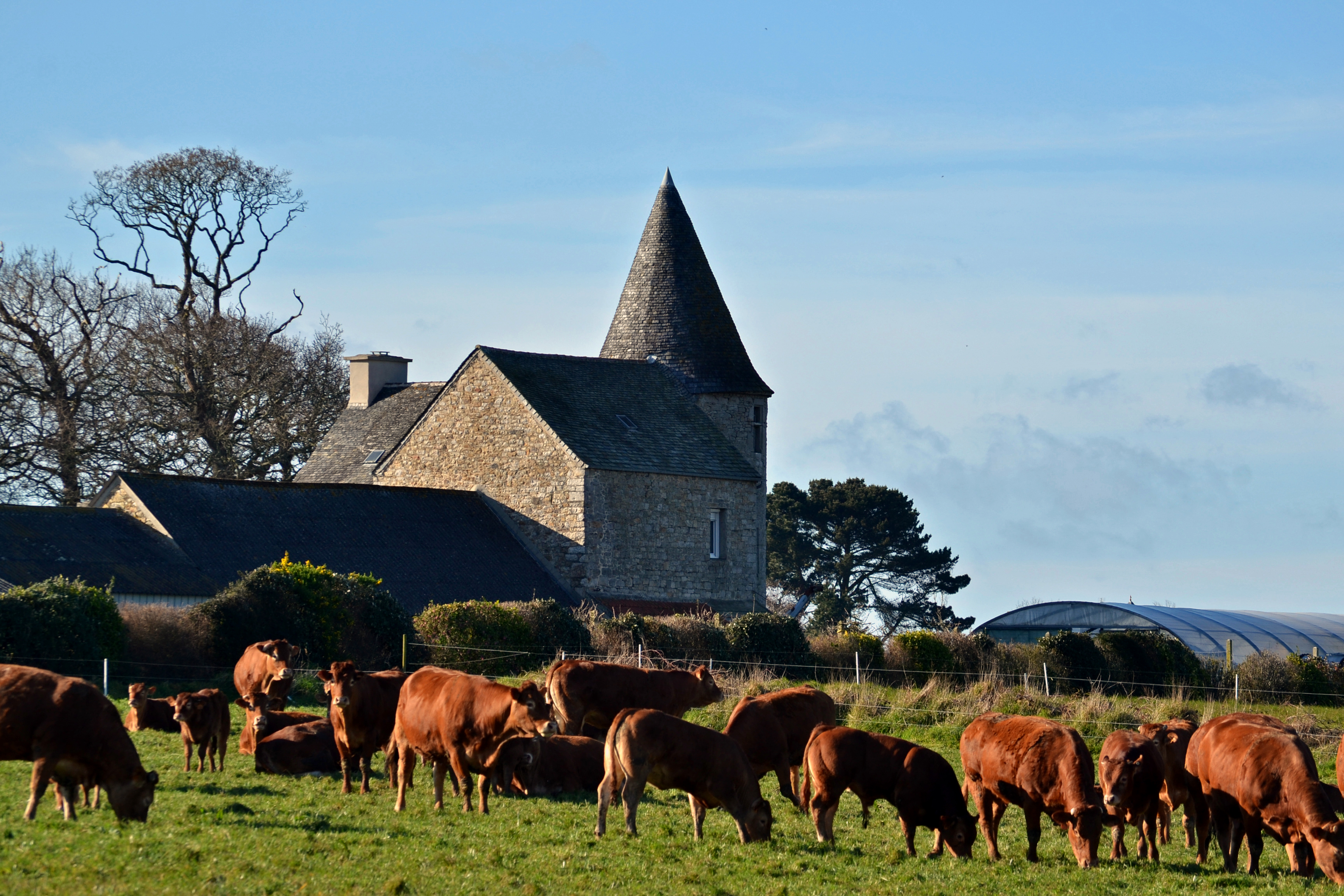
Manoir du Carpont (XVe siècle).
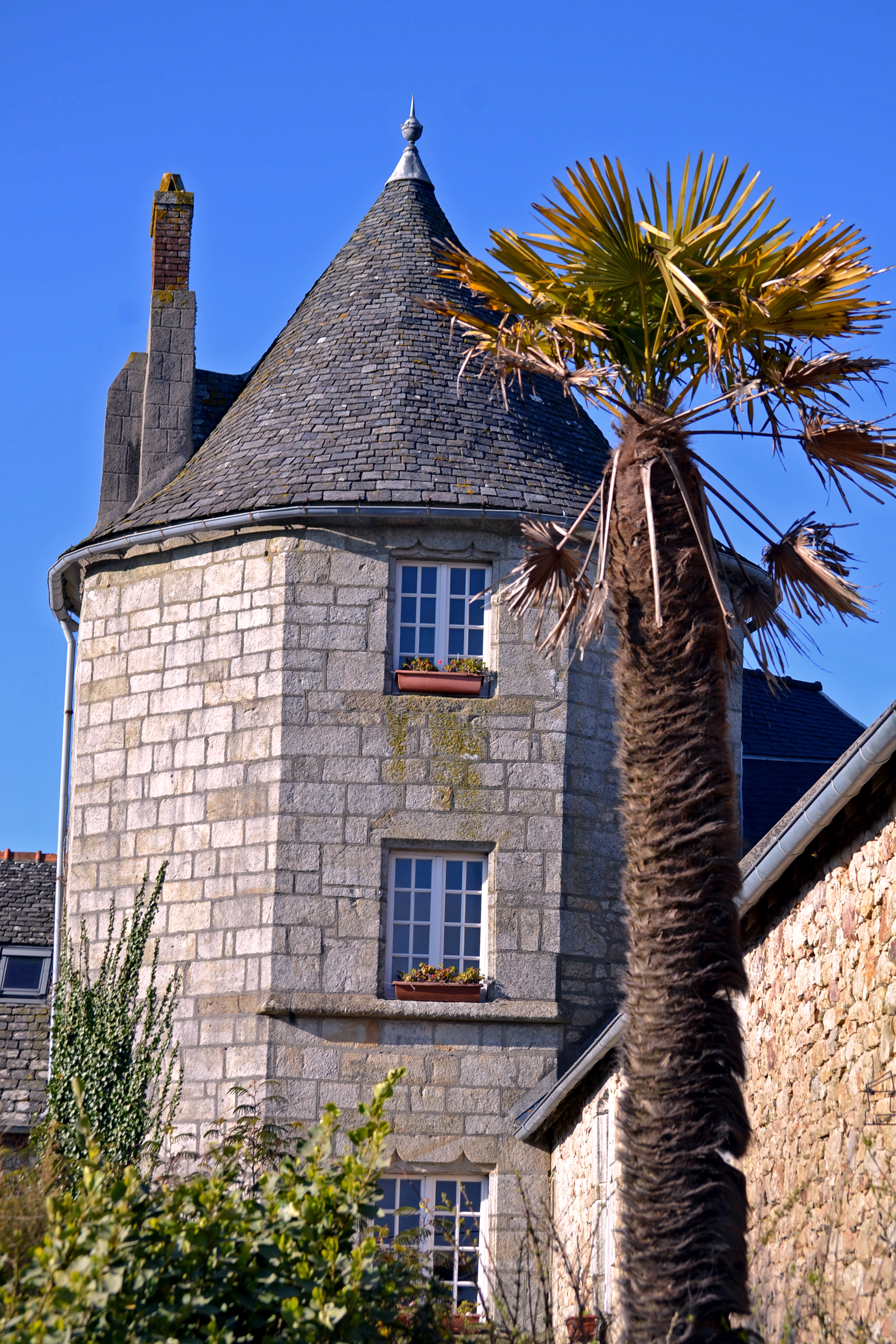
Manoir de Lesplouënan
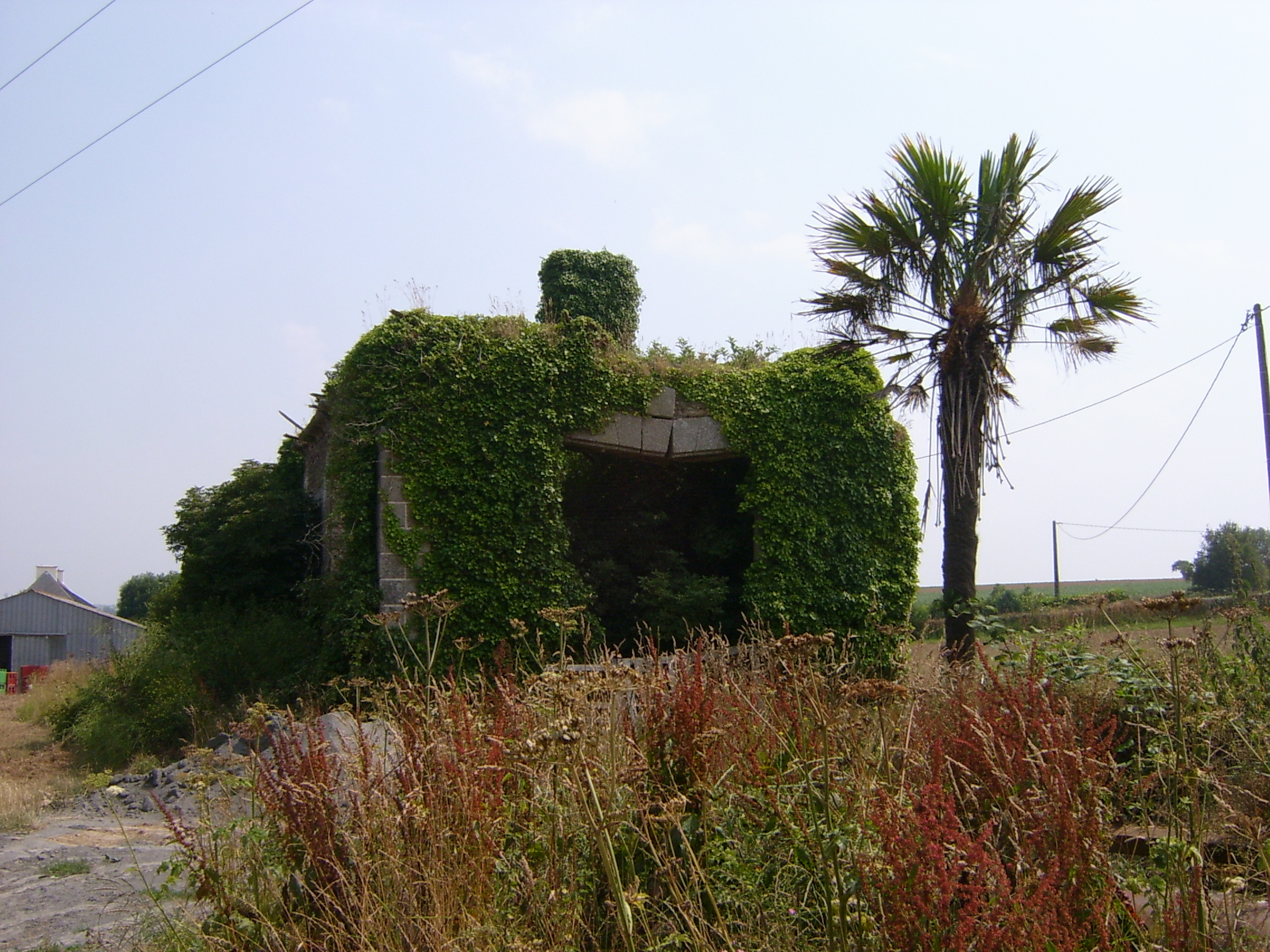
Les écuries et le jardin exotique
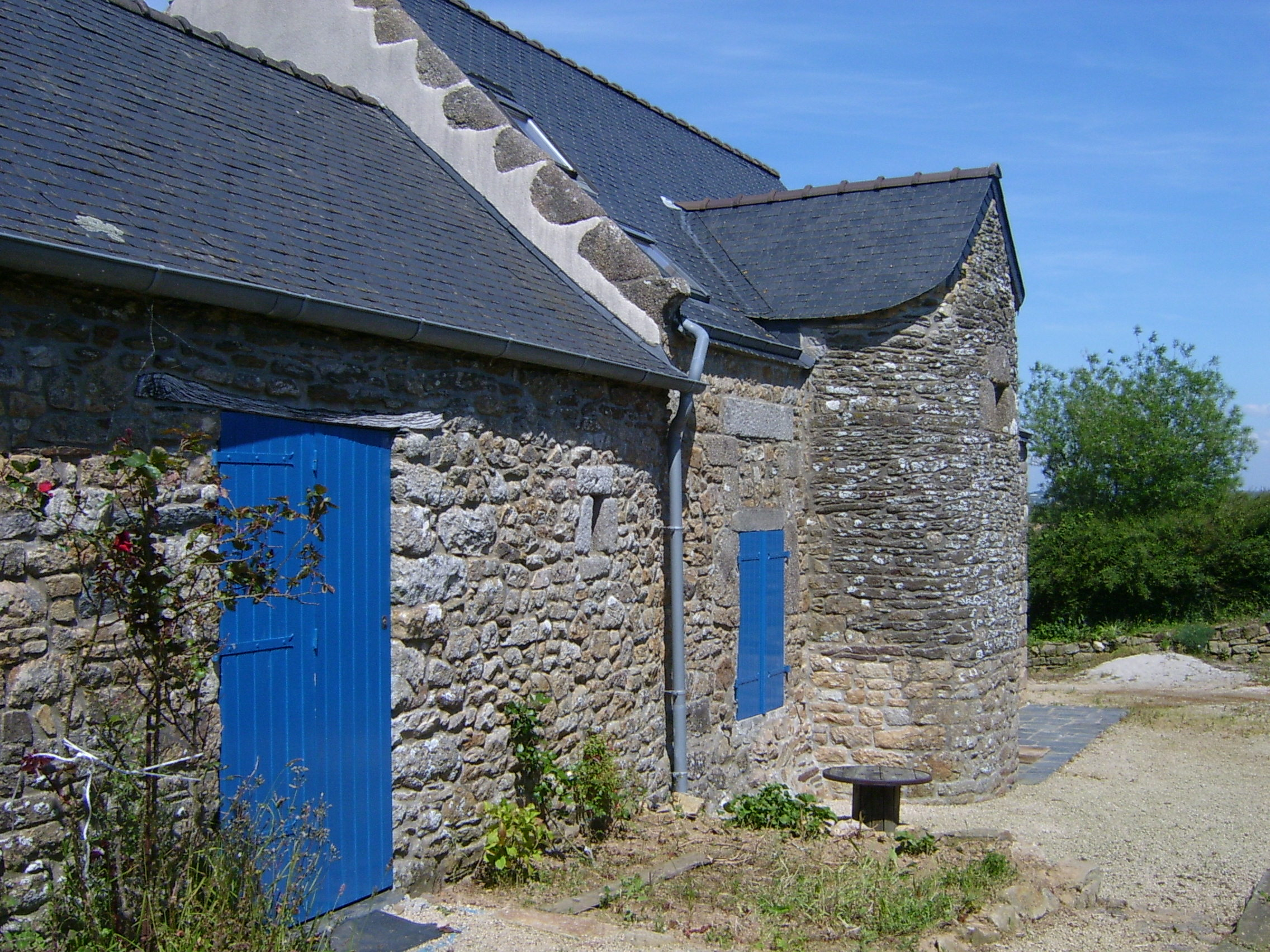
Manoir du Mouster

### Église, chapelles et oratoires

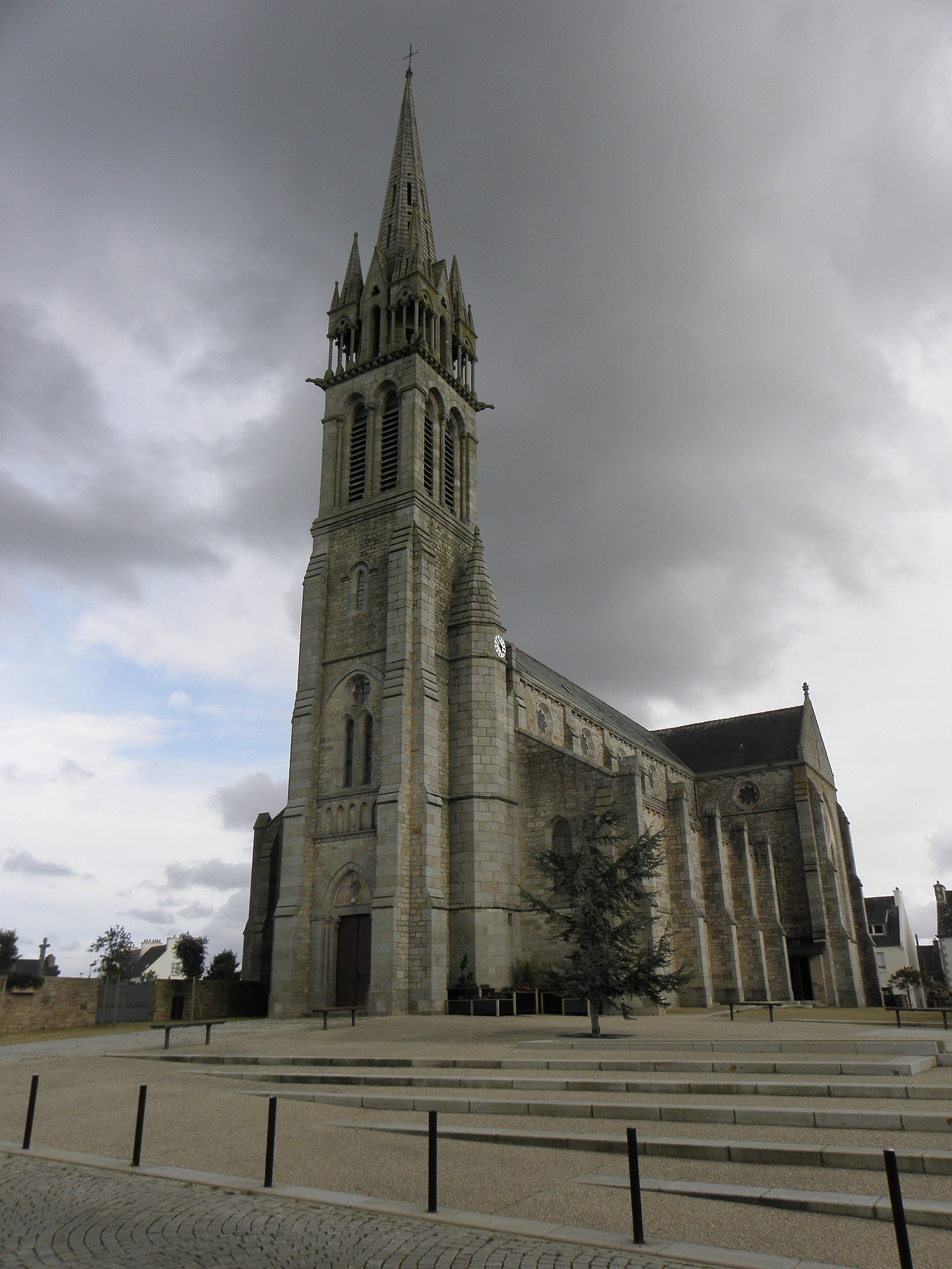
L'église paroissiale Saint-Pierre.

- Église paroissiale Saint-Pierre : l'architecte fut Ernest Le Guerranic ; elle fut construite, en remplacement d'une église plus ancienne, entre 1884 et 1887 (sa flèche fut édifiée en 1893) à l'initiative de Jean Ollivier de Pen ar Feunteun, alors maire de la commune ; elle est de style néogothique[96]. L'église possède un trésor contenant notamment une croix processionnelle  de vermeil datant de 1574 (donnée selon l'inscription en caractères gothiques placée sur son pied, par Hervé de Lannuzouarn[Note 23]) et une autre datant aussi de la deuxième moitié du XVIe siècle[97] et plusieurs autres objets cultuels (encensoir, calices, etc..) ainsi qu'un reliquaire des saints Mansuetus, Théodore, Martial et Séverin[98].

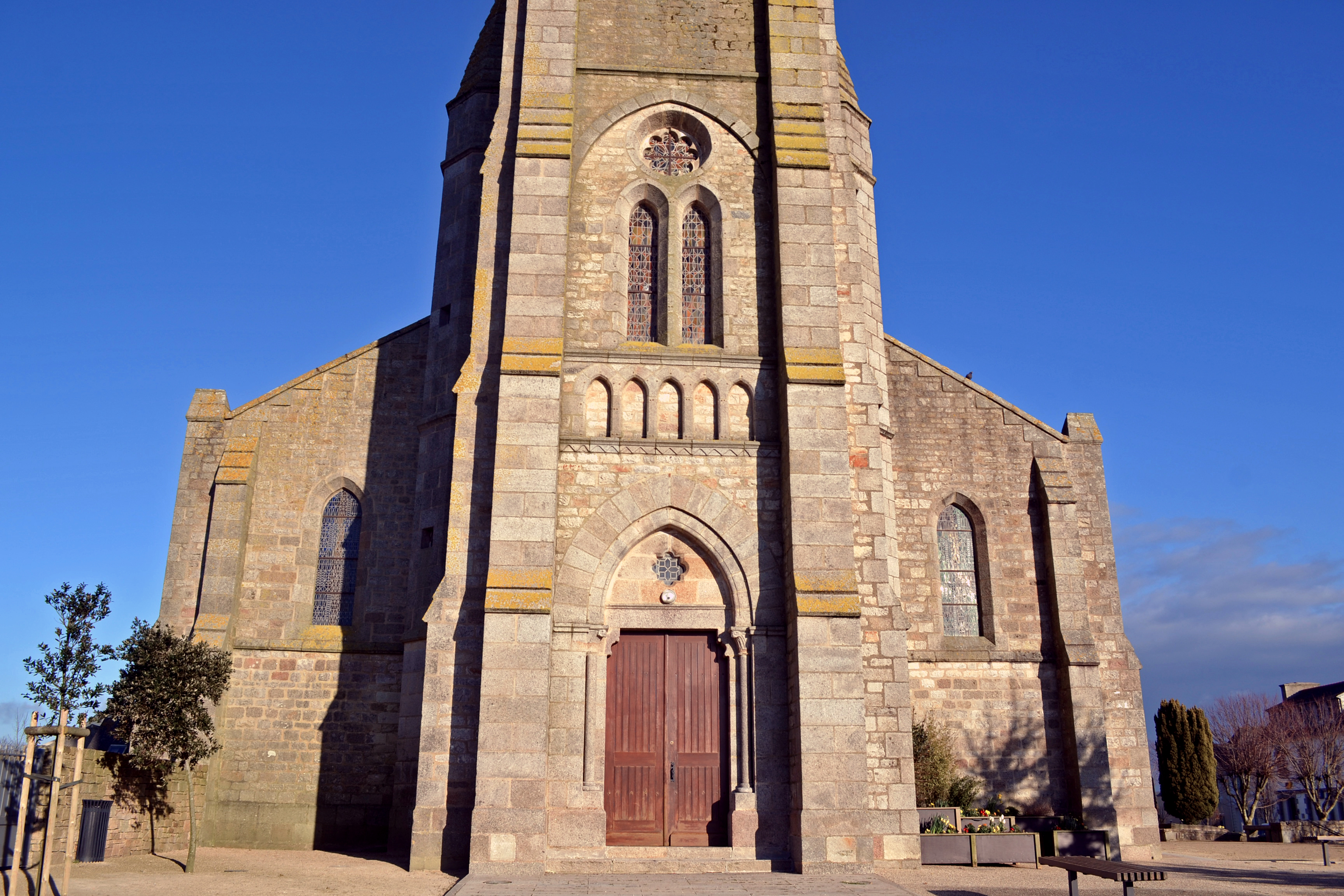
L'église paroissiale Saint-Pierre : la façade (vue partielle).
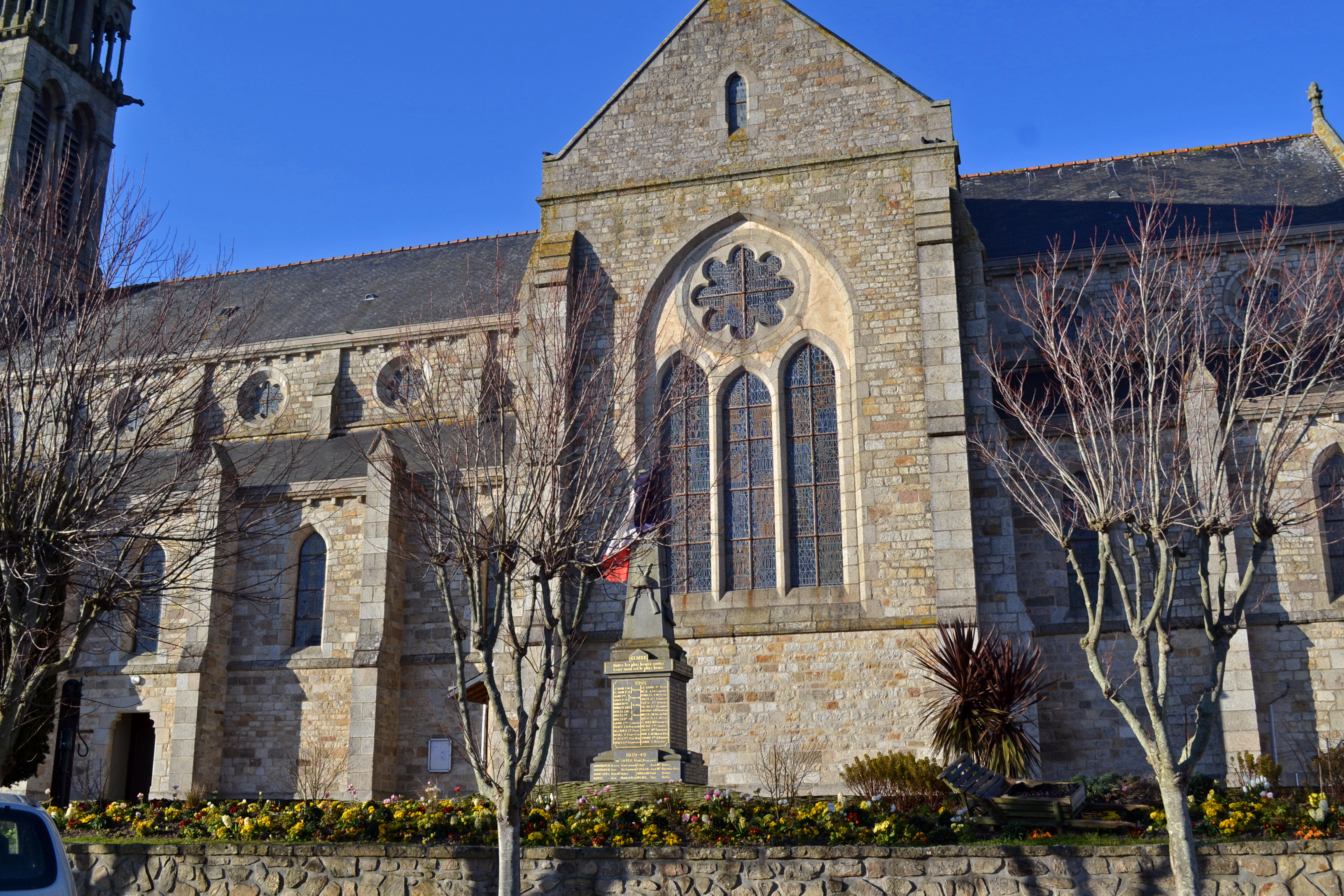
L'église paroissiale Saint-Pierre : côté sud.
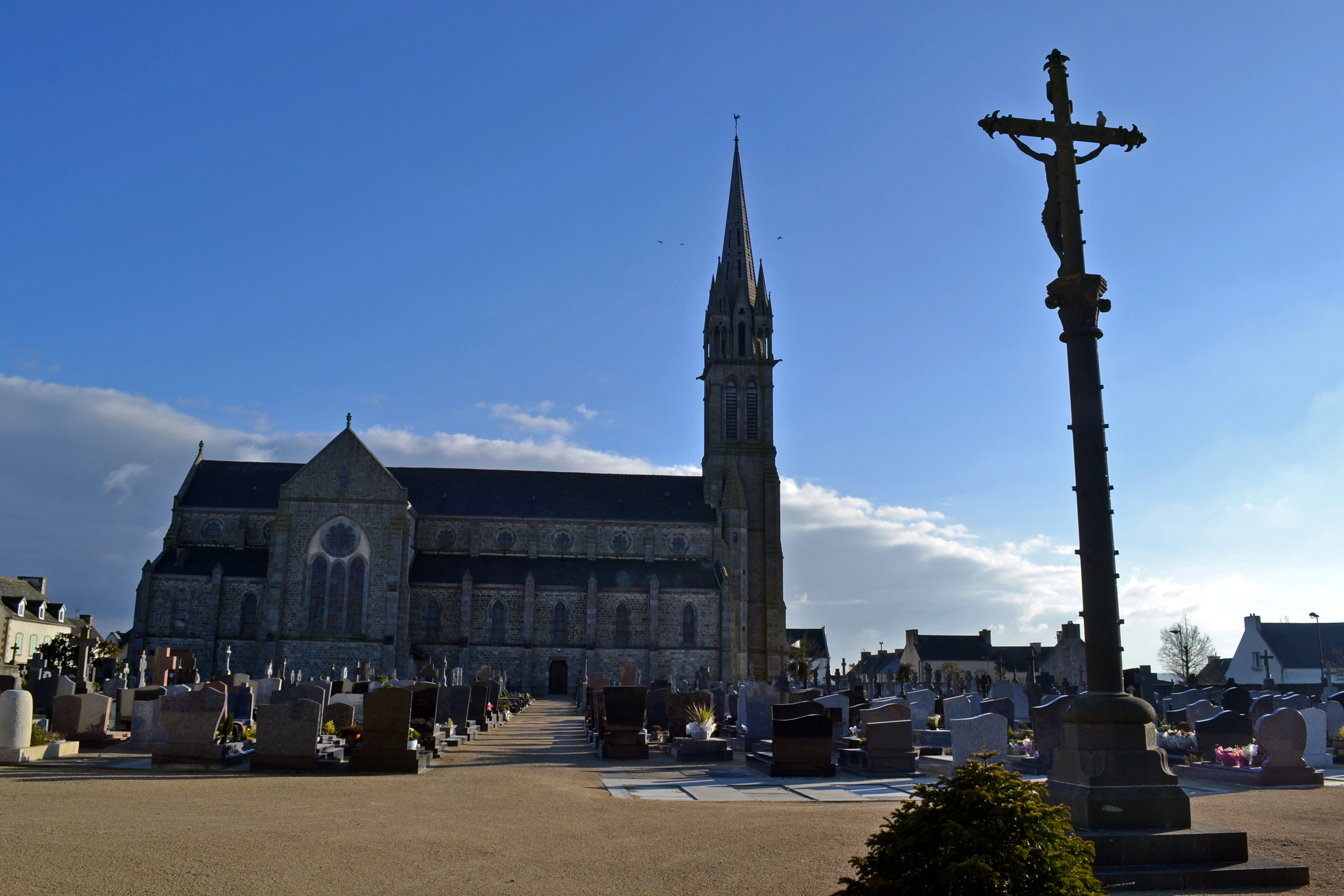
L'église paroissiale Saint-Pierre : côté nord, le cimetière et le calvaire.

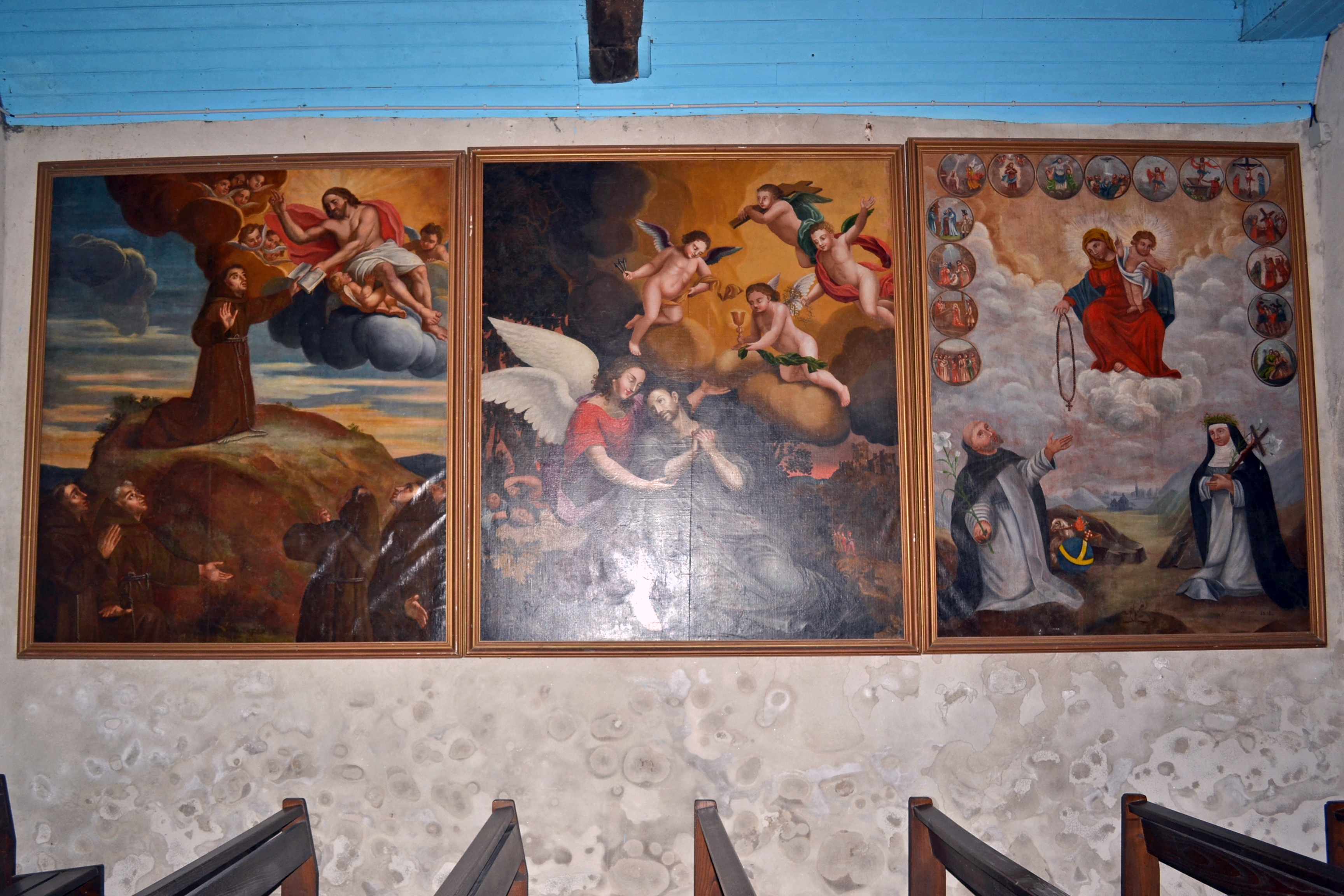
Triptyque : "Saint François d'Assise reçoit les règles du Seigneur" (Gilloup, milieu XVIIIe), "Le Christ au jardin des oliviers" (Guilloup, 1734), "La donation du Rosaire" (Robinaut, 1831) (tableaux exposés dans la chapelle Notre-Dame de Kerellon).

- Chapelle Notre-Dame de Kerellon (XVIIe siècle) édifiée en bordure de l'ancienne voie romaine venant du Faou ; en forme de croix latine, elle fut diminuée entre 1897 et 1900 par Ernest Le Guerranic[35]. La chapelle est reliée à l'église par le « Streat ar bara Biniguet » (rue du Pain bénit). Une autre rue très connue de Plouénan c'est la "Bali Sant" ou "Allée des Saints" (rue de Balyzan) ; cette chapelle possède plusieurs tableaux référencés dans la base Palissy dont "L'Assomption de la Vierge" de Robinaut[102] et ceux illustrés par les photographies ci-jointes ;

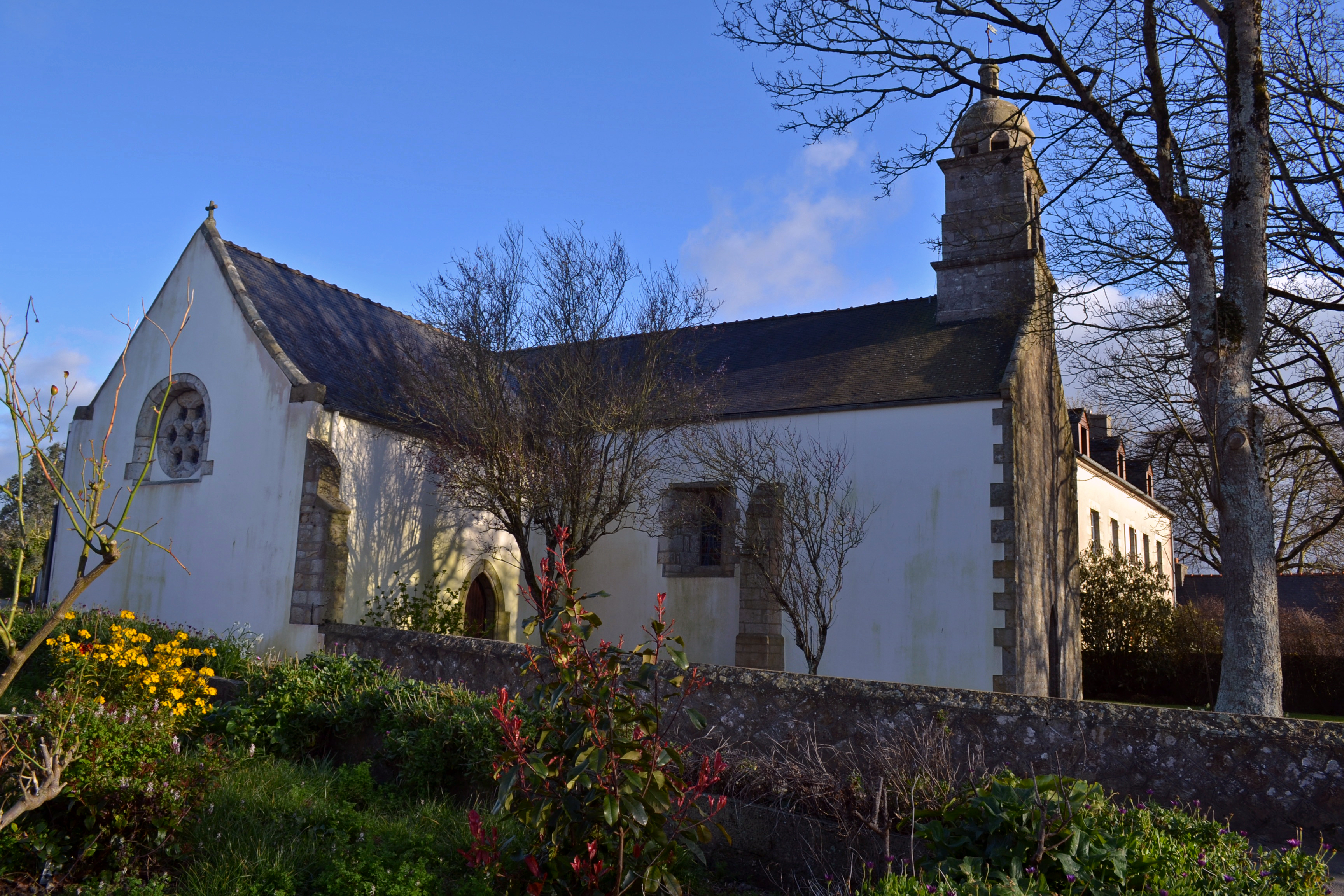
Chapelle Notre-Dame de Kerellon : vue extérieure.
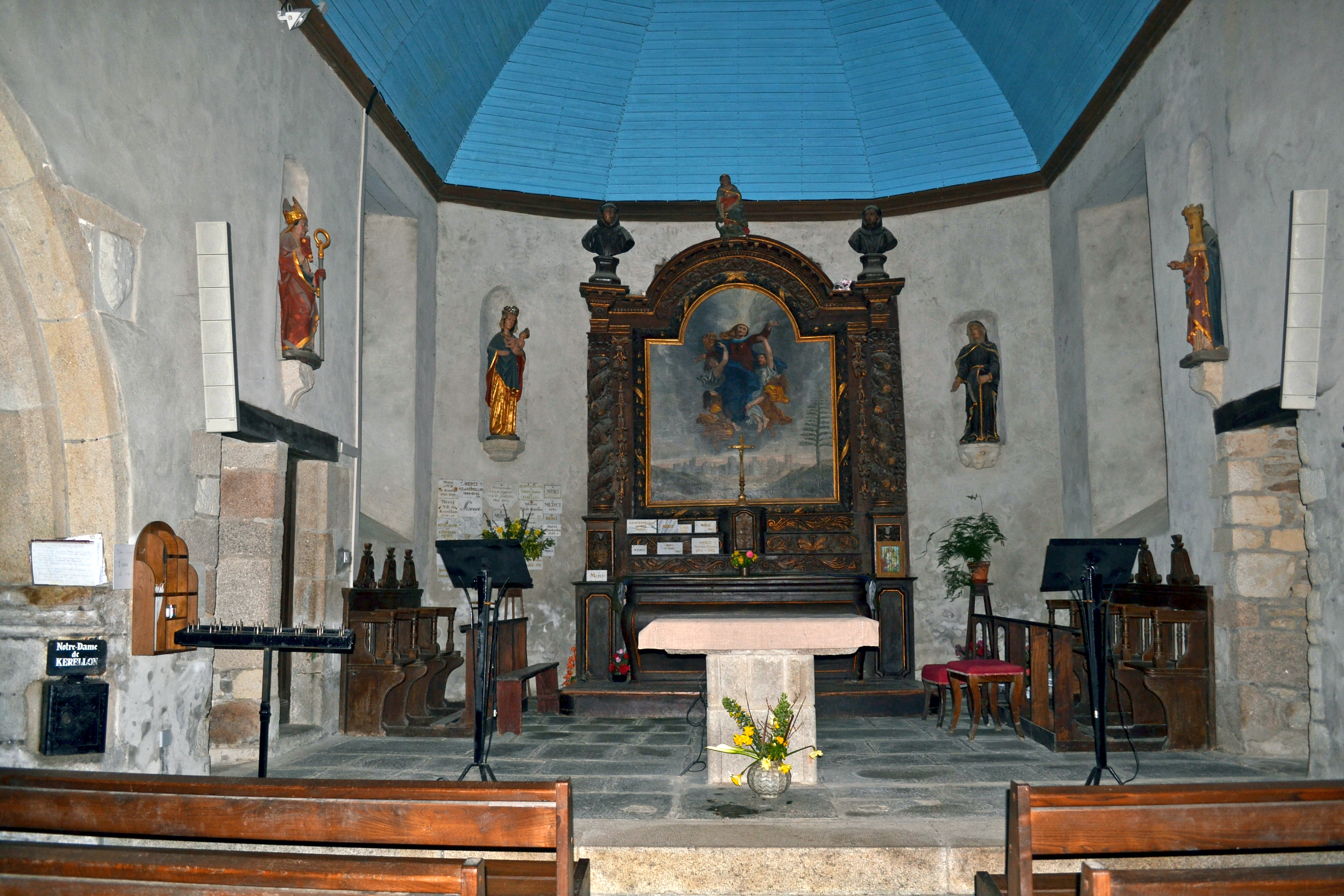
Chapelle Notre-Dame de Kerellon : vue intérieure.
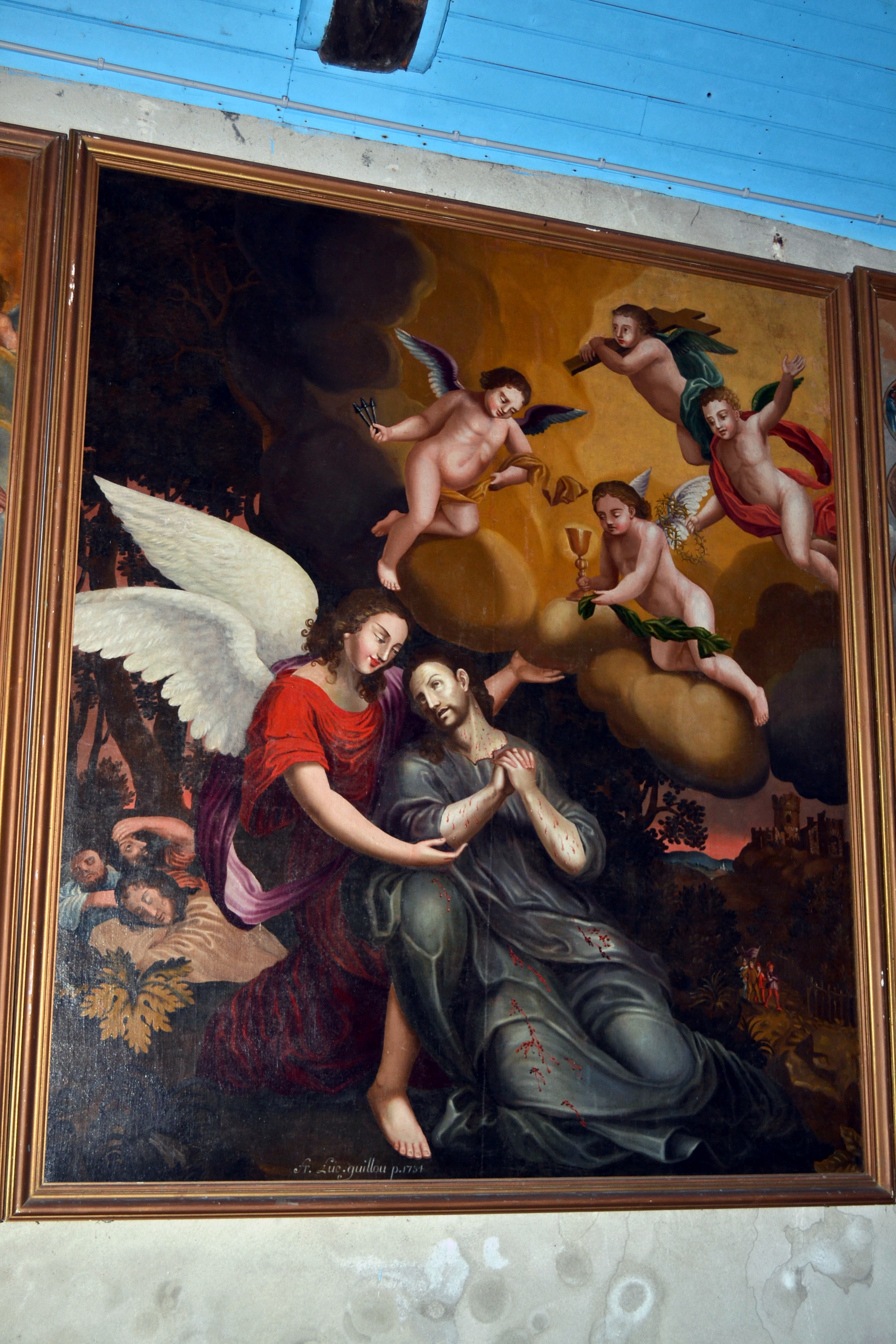
Tableau "Agonie du Christ au jardin des oliviers" de Luc Guilloup (1734) dans la chapelle Notre-Dame de Kerellon.
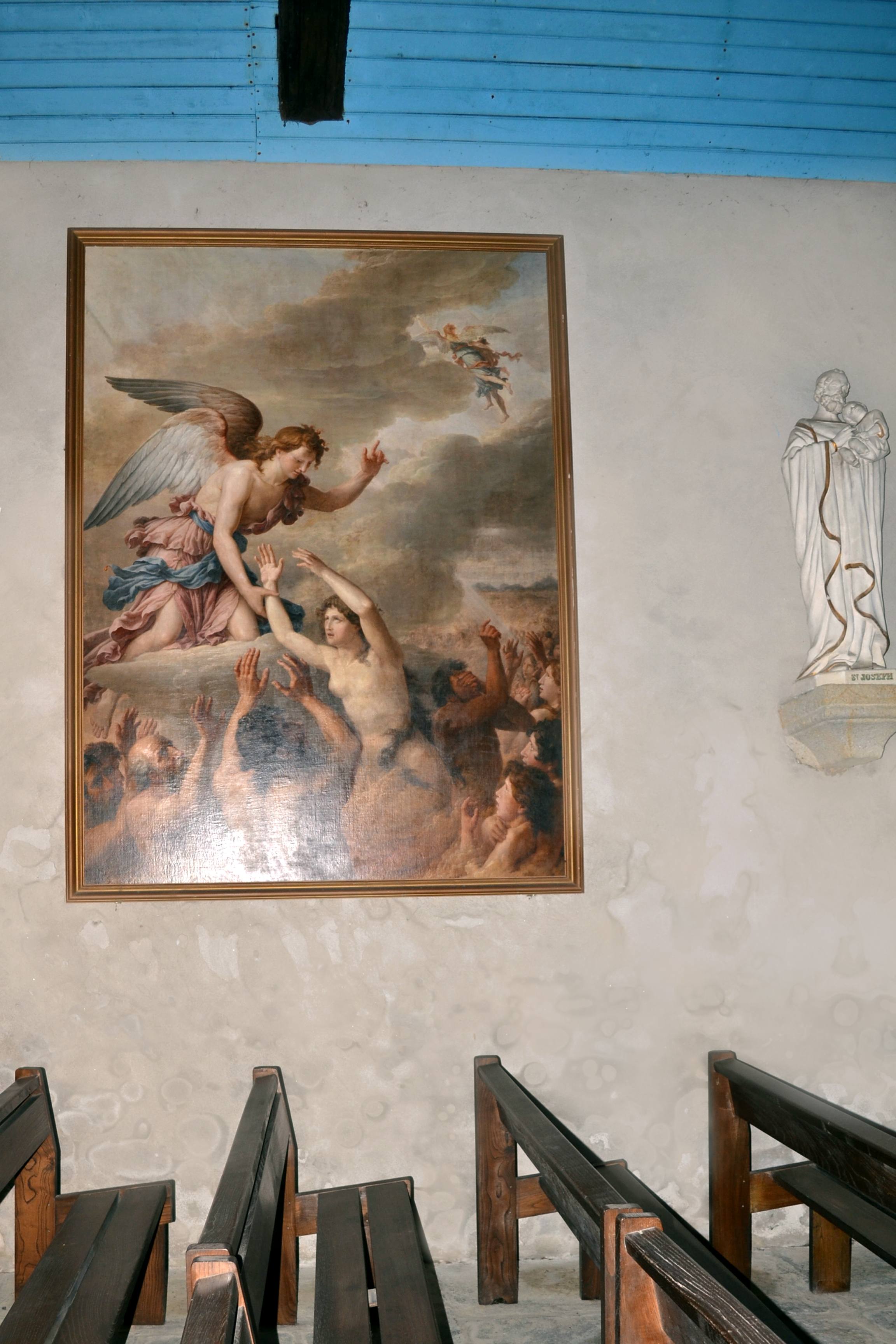
Tableau "Les âmes du purgatoire" d'Étienne-Barthélémy Garnier (1835) dans la chapelle Notre-Dame de Kerellon.
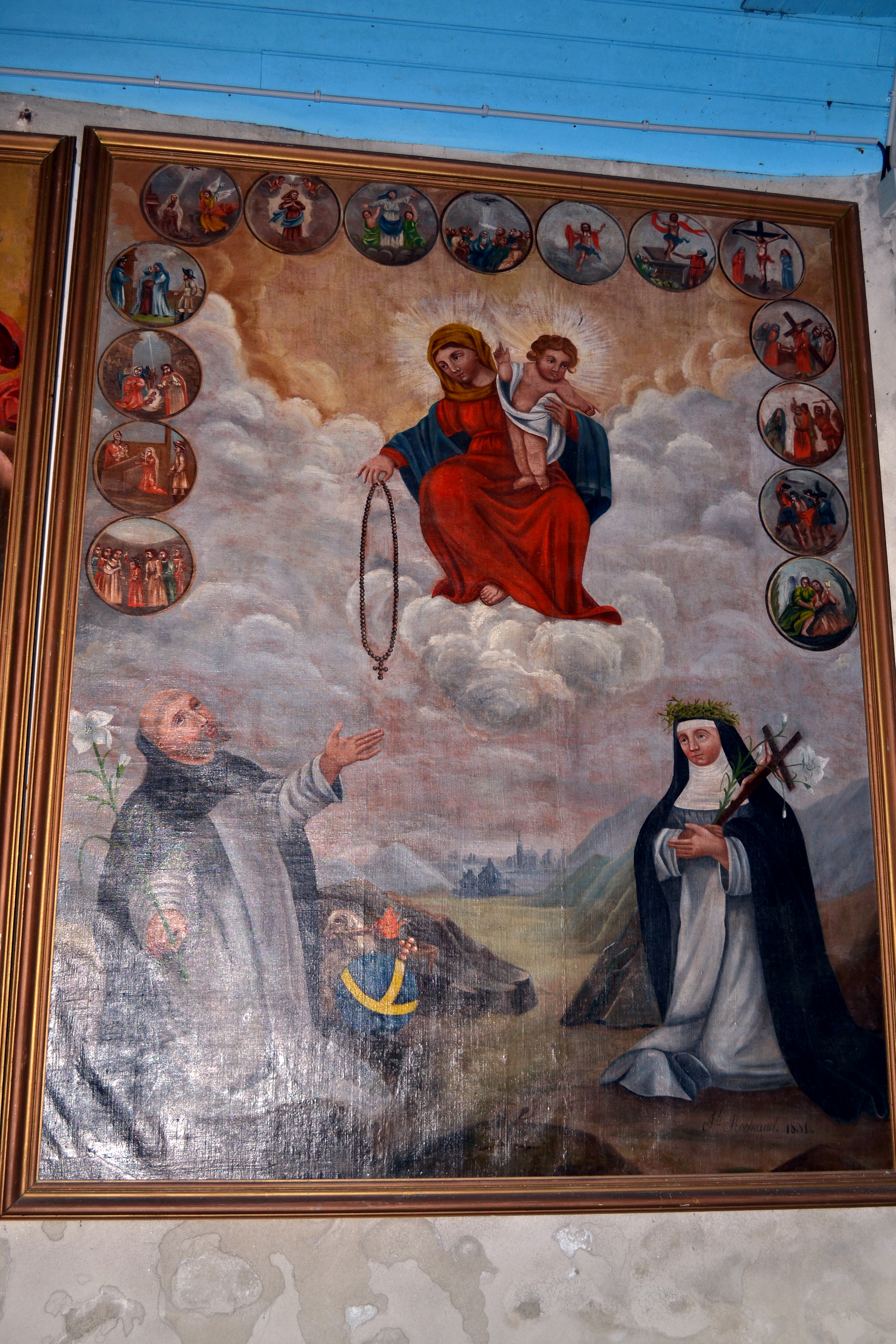
Tableau "La donation du Rosaire" de Robinaut (1831) dans la chapelle Notre-Dame de Kerellon.

Une fontaine se trouve à proximité de la chapelle.

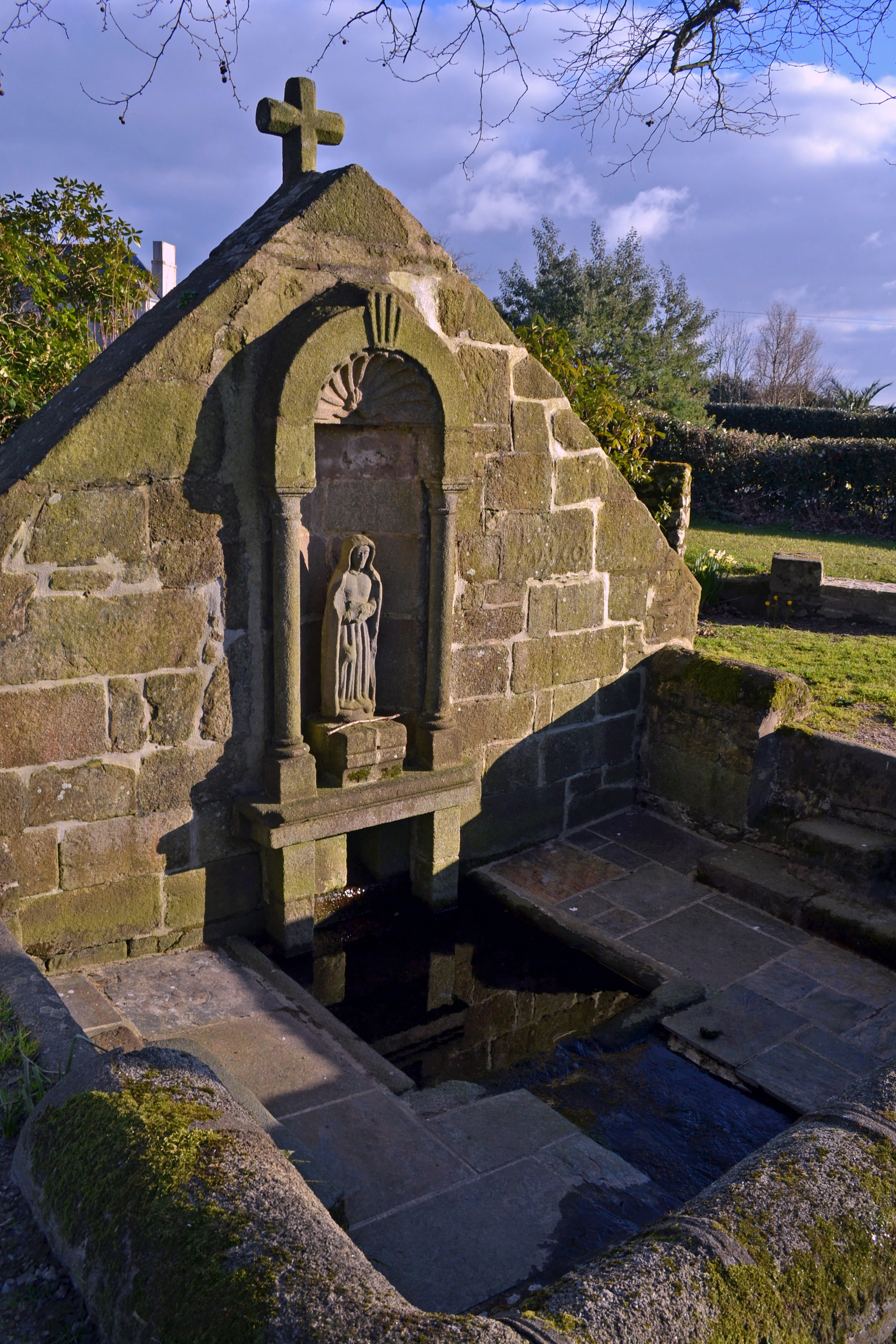
La fontaine près de la chapelle Notre-Dam-de-Kerellon.
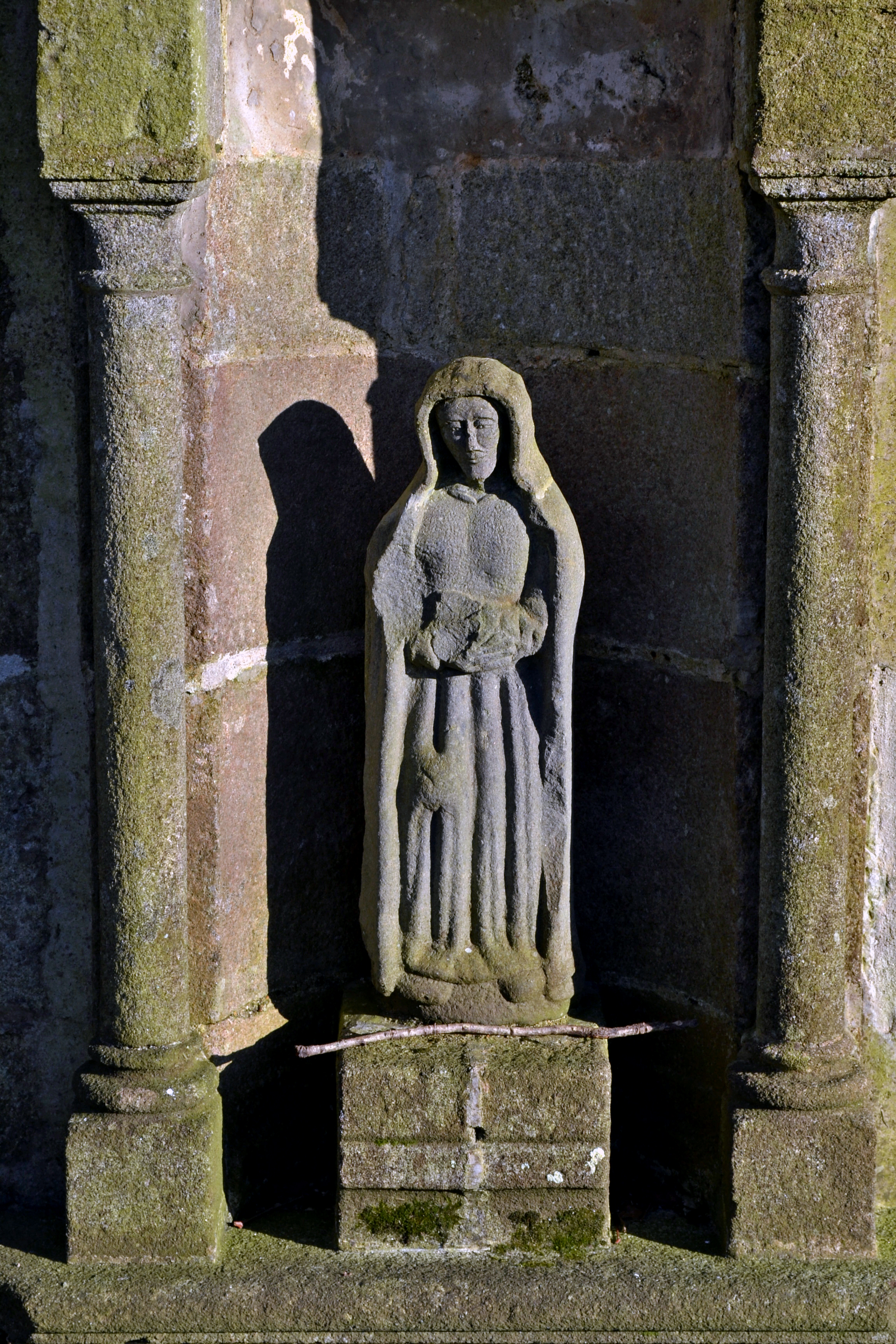
Fontaine de Kerellon : statue de Notre-Dame-de-Kerellon.

- Chapelle Notre-Dame de Lesplouënan : XVIe. Reconstruite et raccourcie en 1869. Désaffectée elle n'accueille plus les cultes mais conserve son clocher dépouillé en 1941 de sa cloche de bronze. Son autel orne aujourd'hui la chapelle Notre-Dame de Kérellon. Le blason de Pontantoull, propriétaire en 1427 ; blasonnant "au semis d'hermines au sautoir de gueules" orne le pignon ouest, surmonté de la devise du manoir, "non force". Sur la porte latérale figurent 3 écussons frustes, jadis peints. La pietà a été déplacée vers 1960 et orne l'oratoire à trois niches de Mengleuz à Plouénan ;

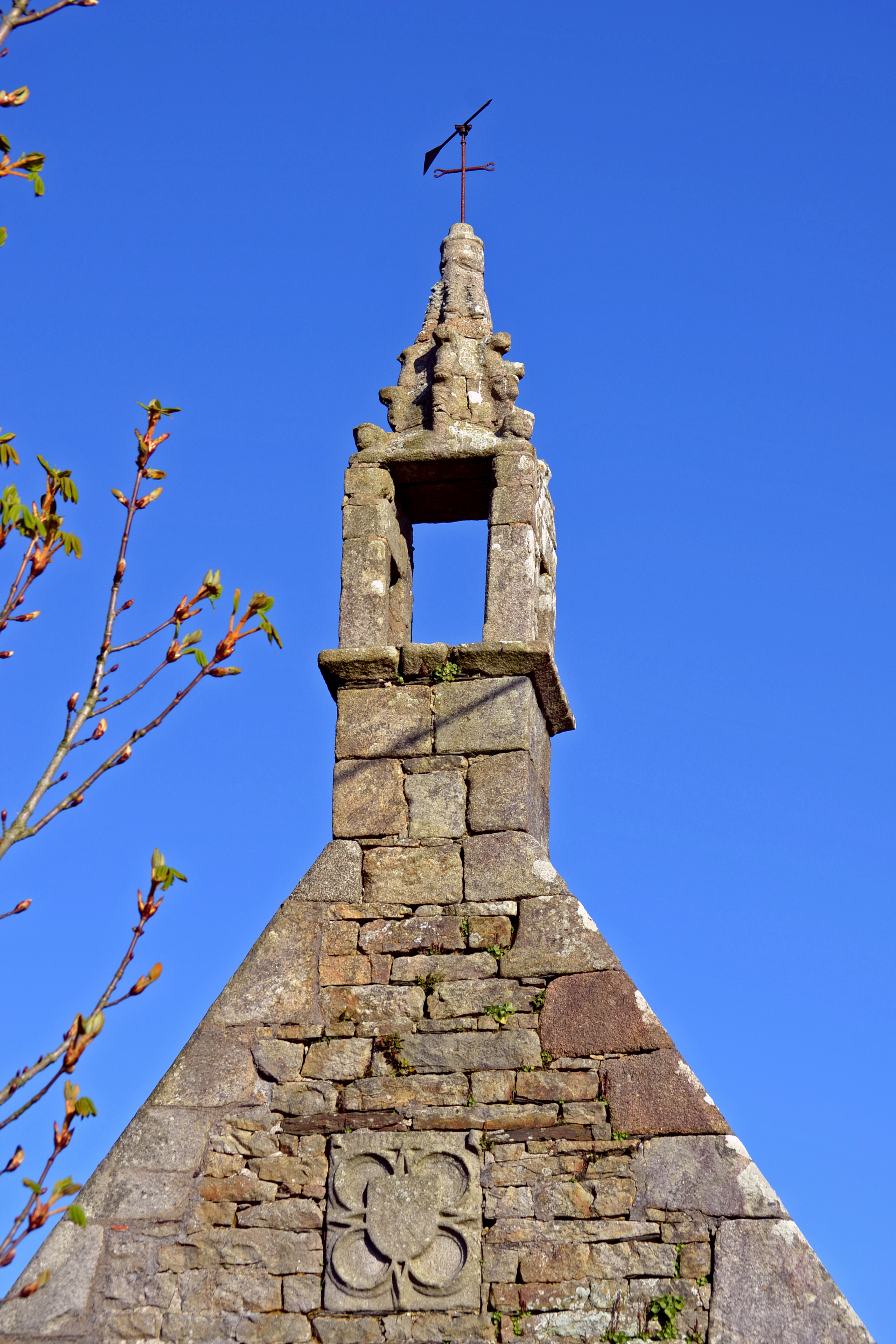
Chapelle de Lesplouënan.

- D'autres chapelles ont existé par le passé et sont désormais disparues[35] :
  - Chapelle Notre-Dame-de-Locpréden (dédiée à saint Brandan, ancien prieuré bénédiction dépendant de l'abbaye Saint-Mathieu d Fine-Terre, délabrée et vendue pendant la Révolution française) ;
  - Chapelle Saint-Jean de Pontéon (construite par la famille de Lannuzouarn) ;
  - Chapelle Saint-Goulven ;
  - Chapelle du Mouster (il n'en subsiste aucune trace) ;
  - Chapelle Saint-Gouesnou (elle avoisinait le manoir du Rest et on y célébrait un pardon assez fréquenté) ;
  - Chapelle Saint-Yves (située jadis au passage de la Corde). Cet endroit s'appelle le Treiz ;
- Oratoire de l'étoile de Kerlaudy : il sert d'écrin à une statue de la Vierge Marie placée là en souvenir de la dernière mission à Plouénan ;
- Oratoire de Messelou ;
- Oratoire de Kerfaven ;
- Oratoire de Lopreden ;
- Oratoire du Mengleuz abritant la Vierge à l'Enfant de Lesplouënan.

### Croix, calvaires, cénotaphes
- Monument aux morts des guerres
- Calvaire de Lanvaden qui est plutôt un mégalithe christianisé.
- Calvaire Kroaz-Keranguen ou Kroaz ar Rest (XVIe siècle)
- Croix de Kroaz-Kerbalanec (XXe siècle)
- Croix de Golvechou (XXe siècle)
- Croix de Kerastang ou Kroaz an Bleiz (XIIIe siècle)
- Calvaire de Kerbiniou (XVe siècle)
- Croix de Kerdane (1893)
- Croix de Kerellon
- Croix de Kernévez (XIXe siècle)
- Croix de Lesplouénan (XVIe siècle dépendant du manoir du même nom, cette croix au léger fût hexagonal ébranlée par un poids lourd il y a quelques années penche toujours un peu…
- Croix du Ménec (1944) élevée à la suite d'un événement tragique pendant la guerre. (il est relaté sur la croix voir ci-dessous Le croquis de la croix).
- Croix de l'église (1903). La devise mentionnée sur cette croix « Ar mein a uso, hor feiz a jomo » résume tout à fait la fidélité a toute épreuve des Plouénanais : « Plus résistants que la pierre »
- Croix de Kroaz-ar-Vilienn (1813), devant « chez Péron »
- Croix de Roshamon (1942)

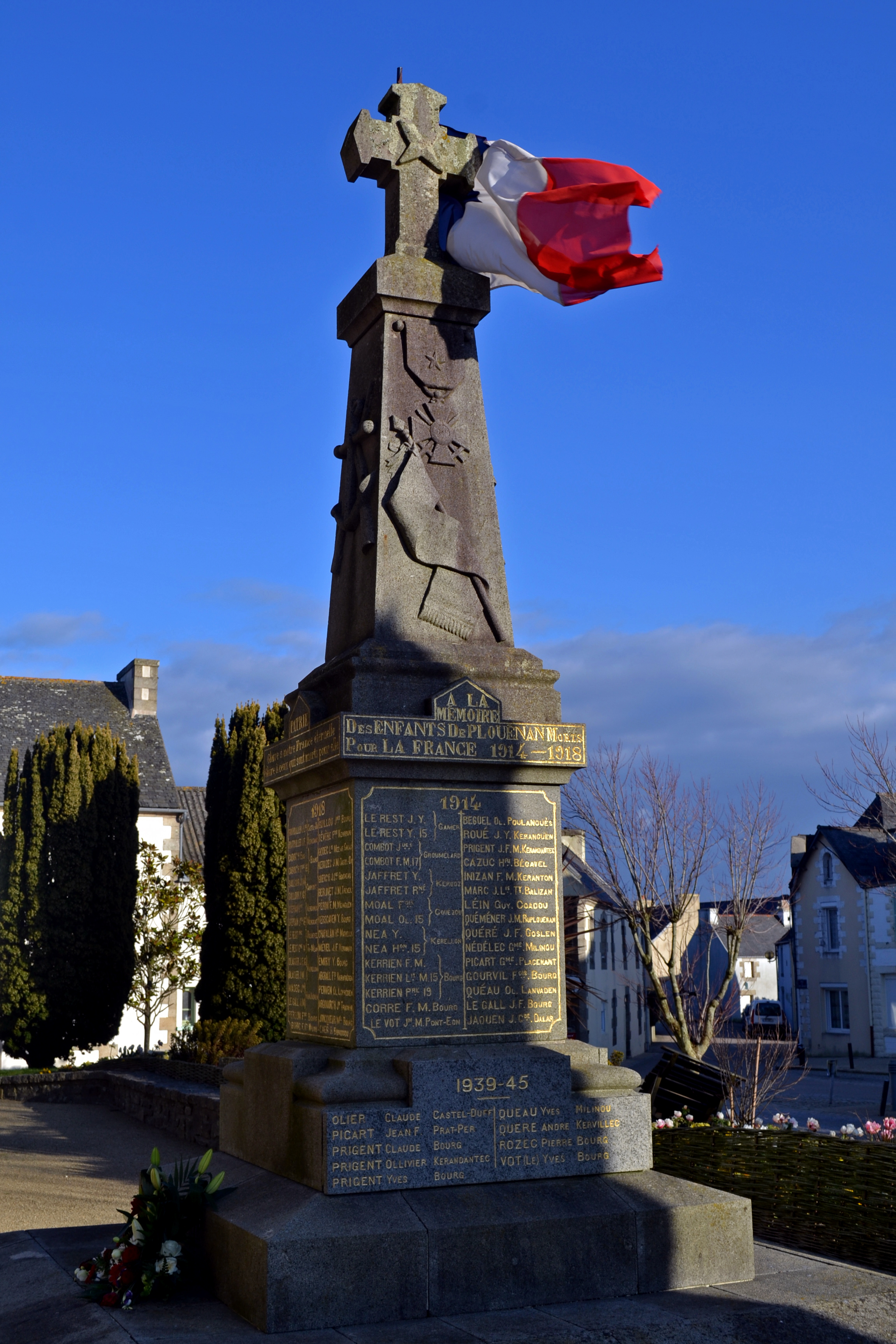
Monument aux morts.
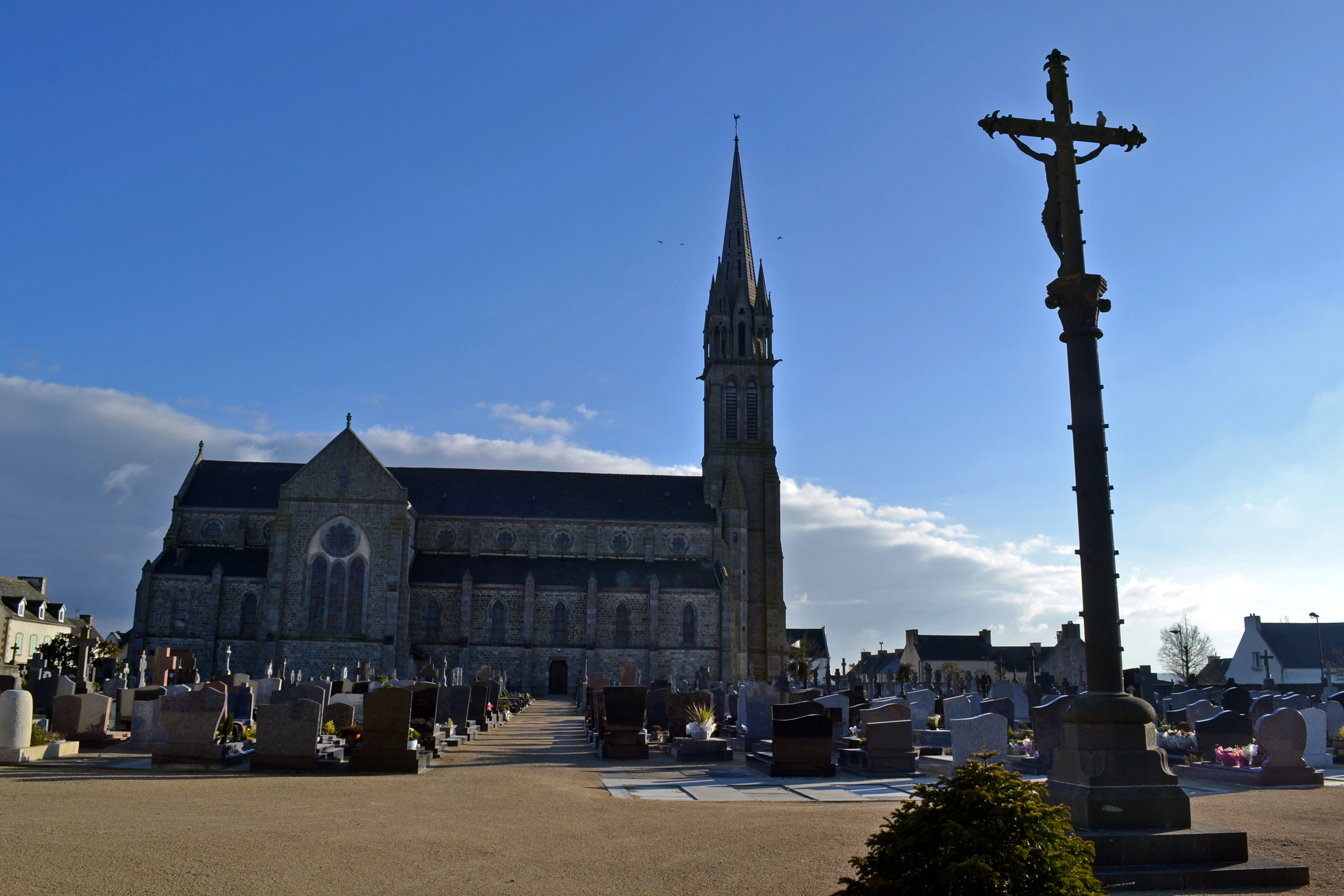
Calvaire de l'église.
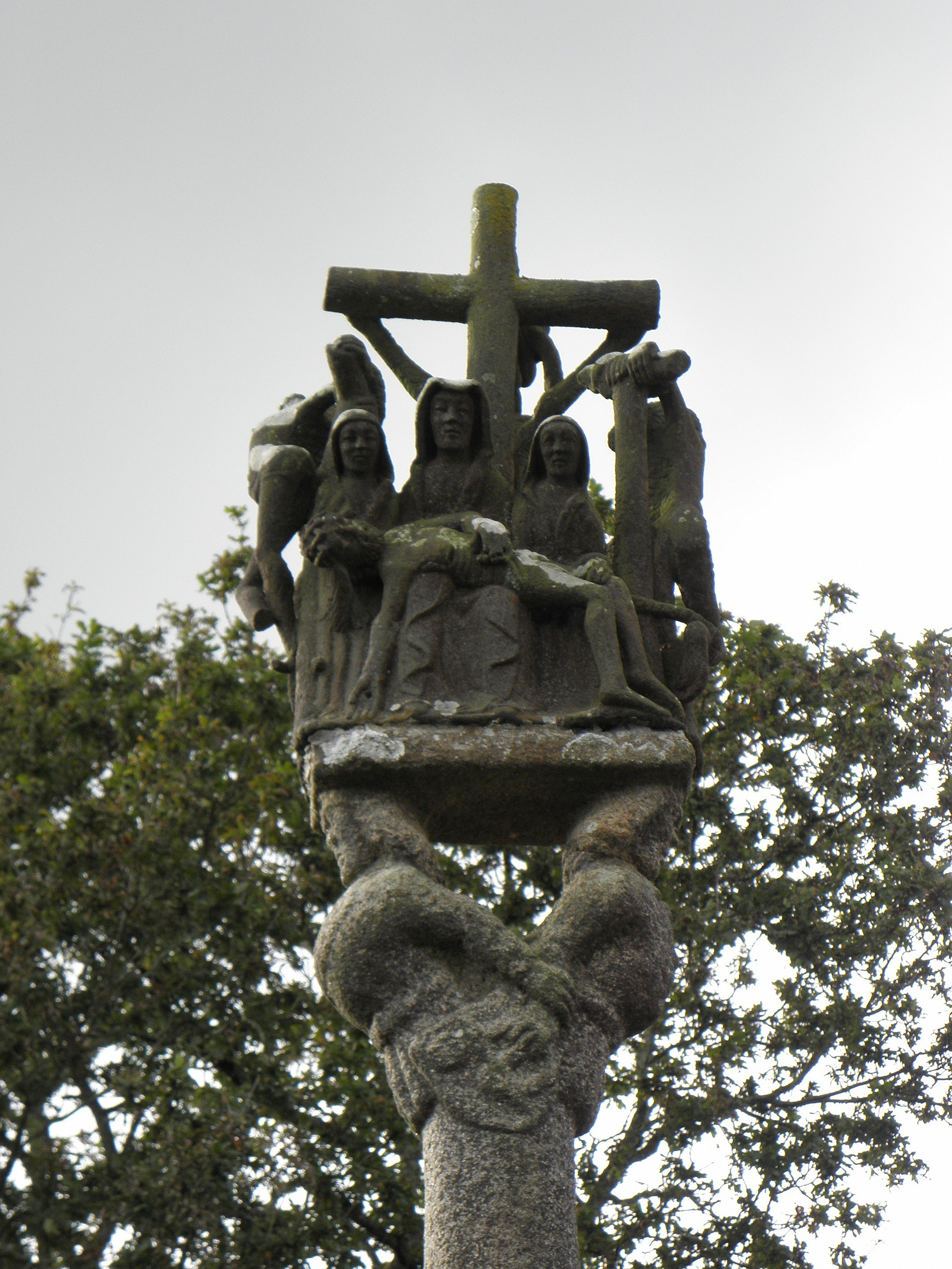
Kroaz ar Rest.
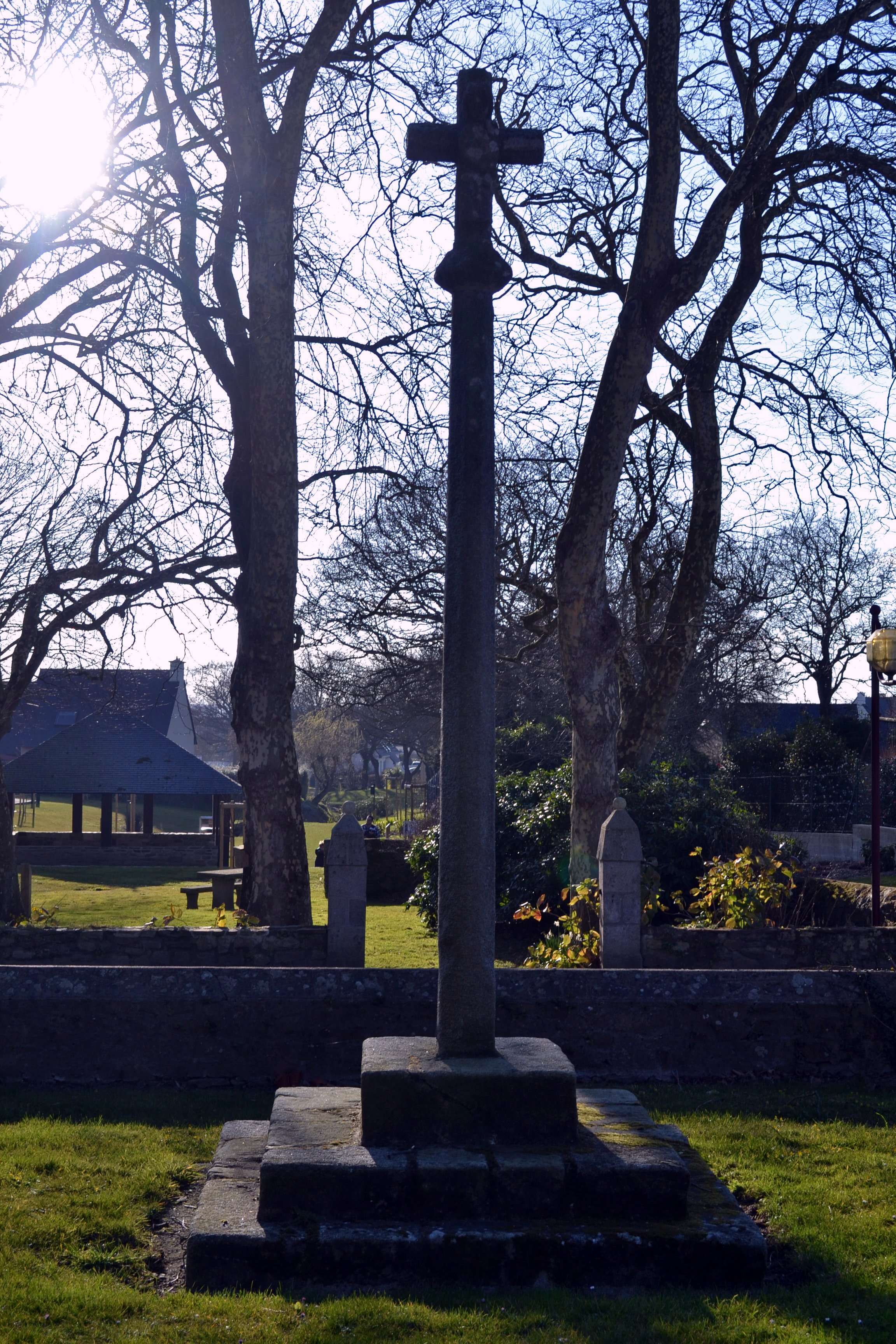
Calvaire de Kerellon.
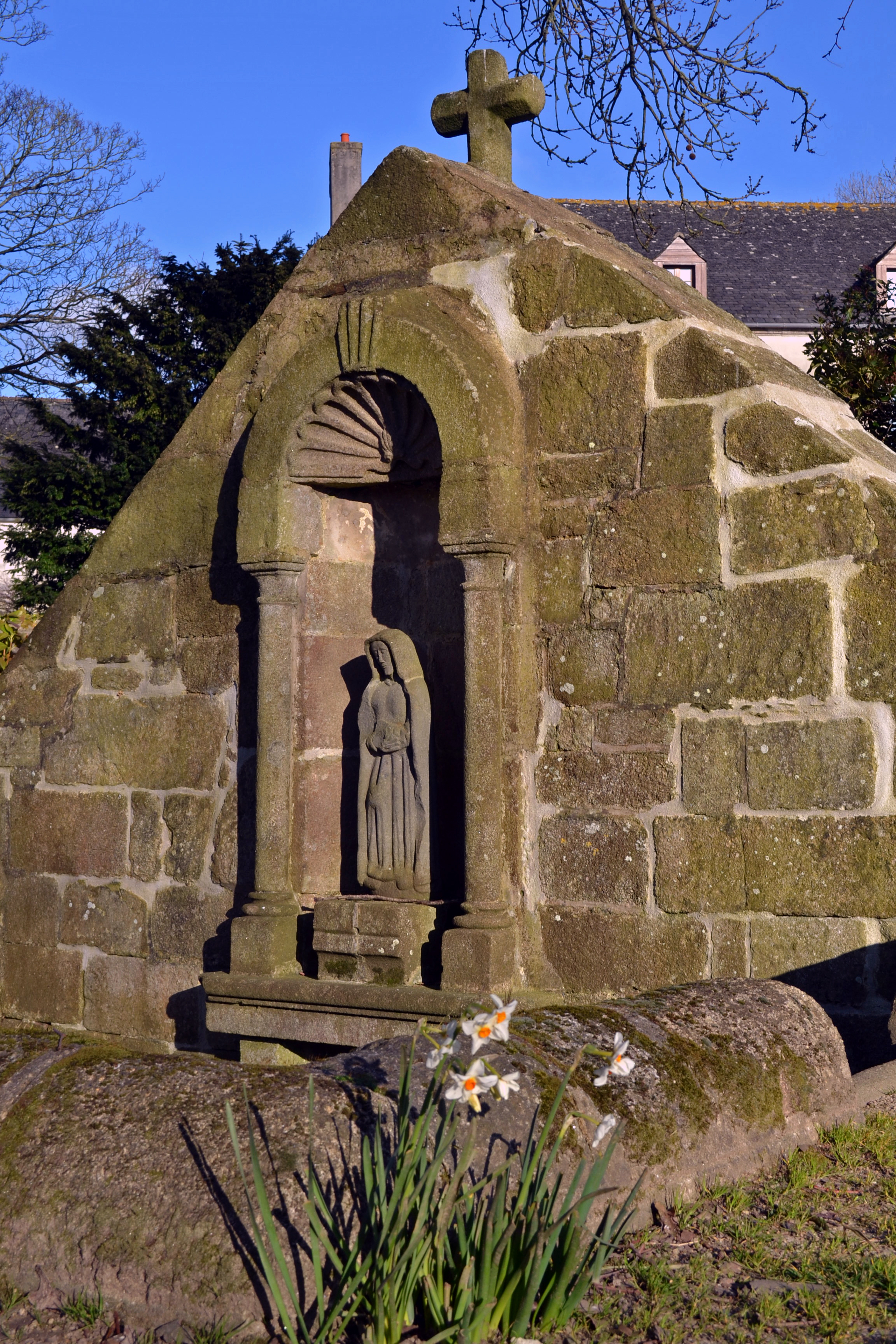
Fontaine de Kerellon.

### Autres: lavoir, maisons anciennes, moulin, ponts
- Colombier du Kozti (XVIe siècle) ;
- Lavoir de Lopreden. « Au hameau de Lopreden, on découvre dans un virage un de ces arrangements naturels qui semblent être l'aboutissement d'une longue entente entre l'homme et l'espace qu'il habite. Un groupe de maisons basses, une prairie verte, étendue entre quatre talus d'aubépine, deux ou trois arbres, et, par-dessus, le ciel du moment, gris ou rose, pâle ou encombré de nuages ; tout cela ensemble forme un tableau que tout le monde peut goûter, dont chacun peut jouir » (Keranforest, 17 avril 1972) ;
- La maison du Kosti ;
- De nombreuses maisons anciennes les plus typiques de la région sont les maisons à Apoteis-taol nommées ainsi car elles avaient une avancée où on plaçait toujours la table entourée d'un banc scellé au mur. La porte restait toujours ouverte, le sol était en terre battue ;
- Le moulin de Milinou, un autre moulin « ar milin koz » se trouvait plus bas jusque dans les années 1950. La légende rapporte qu'un ancien meunier du "milin koz" vient parfois avec sa jambe de bois hanter les lieux, un sac de farine sur le dos (Son ar Milinou) ;
- Moulin à eau de Ponteon ;
- Banc de Kerlaudy fait partie de l'invite du château. À ses deux extrémités il était prolongé par deux échaliers ;
- Ferme de Prat Lochouarn : elle n'a pas résisté aux intempéries peu après l'inventaire de 1985 ;
- Fontaine de Kerlaudy ;
- Pont de chemin de fer sur la Penzé maritime est à cheval entre Plouénan et Henvic. De nos jours, la vitesse des trains y est limitée à 25 à l'heure. Les jours de vent favorable, le bruit du passage du train sur le pont s'entend jusqu'à Kerlaudy. Il a été conçu par Gabriel Lebrun Ingénieur constructeur à Creil et réalisé en 1882. La technologie choisie fut celle du fer puddlé. Elle utilisait un matériau impossible à souder donc assemblé par des rivets. La pose d'un rivet chauffé au rouge nécessitait la participation de quatre compagnons. Il reste peu de constructions en service en France utilisant cette technologie à part la Tour Eiffel construite plus tard ;
- Le pont de Prat Allouet avec la ligne passant au-dessus d'un chemin creux et sinueux exactement comme lors de l'ouverture de la ligne le 10 juin 1883 ;
- Pont routier de Penzé ;
- Pont de la Corde fait la jonction sur la Penzé avec la 4 voies venant de Morlaix.

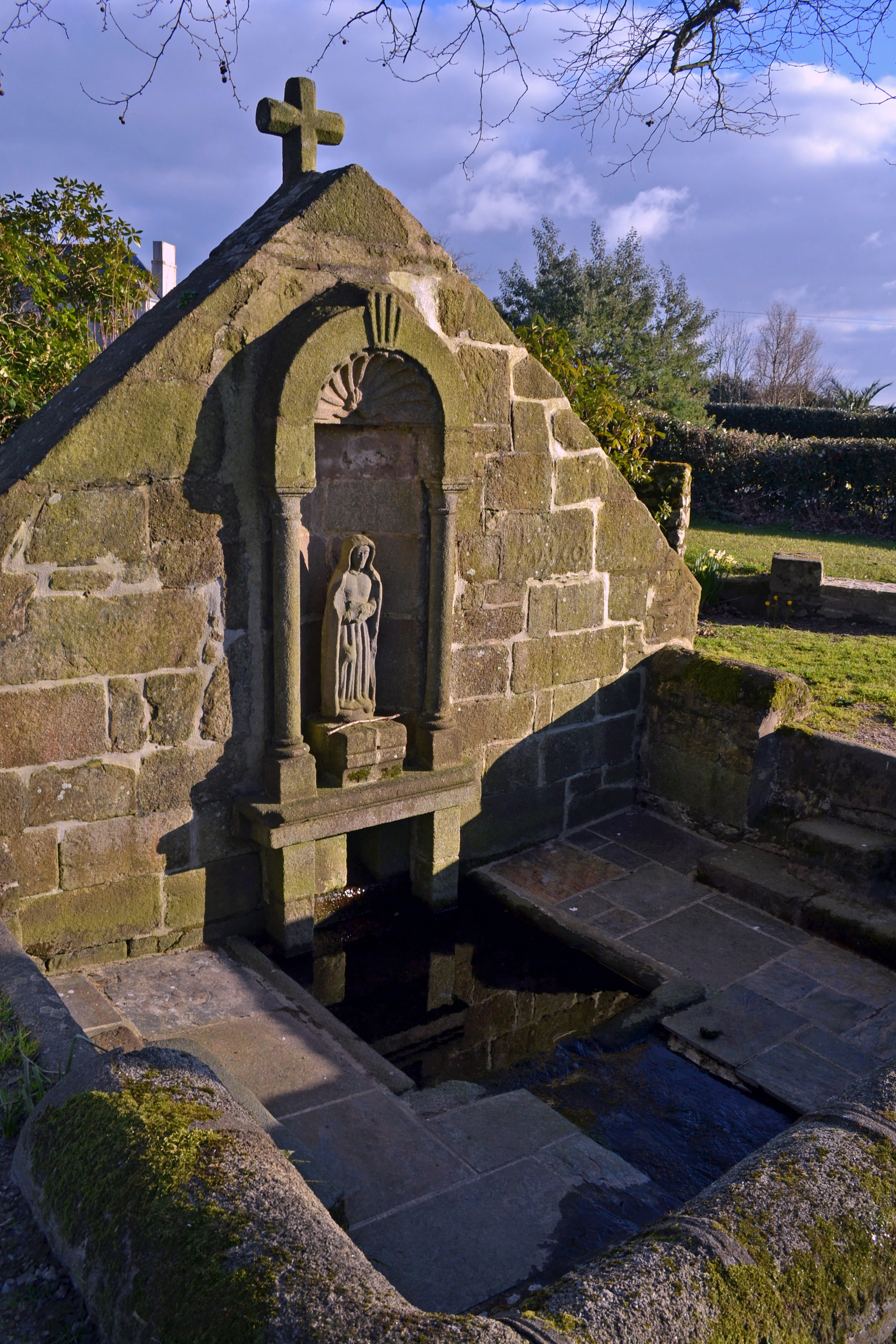
Fontaine de Kerellon.
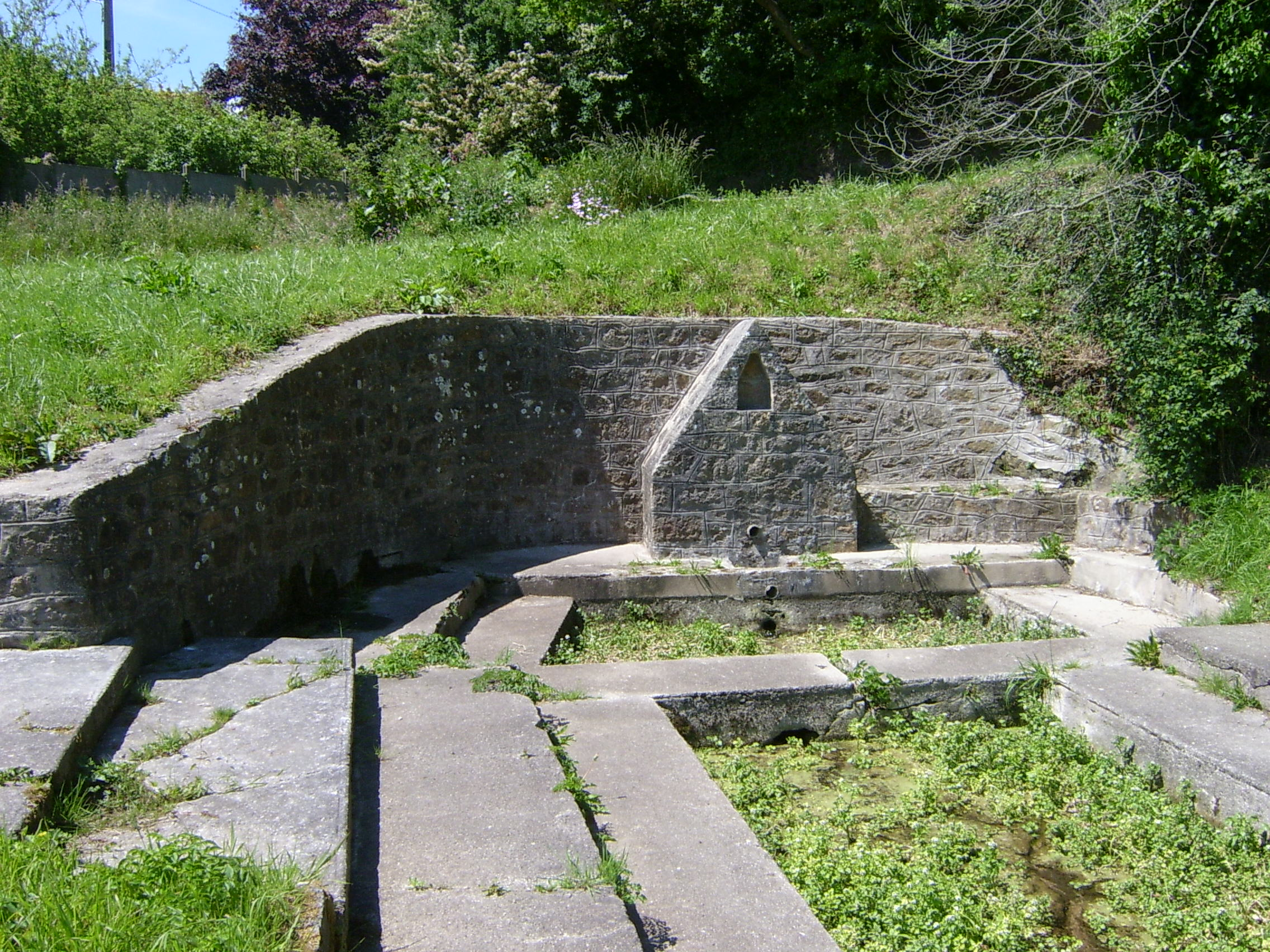
La fontaine de Kerlaudy.
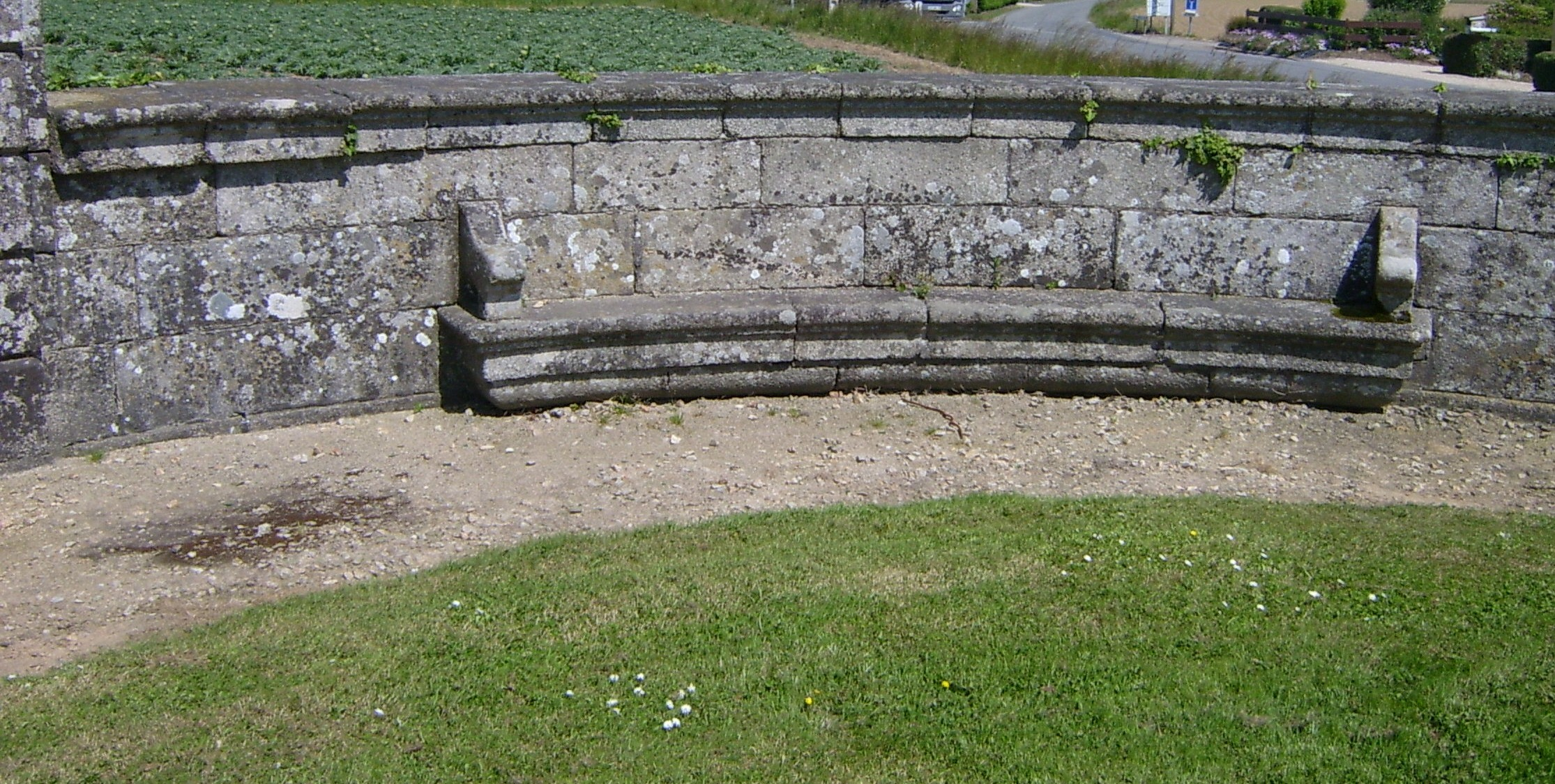
Banc de Kerlaudy.
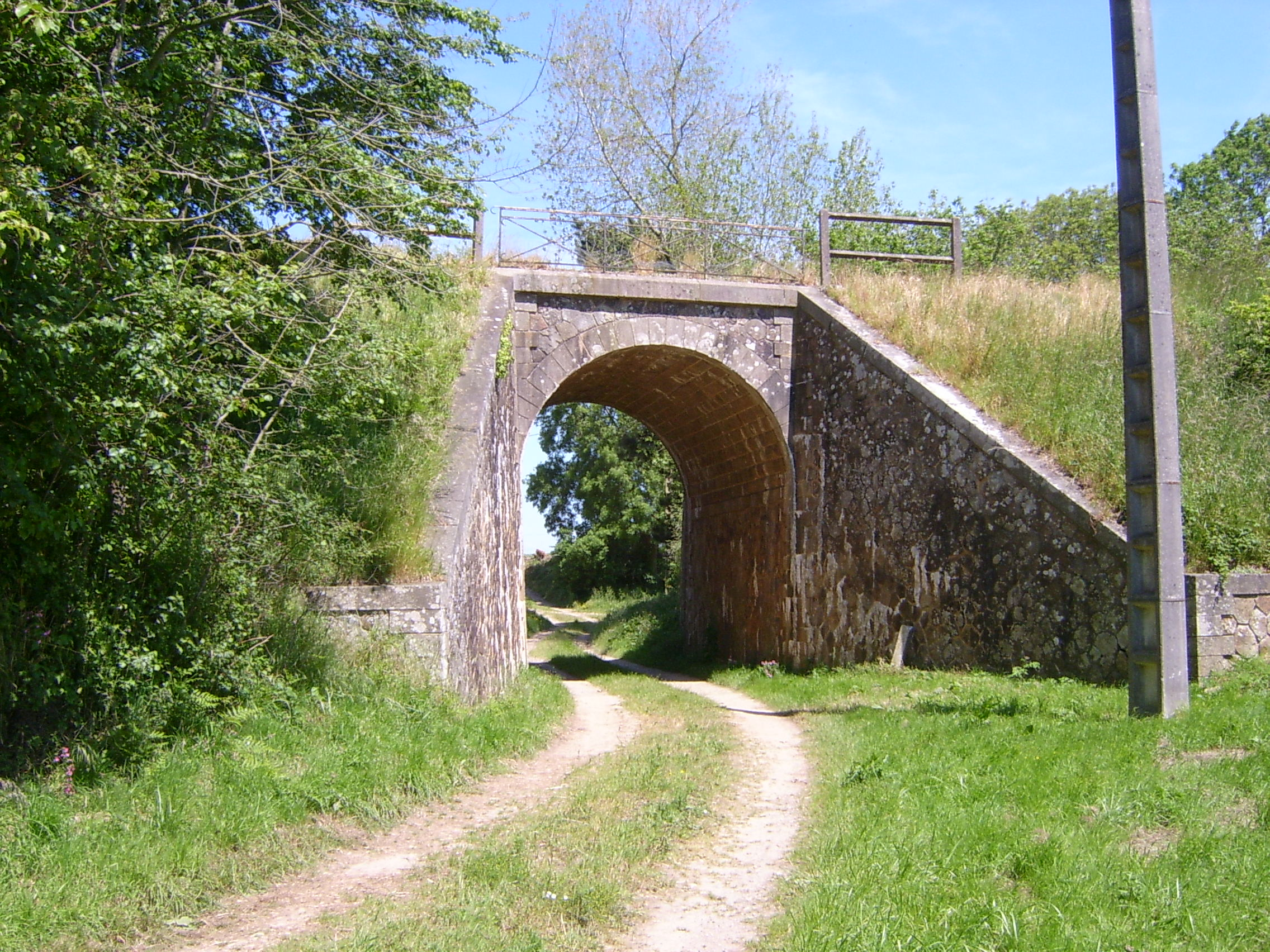
Le pont de Prat Allouet.
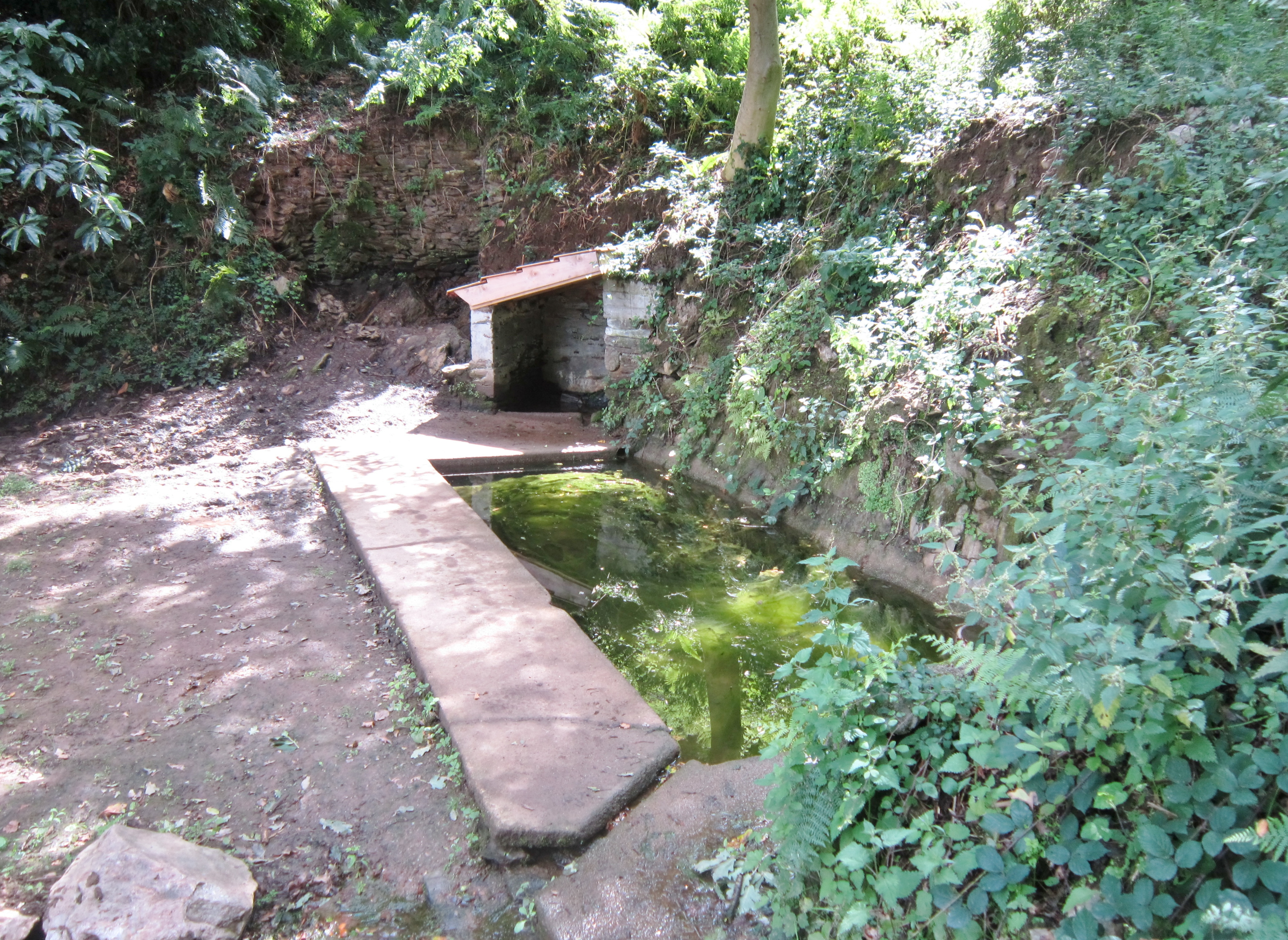
Lavoir restauré sur la rive gauche de la ria de la Penzé.

## Démographie
L'évolution du nombre d'habitants est connue à travers les recensements de la population effectués dans la commune depuis 1793. Pour les communes de moins de 10 000 habitants, une enquête de recensement portant sur toute la population est réalisée tous les cinq ans, les populations de référence des années intermédiaires étant quant à elles estimées par interpolation ou extrapolation. Pour la commune, le premier recensement exhaustif entrant dans le cadre du nouveau dispositif a été réalisé en 2008.
En 2022, la commune comptait 2 588 habitants, en évolution de +3,52 % par rapport à 2016 (Finistère : +2,16 %, France hors Mayotte : +2,11 %).
| 1793  | 1800  | 1806  | 1821  | 1831  | 1836  | 1841  | 1846  | 1851  |
| ----- | ----- | ----- | ----- | ----- | ----- | ----- | ----- | ----- |
| 2 524 | 2 490 | 2 820 | 2 580 | 2 997 | 3 181 | 3 198 | 3 280 | 3 068 |

| 1856  | 1861  | 1866  | 1872  | 1876  | 1881  | 1886  | 1891  | 1896  |
| ----- | ----- | ----- | ----- | ----- | ----- | ----- | ----- | ----- |
| 2 874 | 2 925 | 2 940 | 2 879 | 2 875 | 2 905 | 2 827 | 2 813 | 2 761 |

| 1901  | 1906  | 1911  | 1921  | 1926  | 1931  | 1936  | 1946  | 1954  |
| ----- | ----- | ----- | ----- | ----- | ----- | ----- | ----- | ----- |
| 2 680 | 2 830 | 2 879 | 2 666 | 2 891 | 2 806 | 2 735 | 2 677 | 2 634 |

| 1962  | 1968  | 1975  | 1982  | 1990  | 1999  | 2006  | 2008  | 2013  |
| ----- | ----- | ----- | ----- | ----- | ----- | ----- | ----- | ----- |
| 2 638 | 2 642 | 2 581 | 2 510 | 2 356 | 2 381 | 2 413 | 2 422 | 2 517 |

| 2018  | 2022  | - | - | - | - | - | - | - |
| ----- | ----- | - | - | - | - | - | - | - |
| 2 520 | 2 588 | - | - | - | - | - | - | - |

### Évolution du rang démographique
| selon la population municipale des années : | 1968 | 1975 | 1982 | 1990 | 1999 | 2006 | 2009 | 2013 |
| Rang de la commune dans le département      | 56   | 60   | 78   | 84   | 88   | 91   | 91   | 90   |
| Nombre de communes du département           | 286  | 283  | 283  | 283  | 283  | 283  | 283  | 283  |

En 2017, Plouénan était la 91e commune du département en population avec ses 2 510 habitants (territoire en vigueur au 1er janvier 2020), derrière Camaret-sur-Mer (90e avec 2 543 habitants) et devant Guiclan (92e avec 2 490 habitants).

## Économie

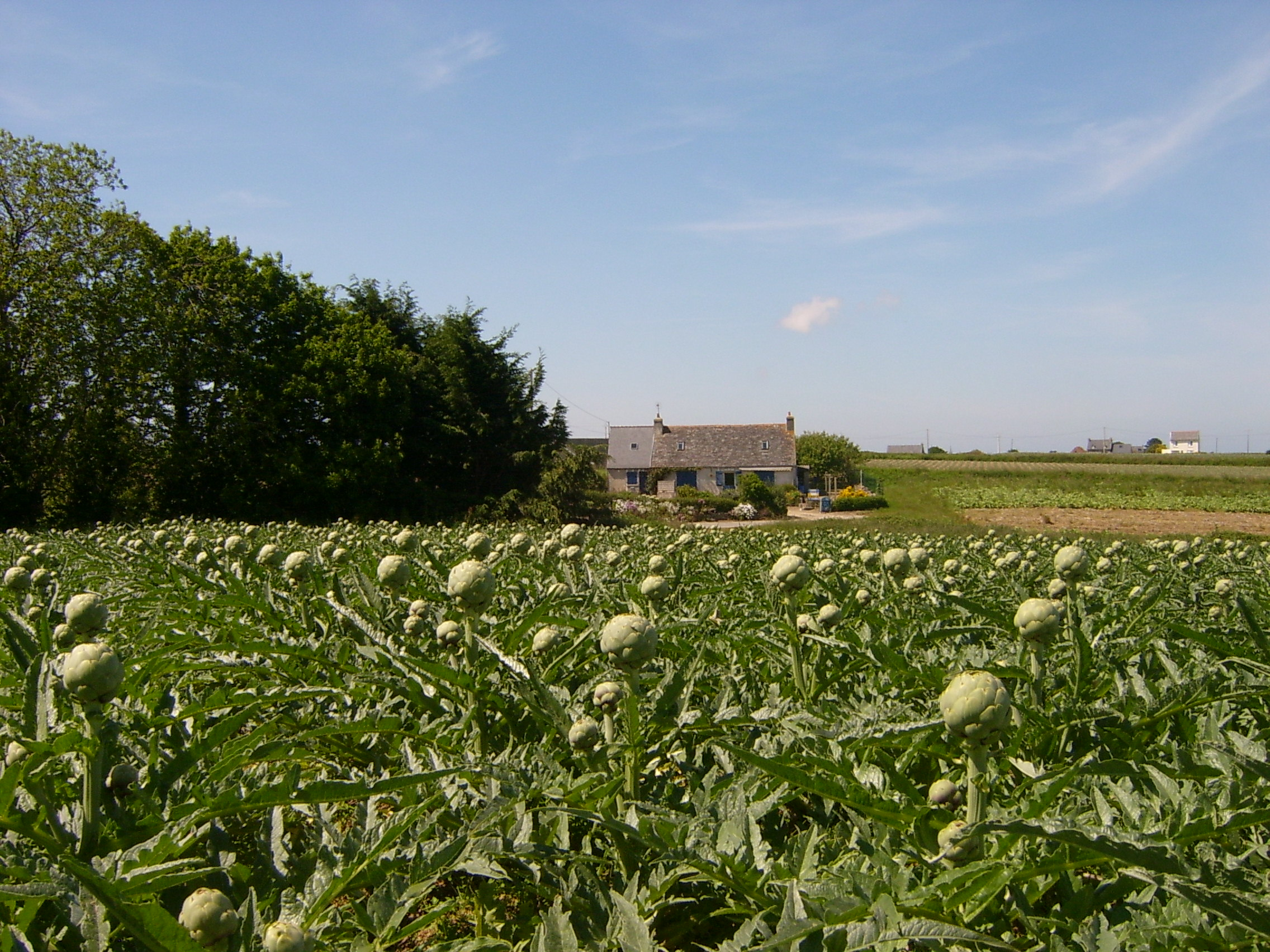
Petite ferme dans les artichauts.

### Agriculture
Malgré la disparition des talus entourant autrefois la moindre parcelle de terre, il y a encore de nombreux champs d'artichauts autour des petites fermes. Les artichauts sont des plantes vivaces qui repartent chaque année de la souche, mais en 1963, année où des glaçons sont apparus sur la Penzé ils ont été complètement détruits. Les choux-fleurs (brocoli) sont également très présents à Plouénan. Il y a quelques années, la récolte était transportée (en vrac) dans des véhicules, le rangement était particulièrement soigné et il n'y avait jamais de perte sur la route. De nos jours, il se fait en cageots dans le champ.

### Enseignement

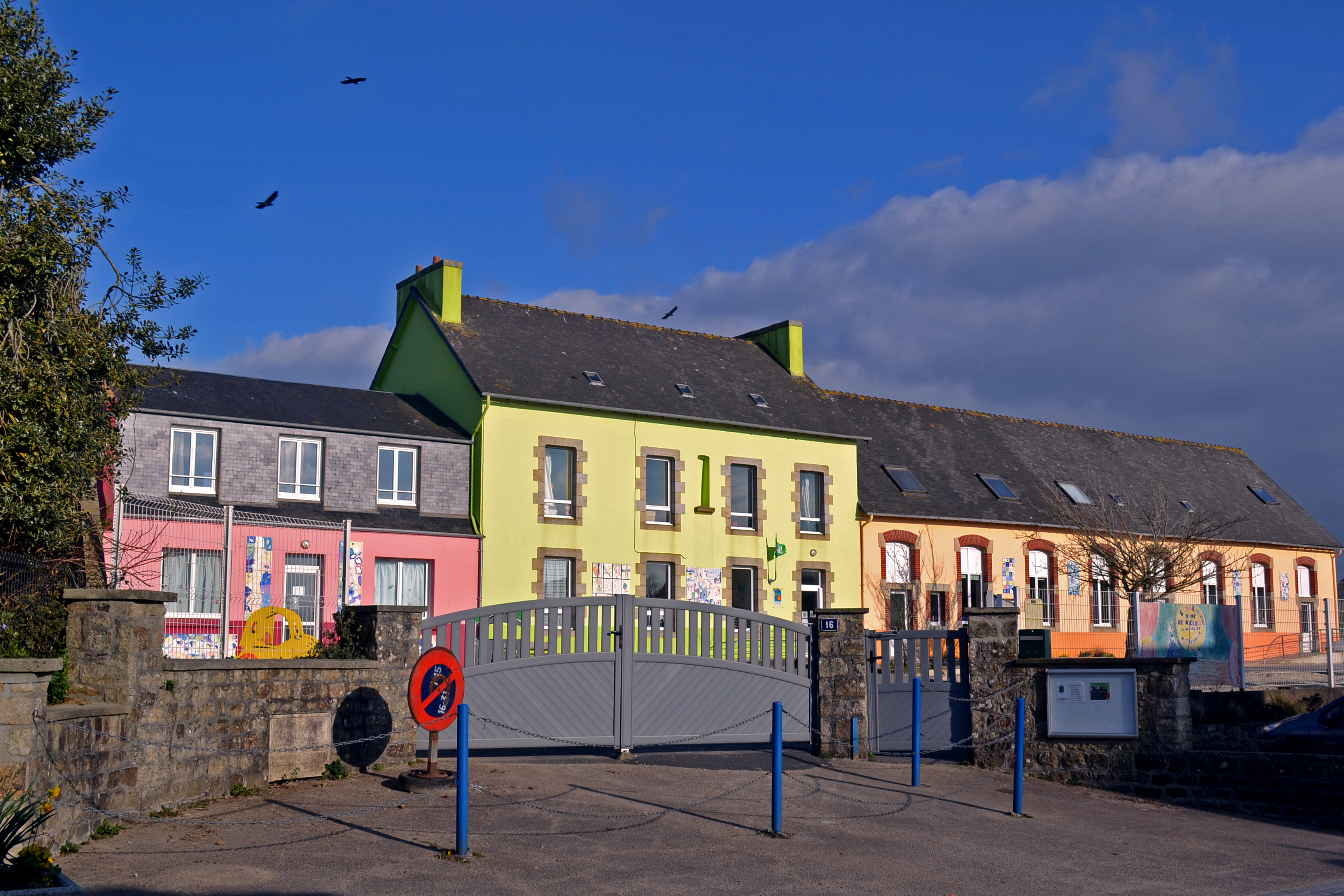
L'école privée Notre-Dame-de-Kerellon.

## Loisirs
- Fête communale : 2e dimanche de mai

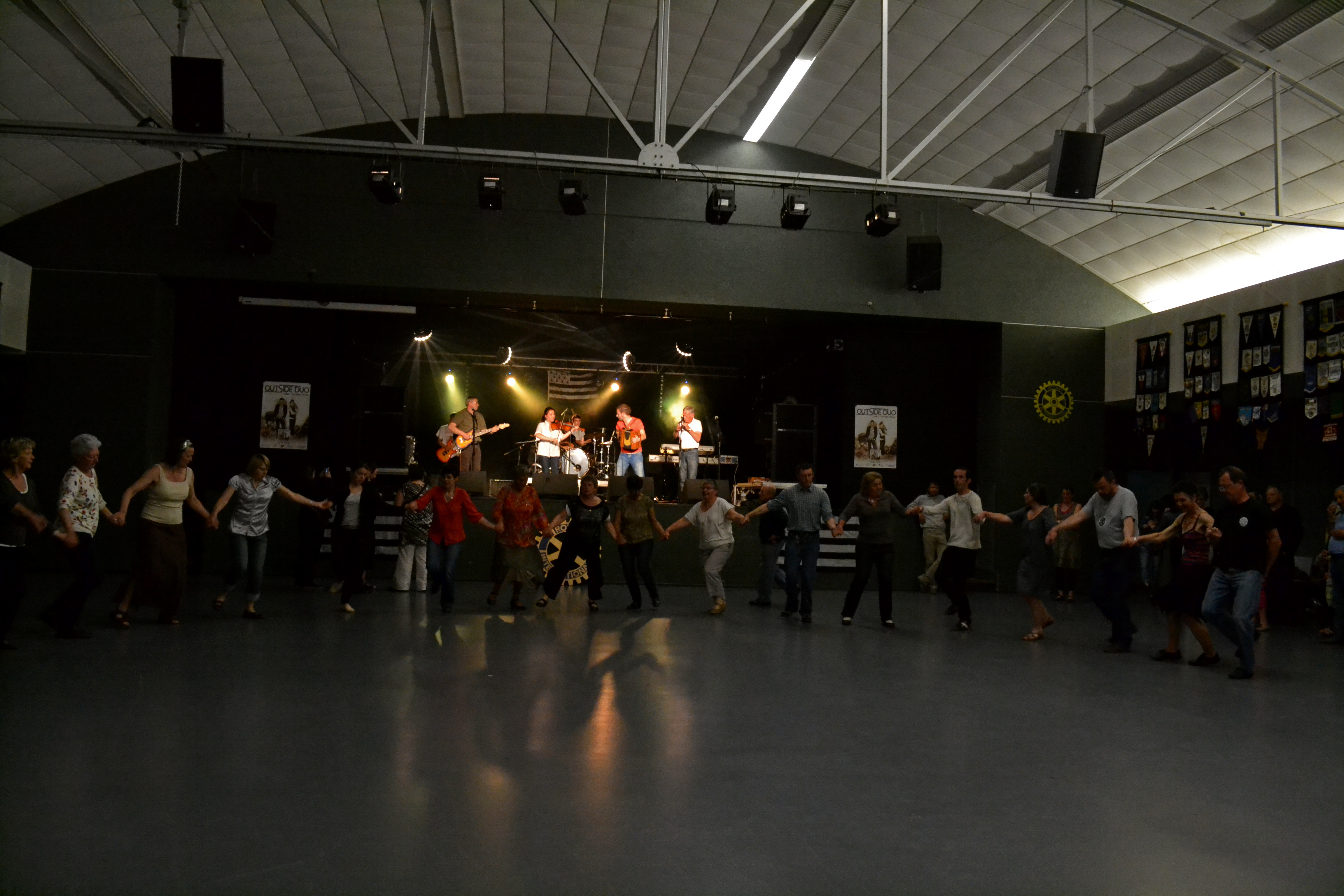
Fest-noz de Kepelledro en 2013.

- Pardon de Kerellon : le 15 août
- Pêche en mer et en rivière, équitation, randonnée.
- Ornithologie sur les rives de la Penzé

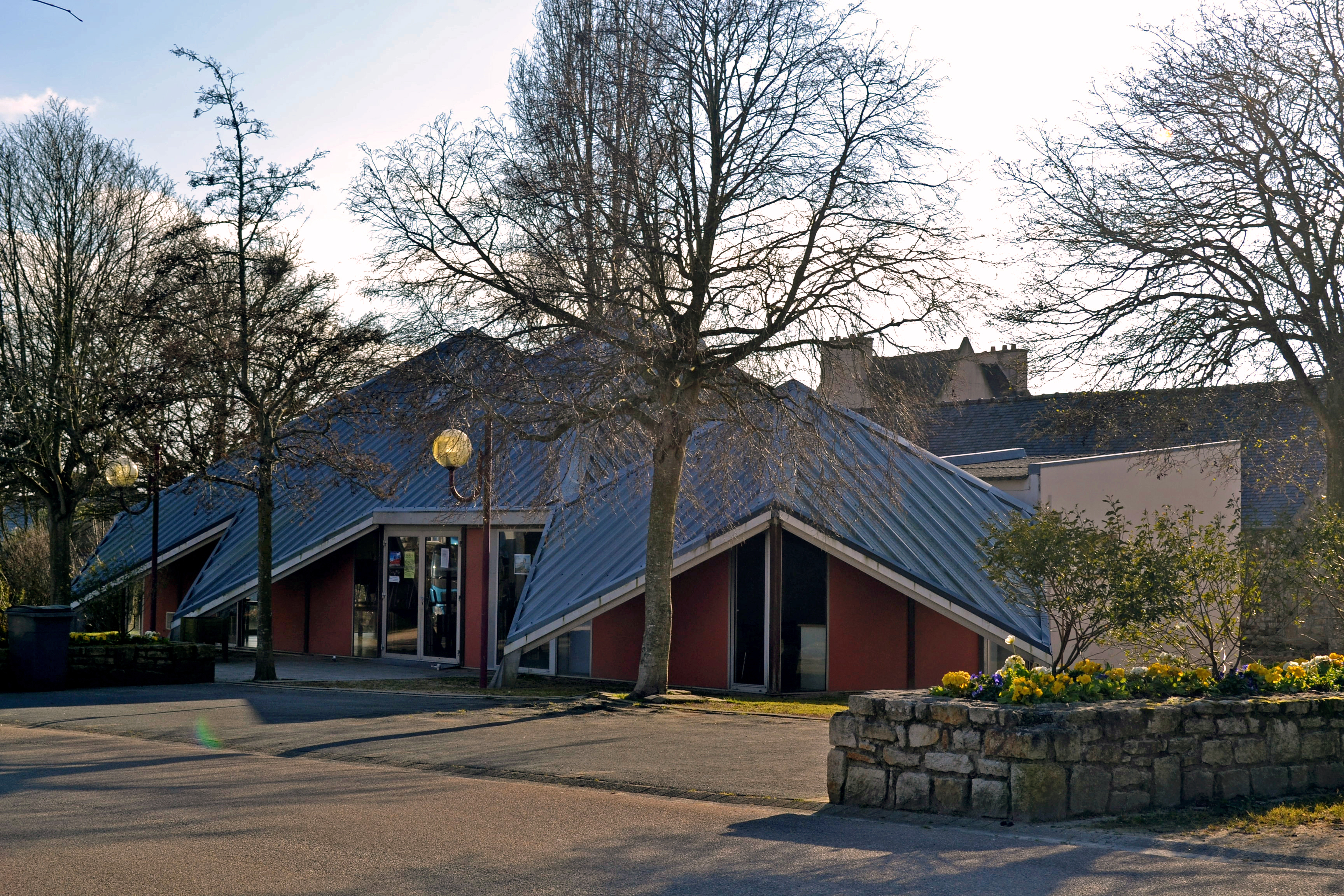
Le Mille Club
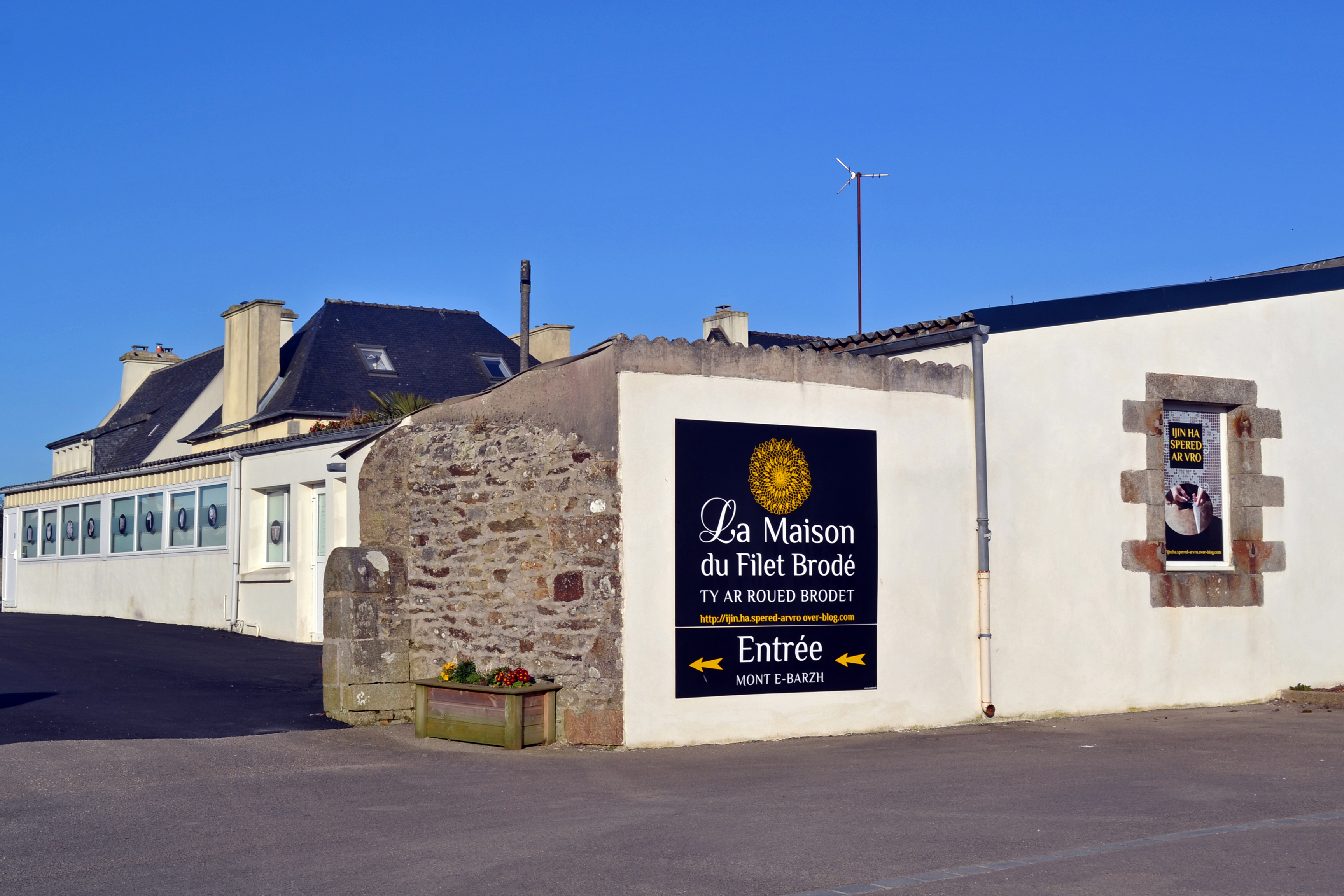
La Maison du Filet Brodé

### Le Cristal

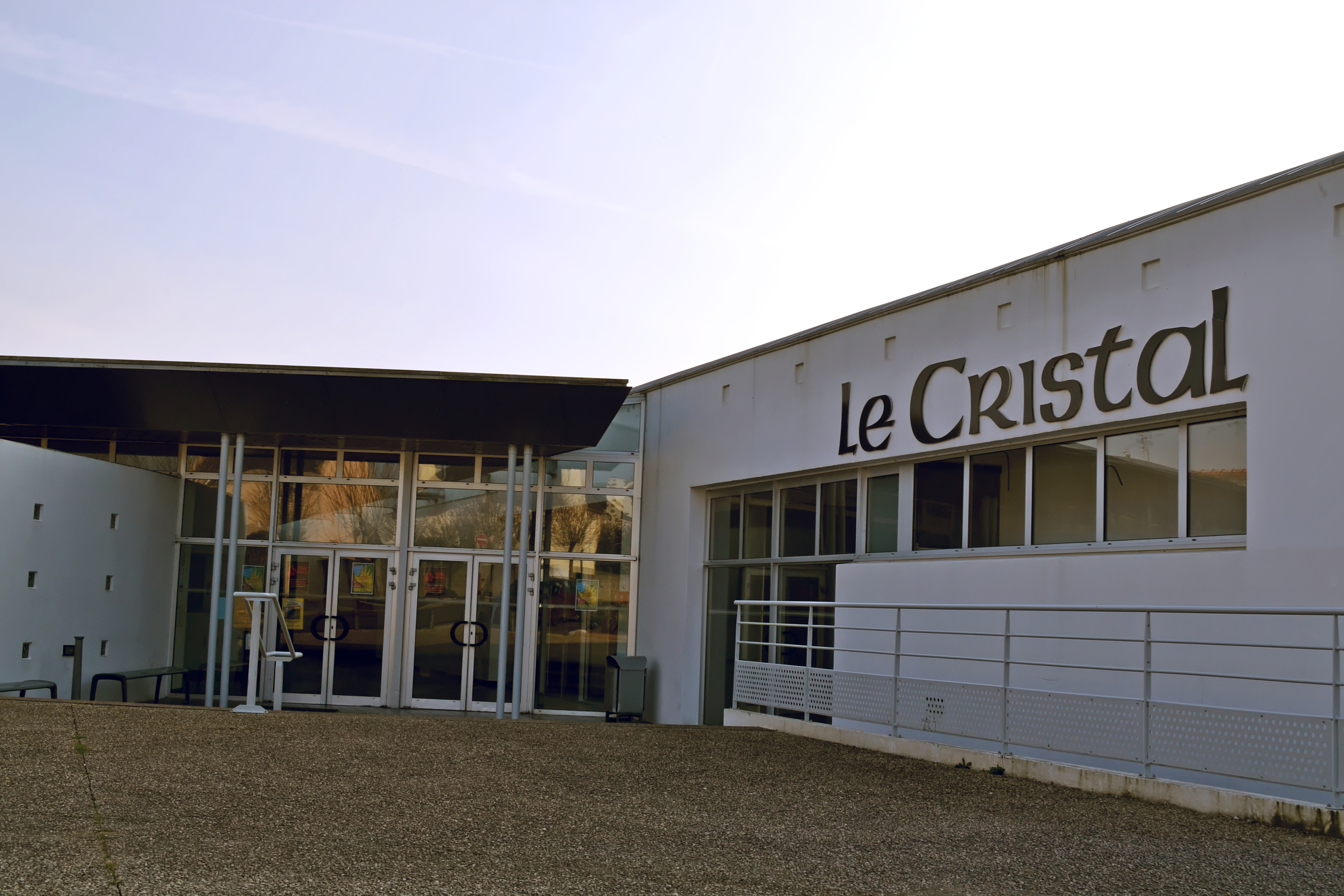
Entrée de la salle

Salle de spectacles et concerts inaugurée en 1993, elle peut accueillir 1 400 spectateurs au maximum et dispose de cinq salles et d'équipements polyvalents. Elle a accueilli :
- des artistes de renom de la chanson française : Michèle Torr, Pierre Bachelet, Adamo, Sheila, Gérard Lenorman, La Compagnie créole, C. Jérôme, Émile et Images, Nicoletta, Frank Michael, Daniel Guichard, Hugues Aufray, Annie Cordy, Enrico Macias, Hervé Vilard, Liane Foly, Alain Barrière, Pierre Perret, Dave, Grégoire… ;
- des humoristes (Chevallier et Laspalès, les Vamps, Julie Arnold, Georges Beller, Georges Quilliou…) ;
- des groupes de rock (Indochine, The Stranglers, Burt Blanca…) et de rock celtique avec Alan Stivell, The Silencers, Armens, Celtic Legends, Celtas Cortos, Tonynara, Saint-Patrick 2006 (Merzhin, Krêposuk), Gérard Jaffrès, Red Cardell et Dan Ar Braz, Bagad Konk Kerne, Jimme O'Neill ;
- des spectacles comme Au spectacle ce soir, Hommage à Joe Dassin, ABBA, Monsieur Amédée (Michel Galabru), La Soupière (Robert Lamoureux, Micheline Dax, Roger Pierre)…

## Tableaux représentant Plouénan
- Christian de Marinitsch : Les commères de Plouénan (1893)[111].

## Personnalités liées à la commune

### Artistes contemporains
- Bernard Dilasser - Écrivain né en 1958 et auteur de Fugue, Le prince des Vasières, La scène du grenier, Au milieu d'un champ de seigle, Exode, La mort d'Actéon, L'Incendie, Jonas, Premier amour, Dernières Pierres et autres ouvrages. Bernard Dilasser vit toujours à Plouénan.
- Sylvette Herry, nom de scène Miou-Miou, actrice dont la grand-mère habitait au Traon-Hir, au nord-est du bourg entre la nationale et Kerlaudy, dans une modeste ferme en pierre de schiste aujourd'hui démolie et remplacée par une construction neuve.
- Per-Mari Mevel, écrivain bretonnant qui habitait une petite maison dans la prairie près de la rive au Milinou. Il a collaboré avec Naig Rozmor à la réalisation de pièces de théâtre. Il a écrit Ar brezoneg dre an treuzviezadennou (contrepèteries).
- Mona Jaouen, chanteuse d'inspiration bretonne dont le père fut longtemps sacristain et chanteur à l'église de Plouénan.

### Personnages historiques
- Anna Pennanneac'h (du nom de la ferme d'où elle était originaire et de son vrai nom « Anne Le Saint »), guillotinée à l'âge de 46 ans en compagnie du recteur de Plouénan, au « plateau de la déesse » à Quimper le 29 fructidor de l'an II.
- François Julien du Dresnay des Roches, né à Kerlaudy le 28 janvier 1719, gouverneur des Mascareignes à partir de 1768. Il était le frère de celui qui a fait bâtir le château actuel. Il écrit : « On compte à l'Isle de France 19 000 à 20 000 Noirs seulement employés à la culture des terres. Il en faudrait 20 000 de plus »[112]. Il indique aussi que la préférence des colons va aux Noirs de Guinée ou du Mozambique, ceux de Madagascar étant jugés « mous, paresseux, inaptes et sujets à aller marron »[113].
- Louis Ambroise, marquis du Dresnay, colonel de l'armée royale et directeur des haras du Léon, qui partit de Kerlaudy pour Jersey et courageusement à la tête de son régiment d'émigrés participa au débarquement des émigrés à Quiberon de 1795 pour tenter d'arrêter l'ardeur de la terreur révolutionnaire qui sévissait même jusqu'à Plouénan. Beaucoup d'hommes de son régiment furent faits prisonniers et furent parmi les 950 fusillés après passage devant la commission, mais Louis Ambroise réussit à s'échapper. Il est mort en exil à Londres en 1798.

### Figures locales
- René de Soyer, dernier locataire du château qui cachait des aviateurs à Kerlaudy, fut emmené en 1942 par les Allemands en déportation où il mourut du typhus. Depuis ce jour, le château est vide, personne ne s'en est préoccupé, la porte est restée entr'ouverte comme après un départ précipité, dans l'attente de l'improbable retour de l'habitant.
- Marcel Grall, dernier de la lignée des sabotiers de Plouénan.
- Paul Gabriel Télémaque, esclave d'environ dix huit ans embarqué au printemps 1757 de Guinée par Henri Perkiril, capitaine du navire irlandais Le Cumberland (en). Délivré par le lieutenant de frégate Pierre François Melinaut Beauregard, capitaine corsaire du navire brestois La Sauterelle, il est confié par celui-ci le 6 juillet 1757 au recteur de Plouénan, Thomas Haouel. Logé, instruit, soigné par ce dernier, il est baptisé le 7 juillet 1759, son parrain étant le vicaire Paul Gabriel Mesguen et sa marraine Marguerite Gibra[114]. Il ne fit sa première communion qu'à l'épiphanie 1760.

### Autres
- Yvonne Reungoat (1945- ), religieuse française.

## Bibliographie

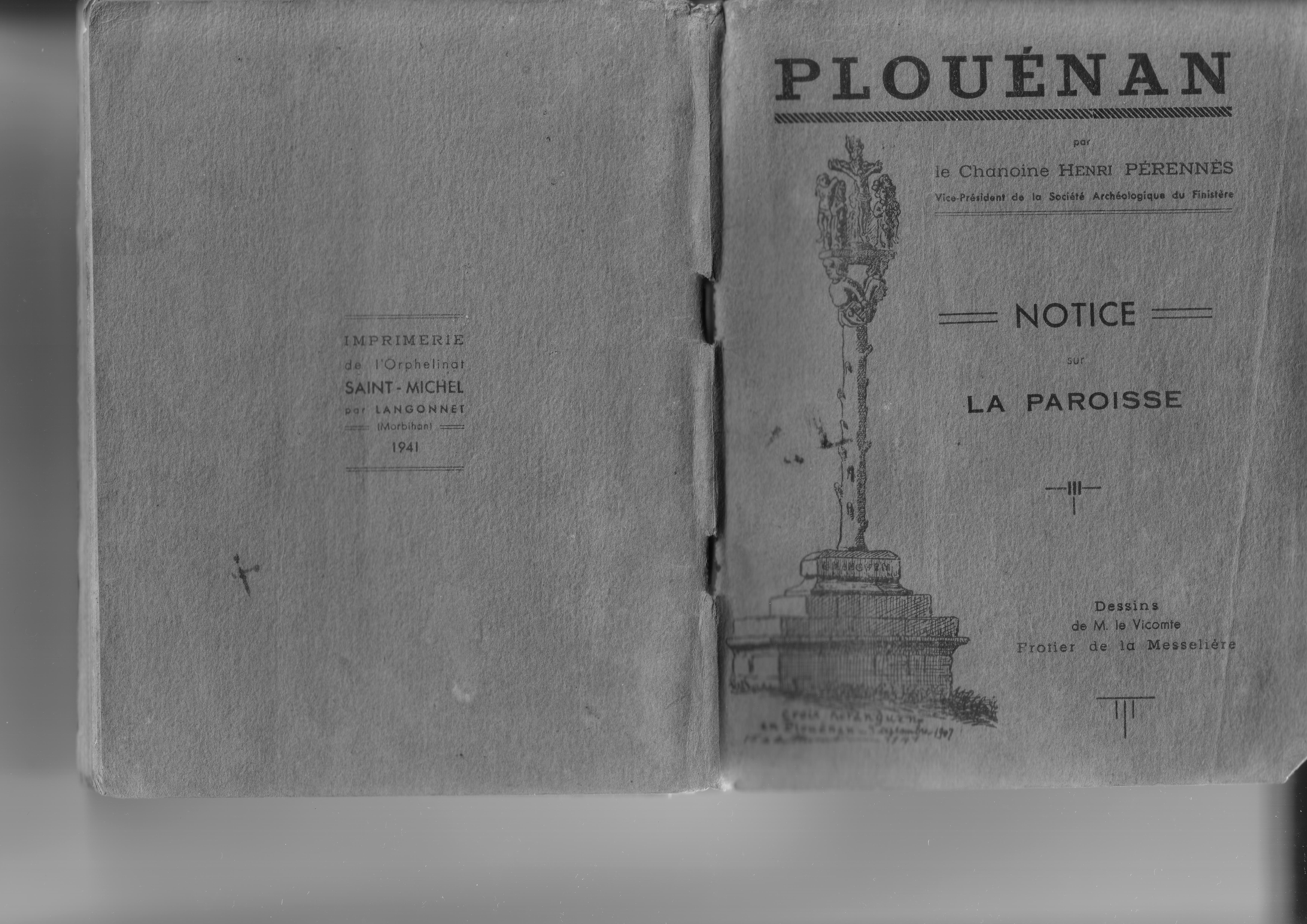
Plouenan - Notice sur la paroisse (1941).